# Arquitectura de Dinamarca

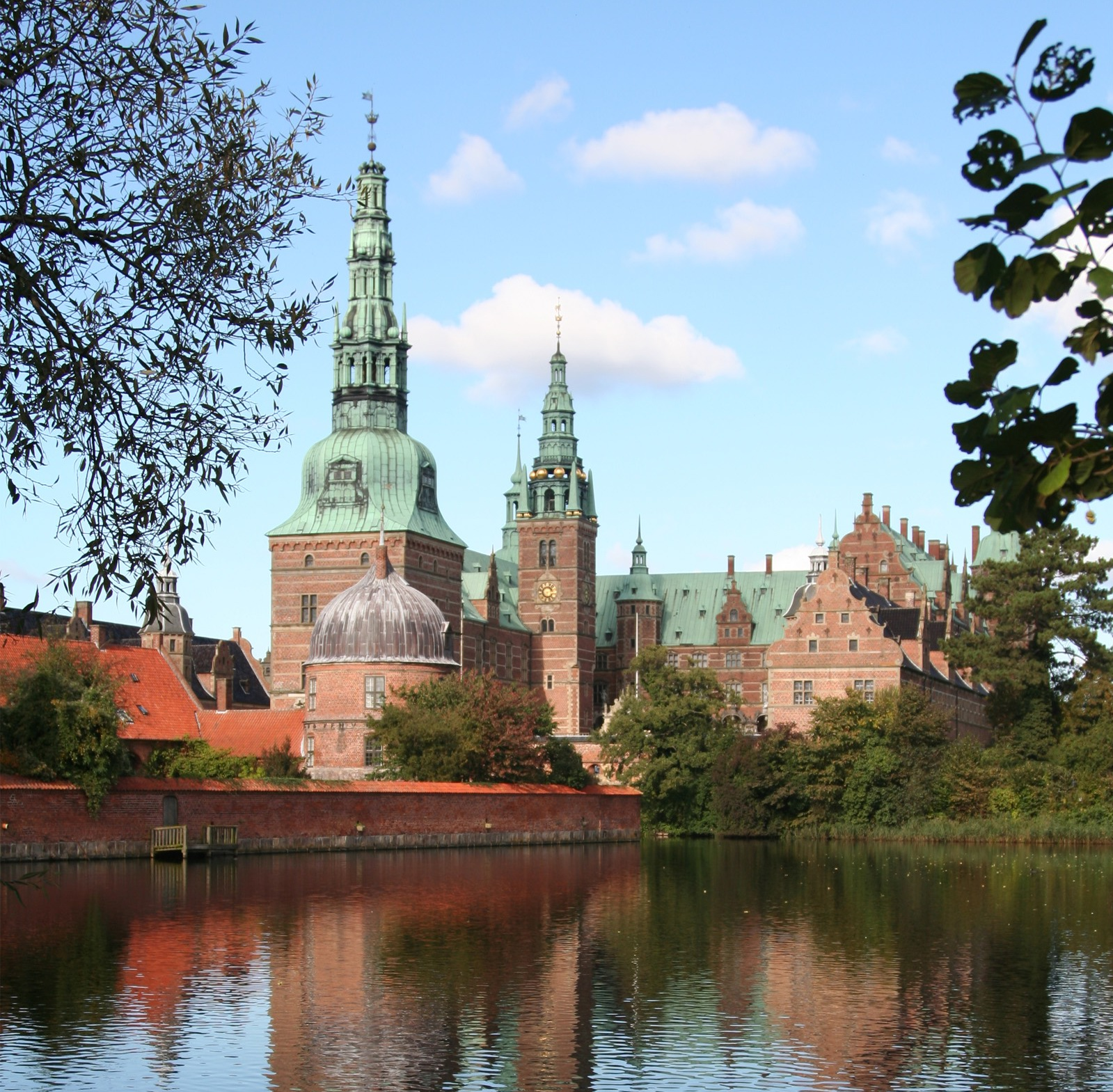
Palacio de Frederiksborg con estilo renacentista completado por Hans van Steenwinckel el joven en 1620

La arquitectura de Dinamarca tiene sus orígenes en el período vikingo, ricamente revelado por los hallazgos arqueológicos. Se estableció fuertemente en la Edad Media, primero con arte románico, luego con catedrales e iglesias góticas diseminadas por todo el país. Dinamarca fue un país con poco acceso a la piedra, por lo que el ladrillo cerámico se convirtió en el material principal para la construcción, no solo para las iglesias, sino que también para fortificaciones y castillos. 
Bajo la influencia de Federico II (r. 1559-1588) y Cristian IV (r. 1588-1648), que se habían inspirado en los castillos de Francia, diseñadores holandeses y flamencos fueron llevados a Dinamarca, inicialmente para mejorar las fortificaciones del país, pero también para construir magníficos palacios y castillos reales en estilo renacentista. En paralelo, el estilo en eficiaciones de madera se volvió popular para viviendas ordinarias en ciudades y villas a lo largo del país.
Más tarde en su reinado, Cristian IV también se convirtió en un temprano partidario del barroco que continuó durante un tiempo considerable, con muchos edificios impresionantes erigidos en la capital y en las provincias. El neoclasicismo llegó inicialmente desde Francia pero lentamente adoptado por arquitectos locales daneses quienes cada vez más, participaban en definir el estilo arquitectónico. Un período productivo del historicismo detonando el estilo romántico nacional, emergió en el siglo XIX.
No fue, hasta 1960 que los arquitectos daneses entraron a la escena del mundo con su exitoso funcionalismo. Este ha evolucionado en más recientes piezas maestras de clase mundial tales como la Casa de la Opera de Sídney y el puente del Gran Belt concretando el camino de un número de diseñadores daneses a ser premiados por su excelencia en casa y en el extranjero.

## Edad Media

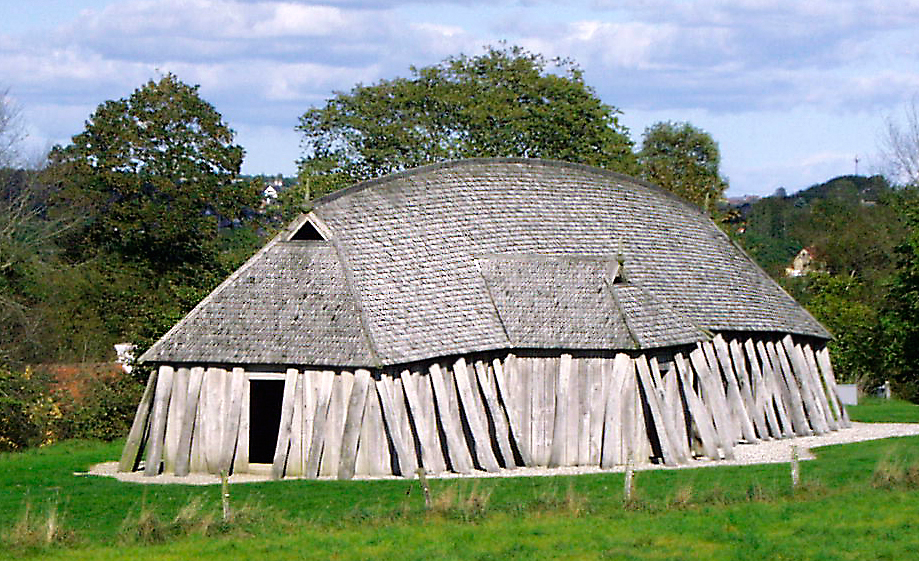
Reconstrucción de una casa vikinga, Fyrkat

### Vikingos
Excavaciones arqueológicas en varias partes de la actual  Dinamarca han revelado mucho sobre la manera en que vivían los vikingos. Uno de los sitios más notables es Hedeby. Localizada a unos 45 kilómetros al sur de la frontera danesa, cerca de la ciudad alemana Schleswig, probablemente data al final del siglo VIII. Las casas están consideradas entre las más sofisticadas viviendas de su tiempo. Marcos de roble fueron usados para las paredes, y los techos fueron probablemente de paja.
Casas vikingas en anillo, tales como las de Trelleborg, cerca de Slagelse en la isla danesa de Selandia, tienen una forma diferente, forma de barco, las largas paredes con abombamiento hacia el exterior. Cada casa consistía en un largo salón central, 18 m por 8 m, y dos estancias más pequeñas, una en cada extremo. La de Fyrkat (c. 980) en el norte de Jutland tenían 28.5 m de largo, 5 m de ancho en los extremos y 7.5 metros en el medio, las largas paredes curvadas ligeramente hacia afuera. Las paredes consisten en dobles filas de postes con tablones encajados horizontalmente entre ellas. Una serie de postes exteriores inclinados se usaban para apuntalar el edificio como contrafuertes.

### Estilo románico

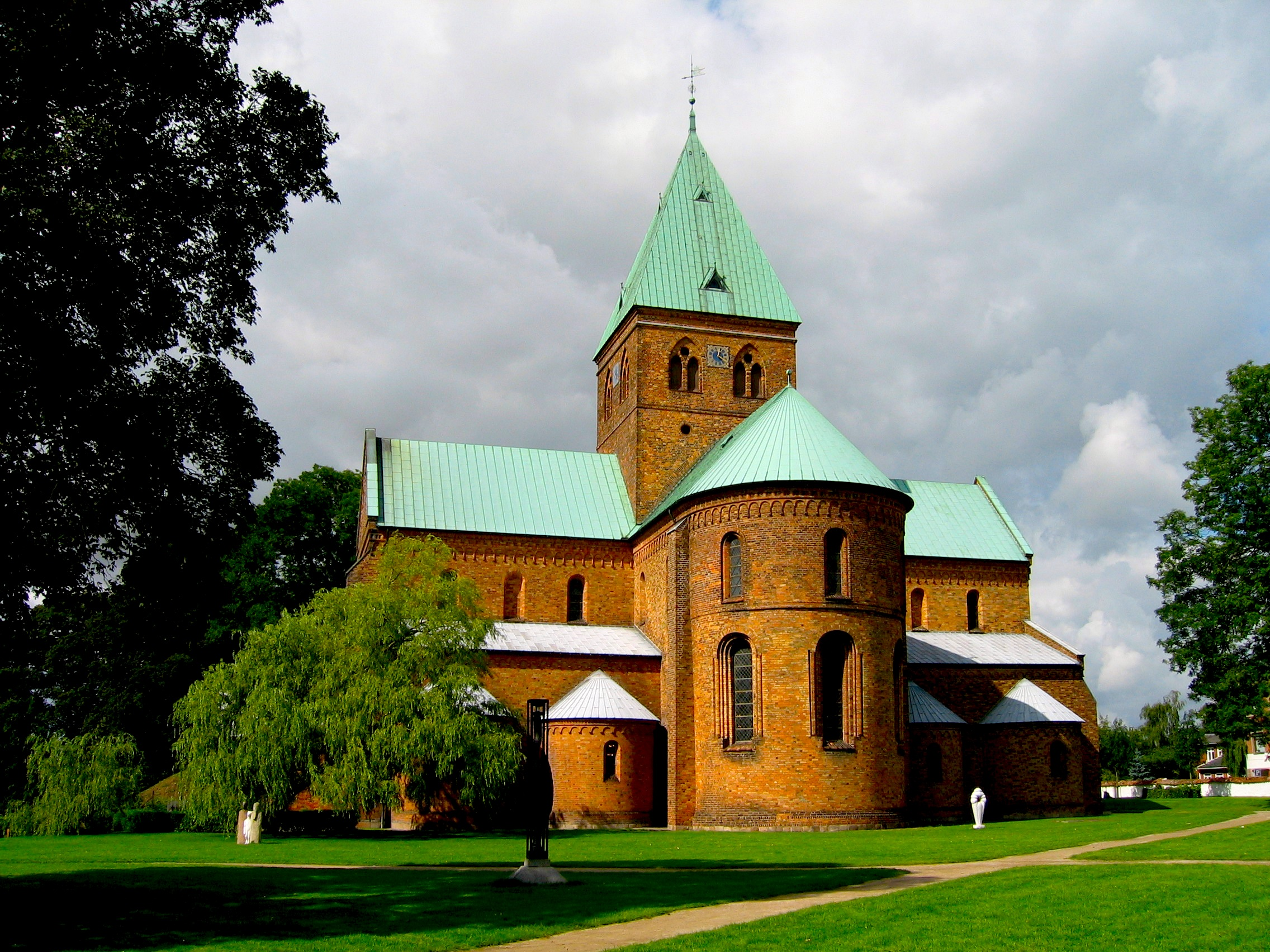
Iglesia de San Benito, en Ringsted, consagrada en 1170.

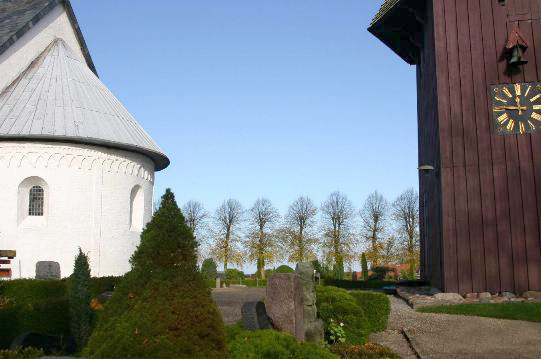
Ábside románico de la iglesia Broager.

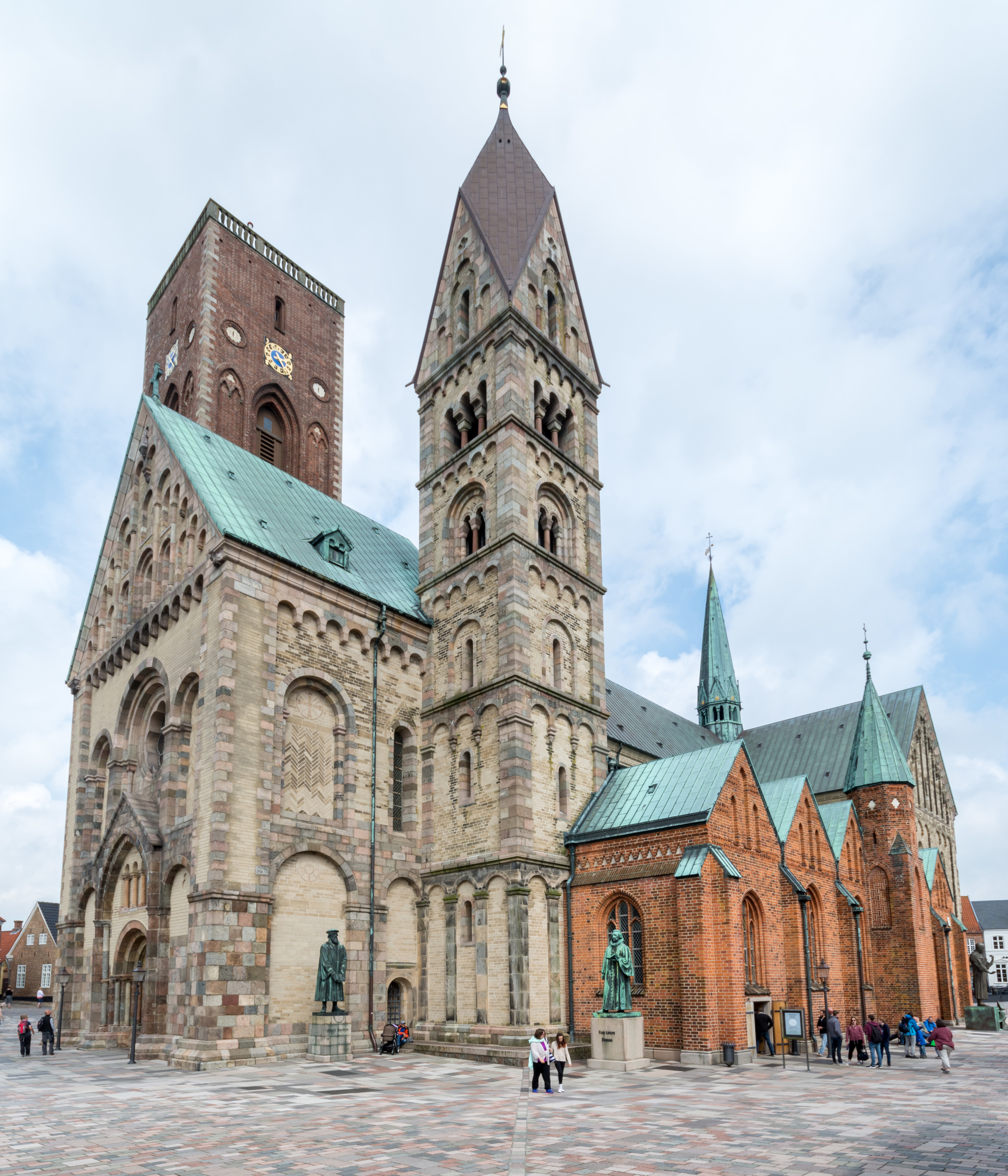
Catedral de Ribe. Debido a su larga y turbulenta historia, el edificio refleja una gran cantidad de diferentes estilos arquitectónicos y tradiciones artísticas.

El estilo románico se generalizó en Dinamarca a finales del siglo XI. Las iglesias de piedra más antiguas y los primeros frescos románicos datan probablemente de la década de 1080, y después el estilo románico se convirtió rápidamente en el estilo dominante en el arte y la arquitectura. Sin embargo, ello no significó que el estilo nórdico tradicional desapareciera por completo de inmediato. Los adornos continuaron realizándose en el estilo antiguo y hasta aproximadamente 1150 existió una mezcla de estilos románico y nórdico de Urness.. El trasfondo de esta confusión quizás sea que el arte eclesiástico en Dinamarca a principios de la Alta Edad Media se hacía bajo la supervisión de artesanos extranjeros que tenían estudiantes locales en sus talleres. Es posible que luego estos hubieran agregado formas tradicionales a esas obras.
Las primeras iglesias danesas del siglo IX fueron construidas en madera, por lo que no han sobrevivido al paso del tiempo. Cientos de iglesias de pequeños pueblos realizadas en piedra en estilo románico fueron construidas en el siglo XII y XIII (de las que hoy en día hay alrededor de 1650). La mayoría fueron construidas en forma de basílica, con una nave de techo plano y un coro con pequeñas ventanas circulares y arcos de medio punto. Una parte más pequeña fueron iglesias redondas, como la iglesia de Østerlars en la isla de Bornholm, construida alrededor de 1150 y otras tres iglesias en la isla. El edificio de tres plantas es soportado por una pared exterior circular y excepcionalmente ancha, con una columna central hueca.
El granito y la piedra caliza fueron los primeros materiales preferidos para construir, pero después de que la producción de ladrillo alcanzara Dinamarca a mediados del siglo XII, el ladrillo rápidamente se convirtió en el material preferido. Entre los ejemplos más notables de edificios de mampostería de ladrillo románico destacan la iglesia de San Benito, en Ringsted (consagrada en 1170)  y la especial iglesia de Nuestra Señora en Kalundborg (c. 1200) con sus cinco altas torres.
Hasta aproximadamente el año 1100 hubo una clara influencia inglesa en el arte y la arquitectura daneses, pero a partir de entonces desaparece paulatinamente, para ser sustituida por la influencia alemana y lombarda. Gotfredsen cree que ese cambio fue aparentemente el resultado de la construcción de la catedral de Lund, en Scania, cuando la región era parte del Reino de Dinamarca (hoy día parte de Suecia). Esto siguió al establecimiento del arzobispado nórdico en esa ciudad en 1103, ya que llegaron maestros artesanos germanos y lombardos a para ayudar en su construcción. Fue la primera de las grandiosas catedrales danesas en forma de basílica de tres naves con transeptos. La ciudad de Ribe, que siguió con su magnífica catedral de Nuestra Señora (1150-1250), tenía tratos cercanos con la región del Rin en Alemania. Ambos materiales, piedra arenisca y tufa, y los modelos fueron tomados de ahí.
Después de 1150, la influencia francesa se vuelve dominante, ya que desde allí se extendió el gótico temprano. Hacia el año 1100, el arte en toda Europa occidental lleva el sello de ser internacional. La inspiración y los estilos se mezclan desde muchos lugares. Por ejemplo, las iluminaciones de acanto en el arte del libro otoniano tienen grandes similitudes con el estilo nórdico de Urness.
Gotfredsen cree que la mezcla de los estilos románico y Urnes se utilizó deliberadamente para crear la distinción entre el bien y el mal, ya que los caóticos patrones enredados que caracterizan el estilo Urness se pudieron usar para contrastar con las líneas más limpias y el orden geométrico del románico. Un ejemplo es el altar de la iglesia de Lisbjerg, que ahora se encuentra en el Museo Nacional. Está decorado con elementos tanto del estilo Urness como del románico. Ella cree que el contraste entre los dos estilos debería ilustrar la idea teológica de la vida humana como un viaje espiritual hacia lo divino. En el altar se muestra un recorrido desde el antiguo estilo caótico al nuevo y limpio. Los leones fueron muy comunes en el arte románico danés.

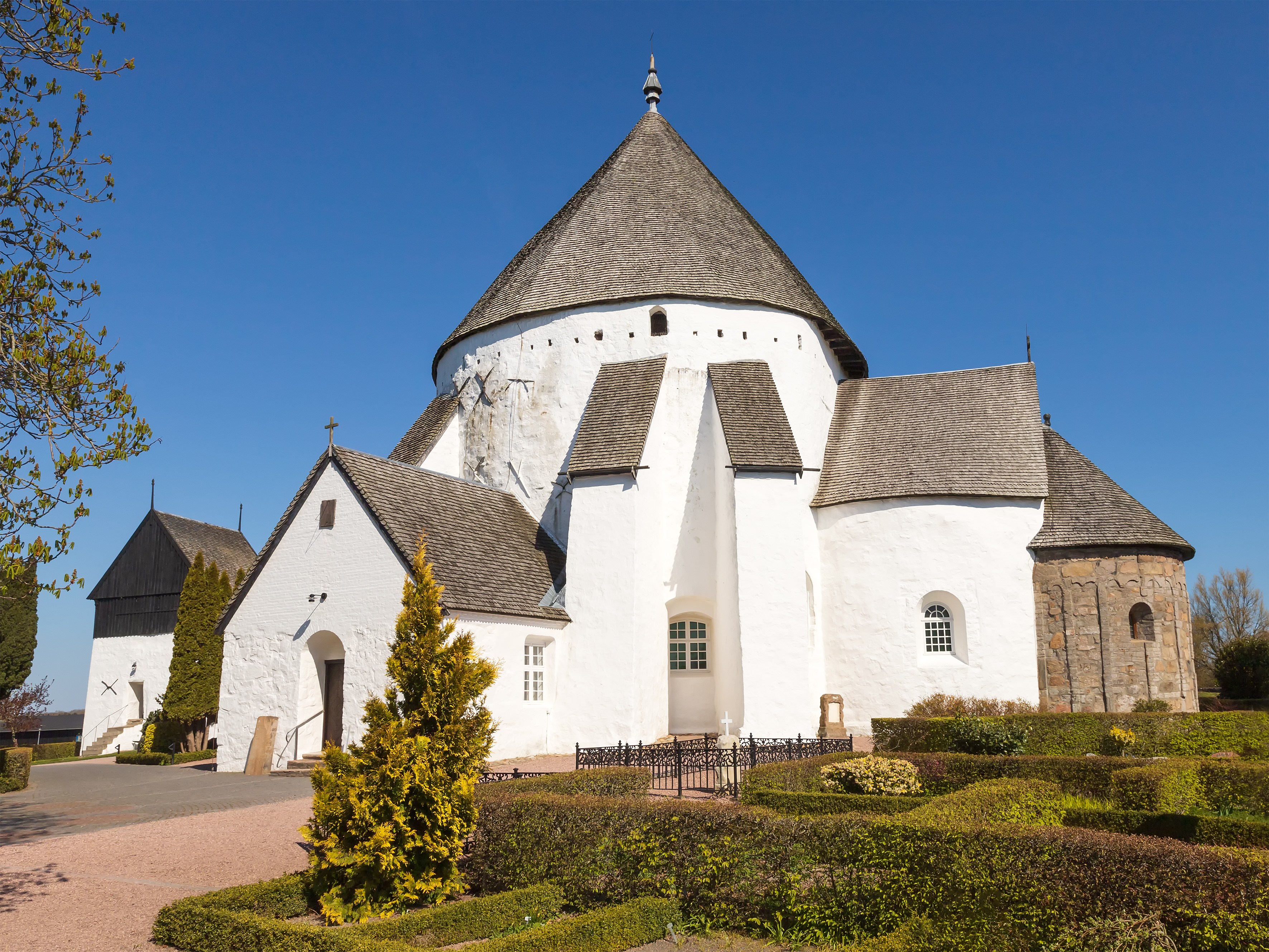
Iglesia de Østerlars (ca. 1150)
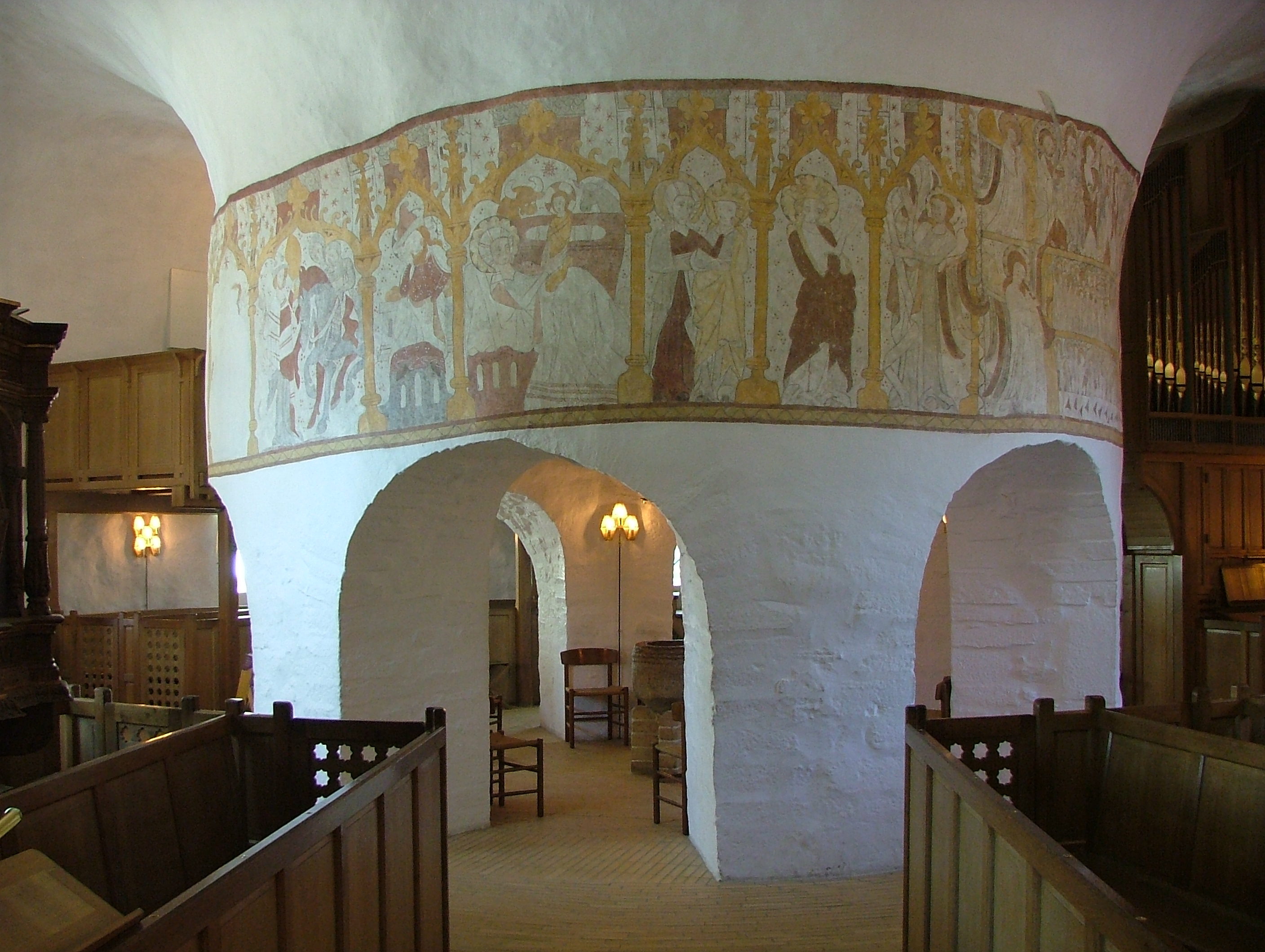
Pilar hueco interior de la iglesia de Østerlars
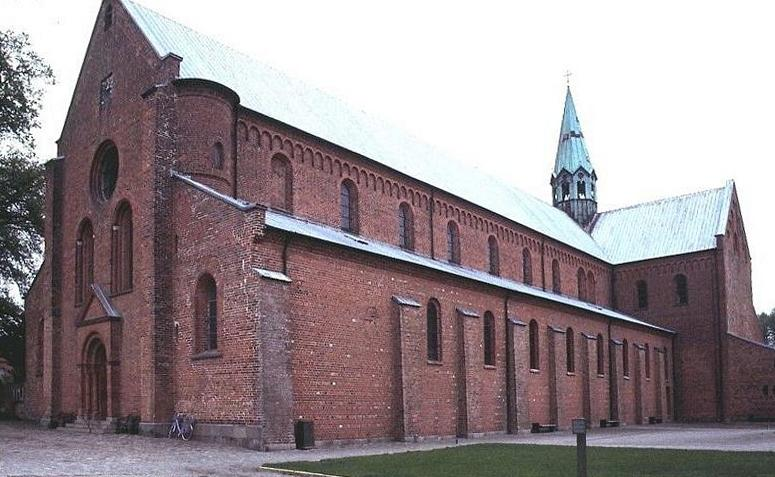
Iglesia del monasterio de Sorø (1161-1201)
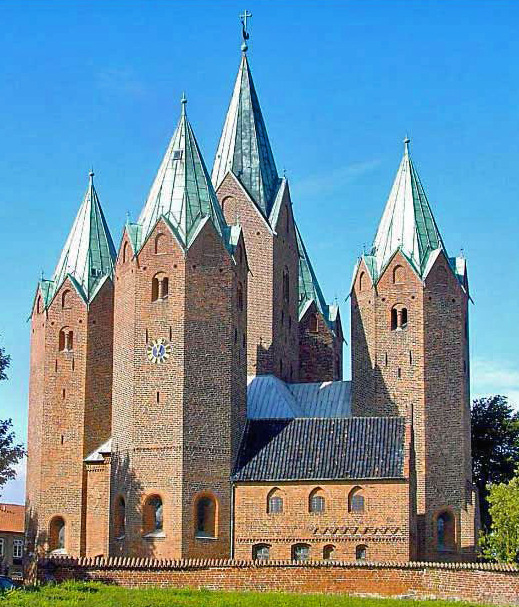
Iglesia de Nuestra Señora en Kalundborg (c. 1170-1200)
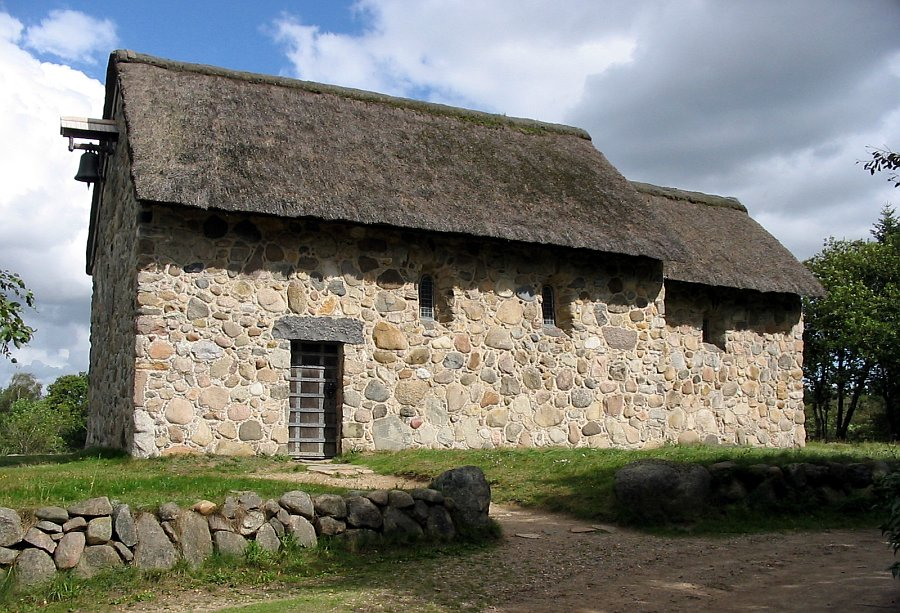
Reconstrucción en su forma original de una iglesia románica en Hjerl Hede

### Estilo gótico

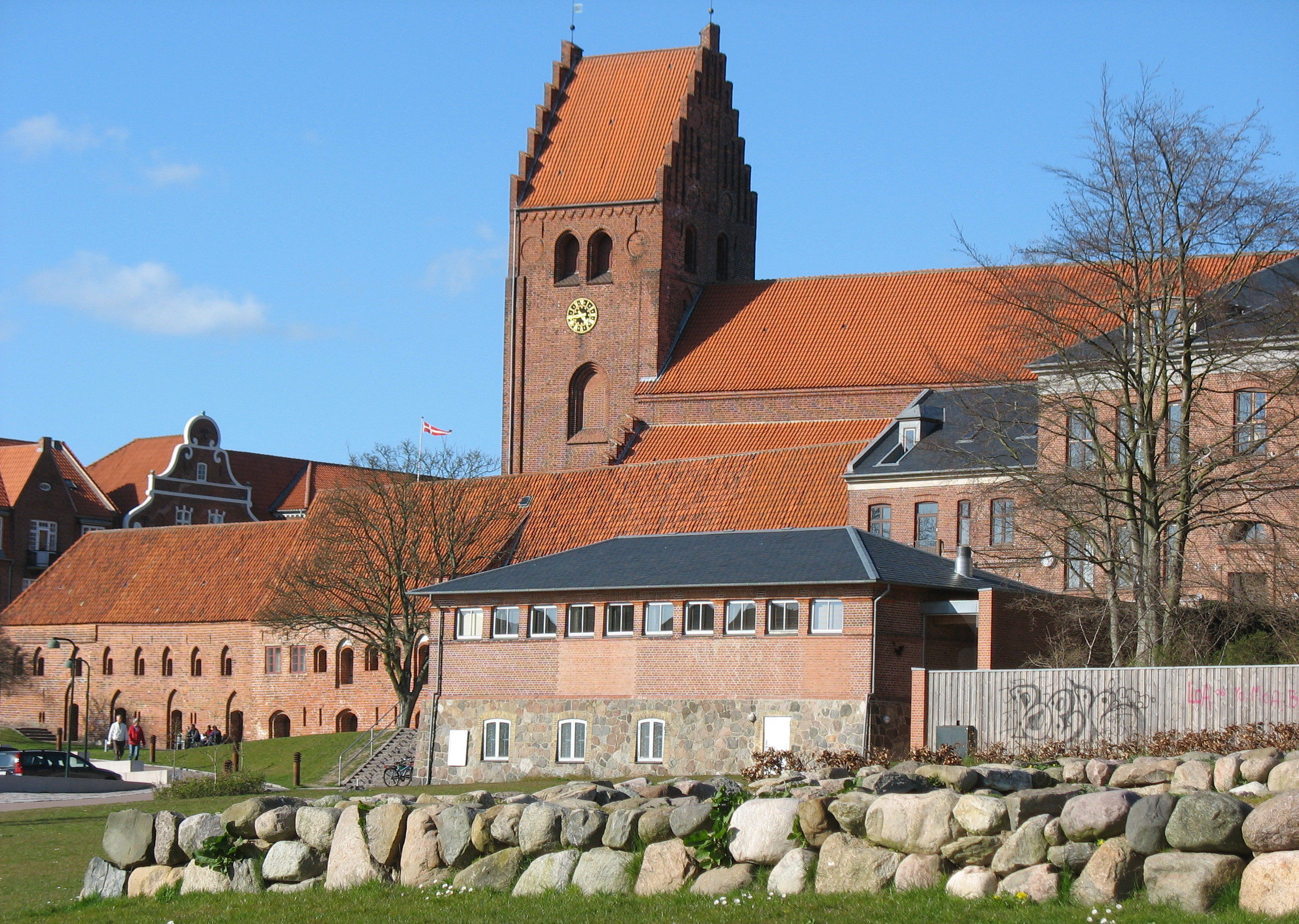
Iglesia San Peter, Nǽstved (1375)

Hacia el final del siglo XIII y hasta el 1500, el estilo gótico se convirtió en la norma, resultando en la mayoría de los edificios románicos fueran reconstruidos o adaptados al estilo Gótico. Los techos planos fueron reemplazados por bóvedas cruzadas, las ventanas fueron alargadas con arcos punteados, capillas y torres fueron añadidas y los interiores fueron decorados con murales. El tabique rojo fue el material de elección como puede ser visto en la catedral de San Canuto, Odense (1300-1499), y la iglesia San Peter, Næstved. San Canute presenta todas las características de la arquitectura gótica: arcos punteados, contrafuertes, bóvedas nervadas, el aumento de luz y la combinación espacial de la nave y el coro.
Aunque la mayoría de la arquitectura gótica que se conserva en Dinamarca corresponde a iglesias y monasterios, hay ejemplos en el área laica. Glimmingehus (1499-1506), un castillo rectangular en Scania, presenta claramente características góticas. Fue un encargo del noble danés Jens Holgersen Ulfstand quien requirió los servicios de Adam van Düren, un maestro del norte de Alemania quien también trabajó en la catedral de Lund. El edificio contenía muchas características defensivas del tiempo, incluyendo parapetos, puertas falsas, corredores cerrados, hoyo de asesino por los que se vertía alquitrán hirviendo sobre los atacantes, fosas, puentes levadizo y varias otras trampas de muerte para proteger a los nobles de los levantamientos campesinos.

### Edificios con entramados de madera

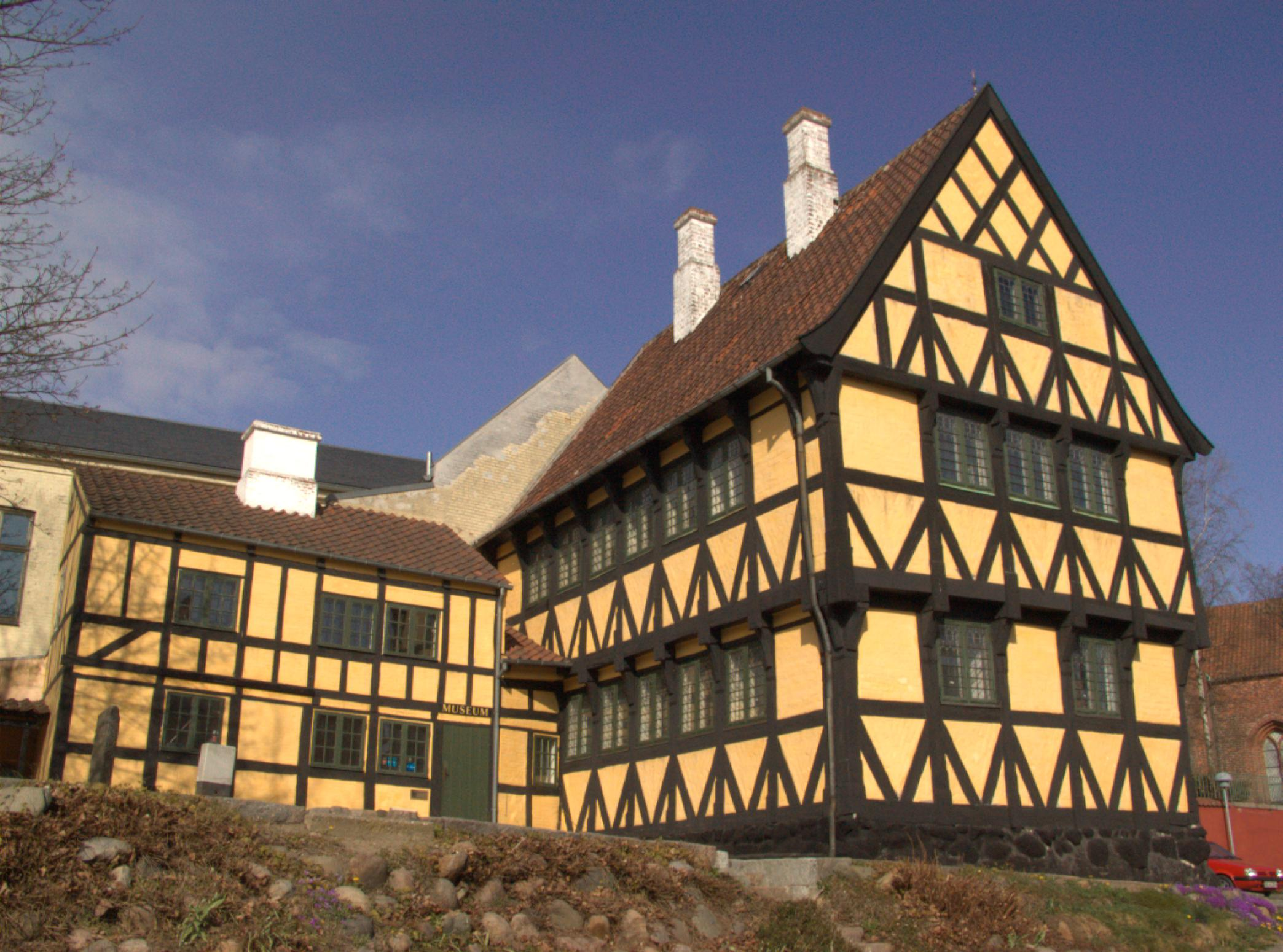
Anne Hvides Gård, Svendborg (1560)

Durante la Edad Media tardía, una lenta transición empezó desde las tradicionales casas maderas en ciudades y villas hacia propiedades con entramados. Una de las más viejas en Dinamarca es Anne Hvides Gård, una casa de dos pisos en Svendborg en la isla de Funen, queue fue construida en 1560. El edificio ahora forma parte del museo de Svendborg.
Ystad en la región sur de Suecia en Scania que fue previamente parte de Dinamarca aún tiene 300 casas con entramados, varias de ellas con importancia histórica. La casa más vieja con entramados en Dinamarca, construida en 1527, está localizada en Køge en la costa este de Selandia.
La antigua ciudad en Aahus, Jutlandia, es un museo de villa al aire libre que consiste en 75 edificios históricos compilados de partes de todo el país. Estos incluyen una variedad de casas con entramados, algunas datadas en el medio del siglo XVI.

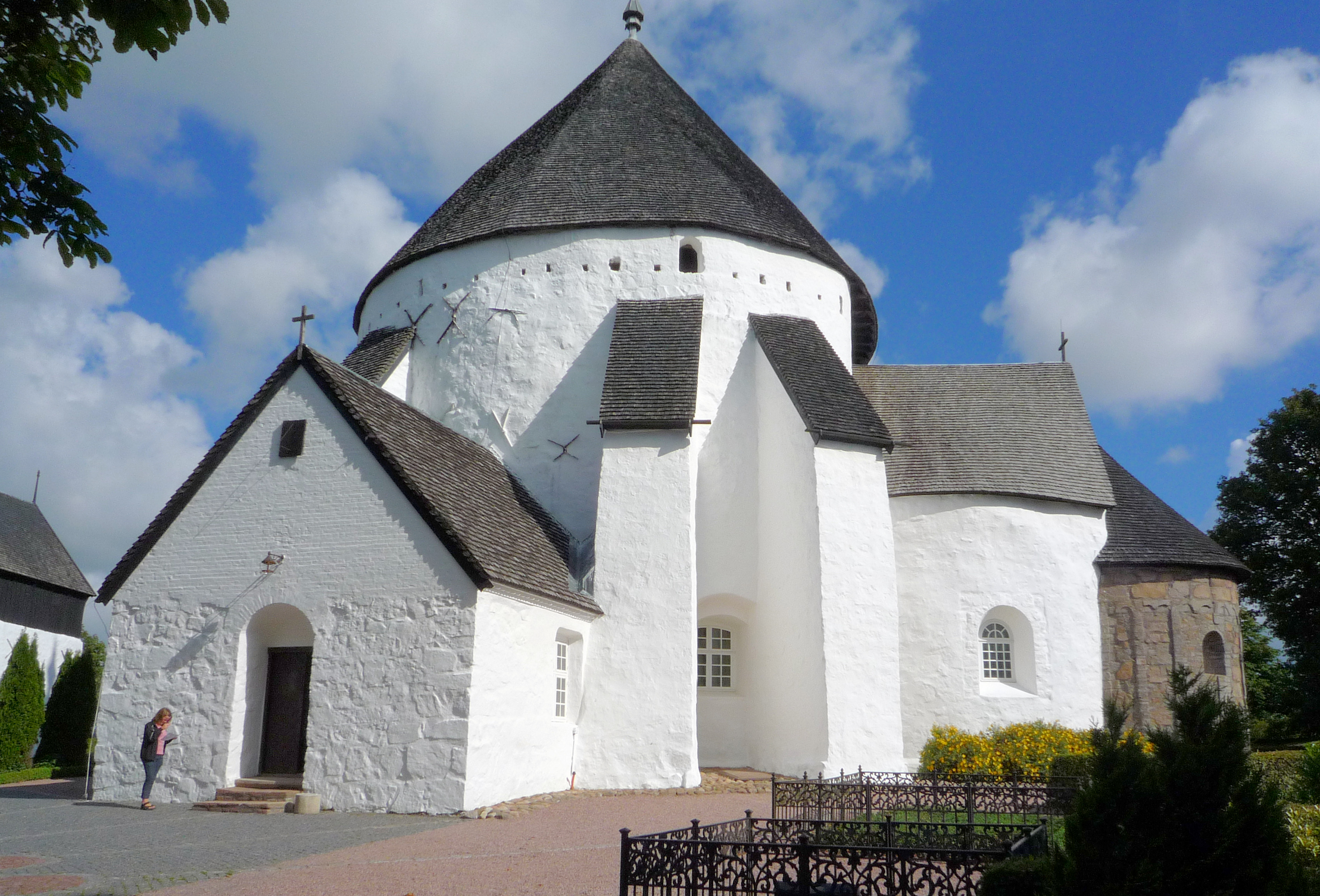
Østerlars Church en estilo románico, Bornholm (1150)
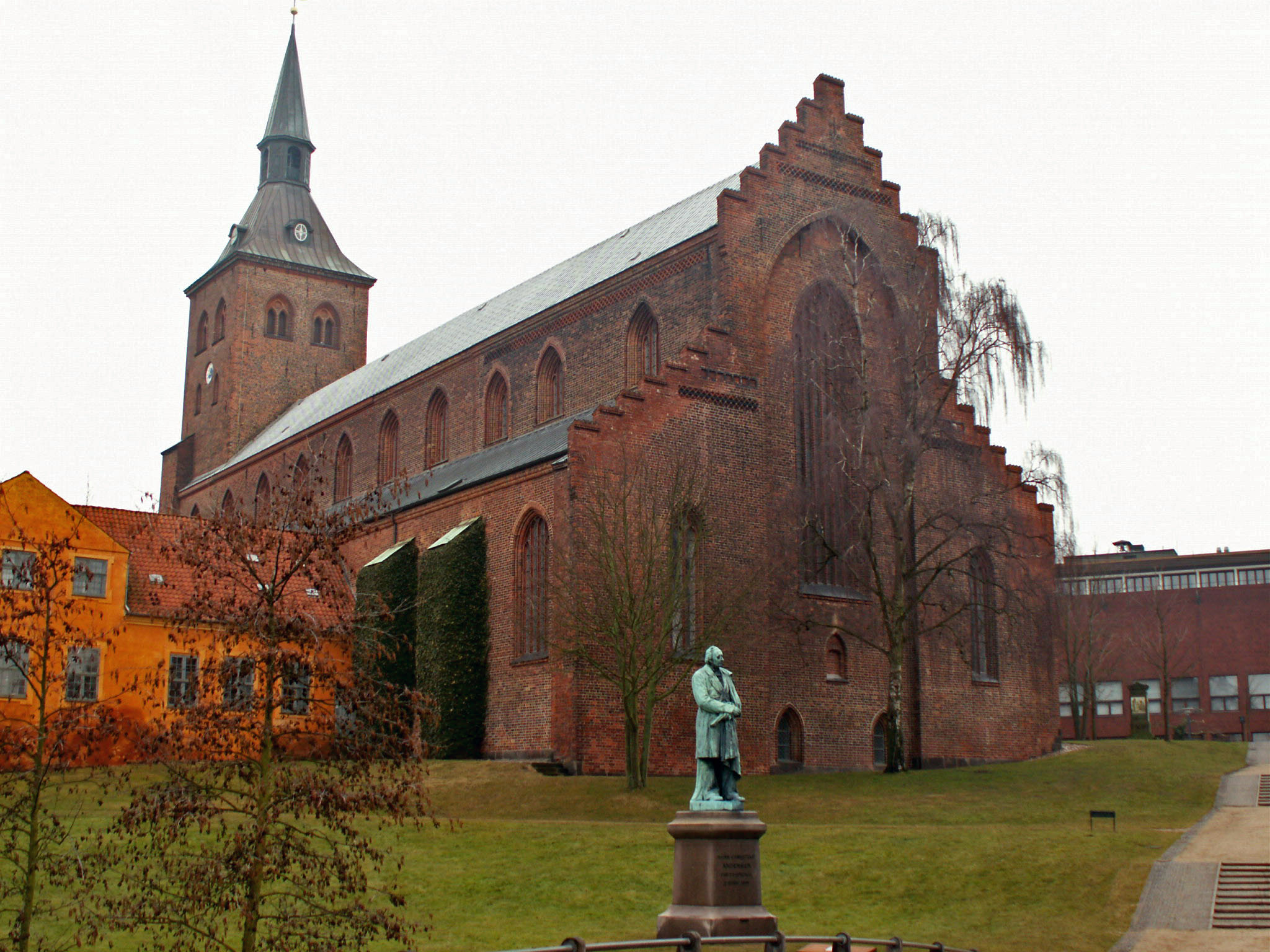
La gótica catedral de San Canuto de Odense, Odense (1300)
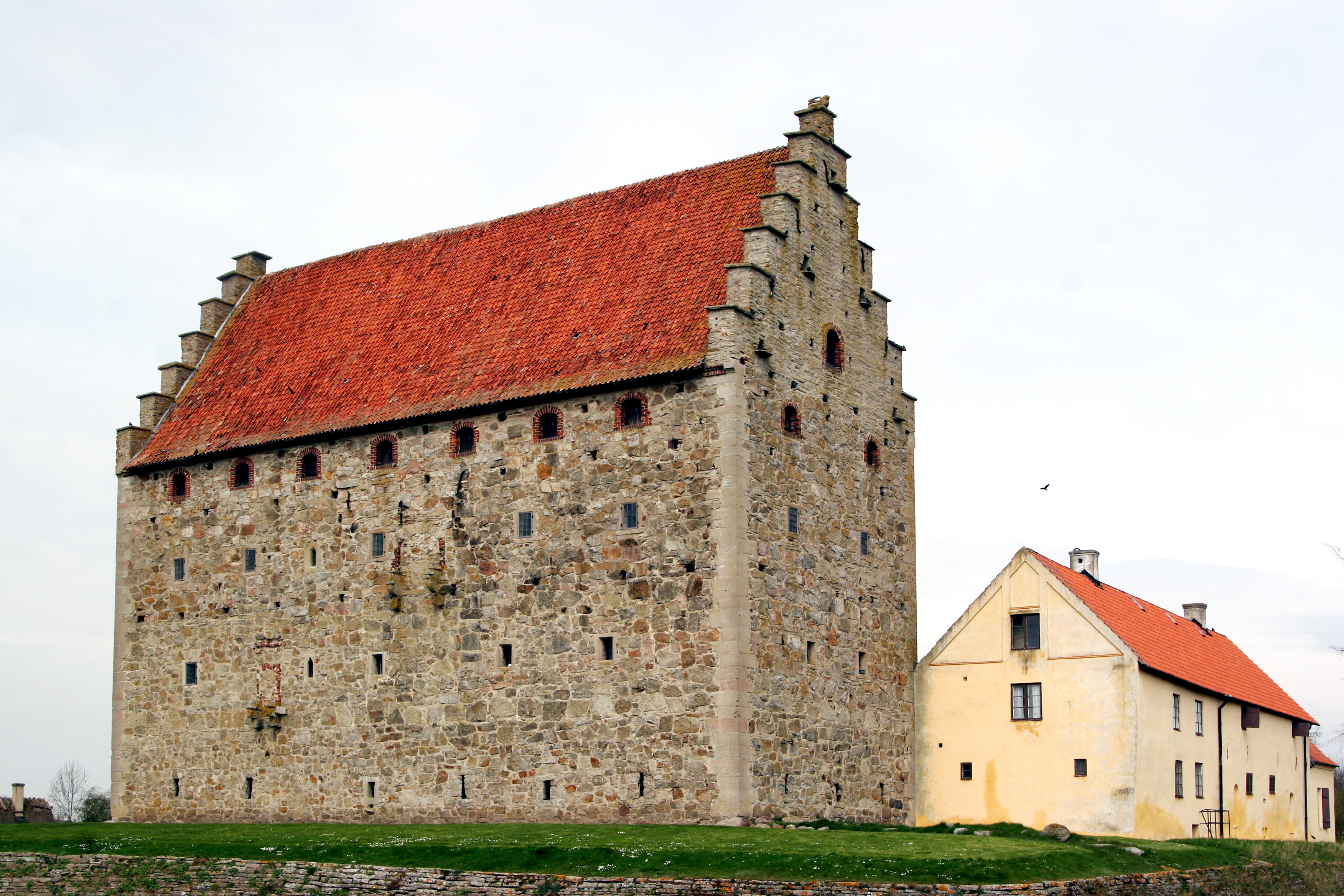
Castillo Gótico: Glimmingehus (1506)
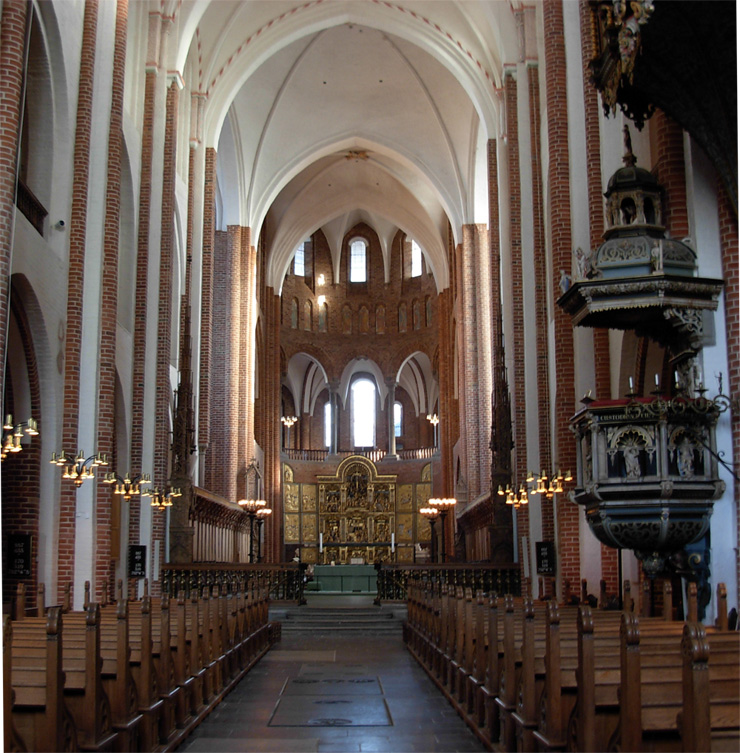
Catedral de Roskilde con características románicas y góticas (1175-1460)

## Renacimiento

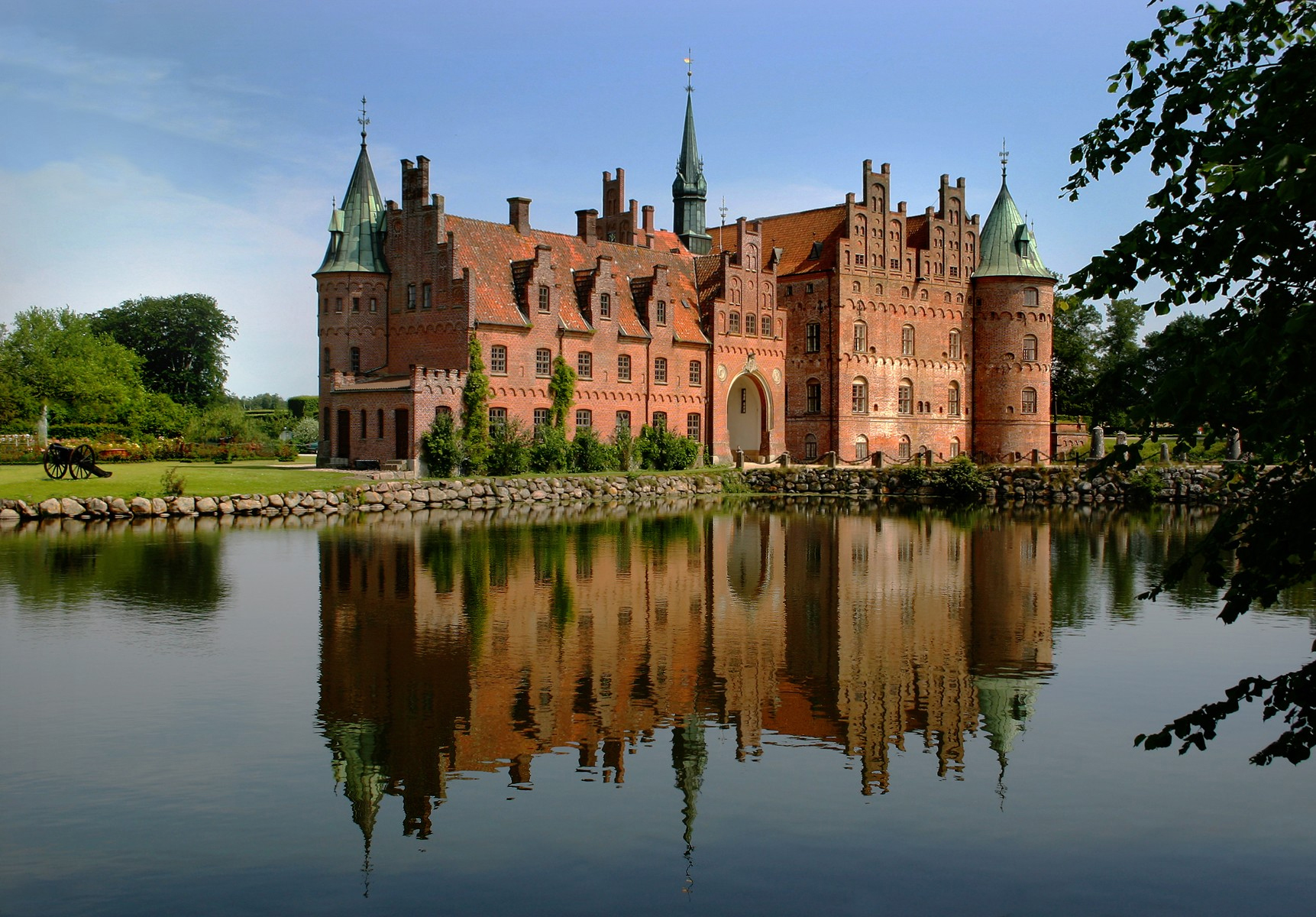

La arquitectura renacentista prosperó durante el reinado de Federico II y especialmente en el de Christian IV. Inspirado por los castillos franceses de la época, arquitectos flamencos diseñaron obras maestras tales como el Castillo de Kronborg en Helsingør y el palacio de Frederiksborg en Hillerød. En Copenhague, el castillo de Rosenborg (1606-1624) y Børsen o la antigua bolsa de valores (1640) es tal vez la ciudad más destacada por edificios renacentistas. 
Durante el reinado de Federico II, el castillo de Kronborg fue diseñado por dos arquitectos flamencos, Hans Hendrik van Paesschen quien empezó a trabajar en 1574 y Anthonis van Obbergen quien lo terminó en 1585. Modelado como un castillo francés de tres alas, fue finalmente completado como un edificio de cuatro alas. El castillo se incendió en 1629, pero bajo órdenes de Cristian IV, fue rápidamente reconstruido bajo el liderazgo de Hans van Steenwinckel el joven, hijo del famoso artista flamenco. Es altamente reconocido como uno de los castillos más destacado de Europa de estilo renacentista y es también reconocido como patrimonio de la humanidad por la UNESCO.
El palacio de Frederiksborg (1602-1620) en Hillerød es el palacio renacentista más grande en Escandinavia. Cristian IV tumbó la mayoría de los edificios originales de Federico II con el fin de que van Steenwinckel completara el castillo con estilo francés de tres alas con una terraza baja alrededor del patio. La expresión arquitectónica y los decorativos finales claramente refleja las preferencias del Renacimiento danés evidenciado por portales ornamentados y ventanas y especialmente altos frontones al estilo italiano.

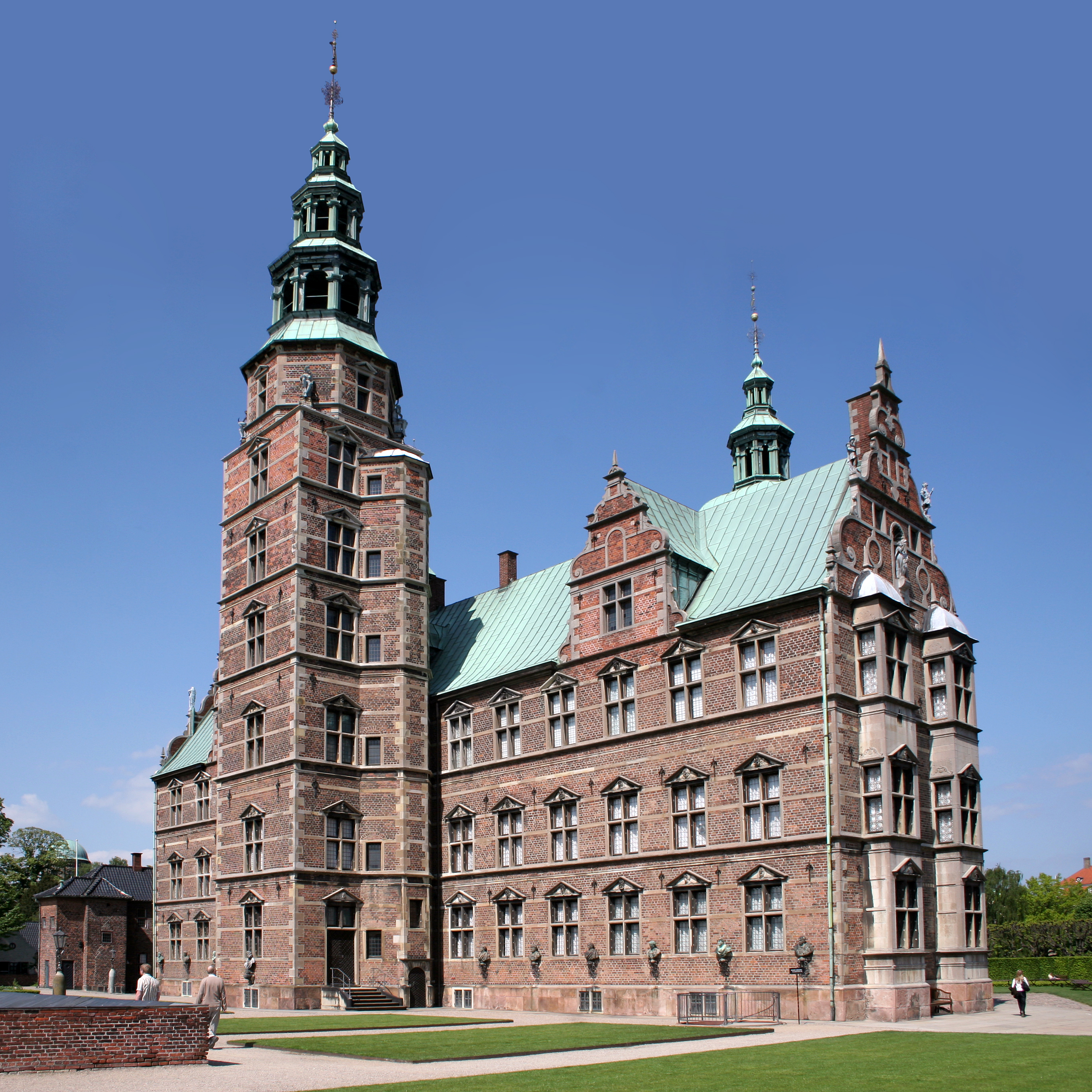
van Steenwinckel, Hans; Lange, Bertel (1624), Castillo de Rosenborg, Copenhague

El castillo de Rosenborg en Copenhague, también construido por Cristian IV, es otro ejemplo del estilo renacentista danés . En 1606, el rey primero tuvo dos casas de verano de dos pisos construidas en un sitio que él usaba como casa de campo de retiro. Entonces decidió empezar a trabajar en un edificio mucho más ambicioso, el castillo, que fue desarrollado en etapas hasta que la pieza maestra del renacimiento danés fue completada en 1624. Precediendo el castillo, el parque de estilo renacentista, es el jardín real más viejo de Dinamarca
Patrocinado por Cristian IV, Børsen, uno de los primeros edificios de bolsa de productos básicos en Europa, fue construido desde 1618 to 1624. Fue diseñado para enfatizar la posición de Copenhague como metrópoli comercial. Aunque inspirado por el estilo renacentista danés, la distintiva torre y su buhardilla en el techo reflejan el gusto de Cristian IV. La característica aguja con cuatro colas de dragón entrelazadas coronadas con tres coronas, simboliza el reino de Dinamarca, que incluía Noruega y Suecia.
En 1614, Cristian IV comenzó el trabajo de construcción del entonces Kristianstad danés en Scania, ahora en el sur de Suecia, completando varios edificios en el estilo renacentista. Particularmente impresionante en la Iglesia de la Trinidad (1618-28) diseñado por el arquitecto flamenco danés Lorenz van Steenwinckel. Es dicho que es la iglesia más ejemplar del Renacimiento. 
Cristian IV también inició un número de proyectos en Noruega que fueron basados en la arquitectura renacentista. Él inició operaciones de minería en Konsgberg y Røros, ahora un sitio de patrimonio de la humanidad. Después del devastador incendio en 1624, la ciudad de Oslo fue movida a una nueva locación y reconstruida como una ciudad fortificada con un trazado ortogonal rodeada por murallas, y renombrada Cristiania. El rey Cristian también fundó el comercio de la ciudad Kristiansand, una vez más nombrada como sí mismo.

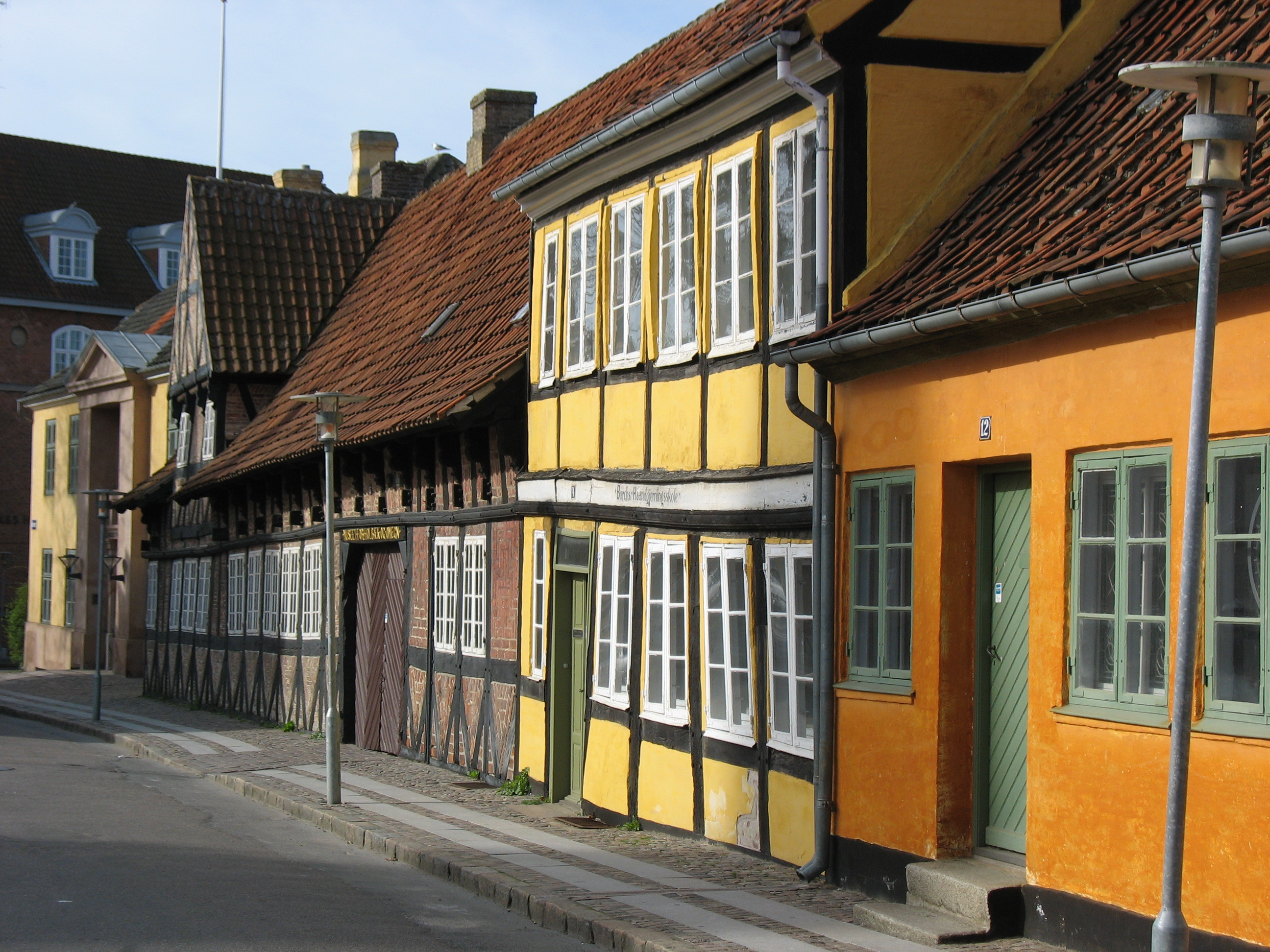
Casas, Holbæk, Selandia, Siglo XVII

Mientras los edificios de piedra se volvieron más y más comunes como casas de ciudad, granjas continuaron siendo entramadas, algunas veces en conjunción con una sola casa de piedra. Gente ordinaria continuó viviendo en casas de entramados.
Holbækien el noroeste de Selandia comenzó a desarrollar hacia el final de la Edad Media. La prosperidad tuvo su punto máximo en el siglo XVII como una localidad de cultivo de maíz que fue comercializada con Alemania y Holanda. Las casas entramadas que ahora forman parte del museo datado en ese periodo, proporcionando una percepción en como funcionaba la ciudad en ese tiempo.
El país danés vicarages de este periodo tuvo la tendencia de construir en el mismo estilo de las granjas, aunque usualmente más largas. Un ejemplo es Kølstrup Vicarage cerca de Kerteminde en el noreste de Funen. La casa en sí misma es un edificio entramado de paja con un patio rectangular largo flanqueado por dependencias.

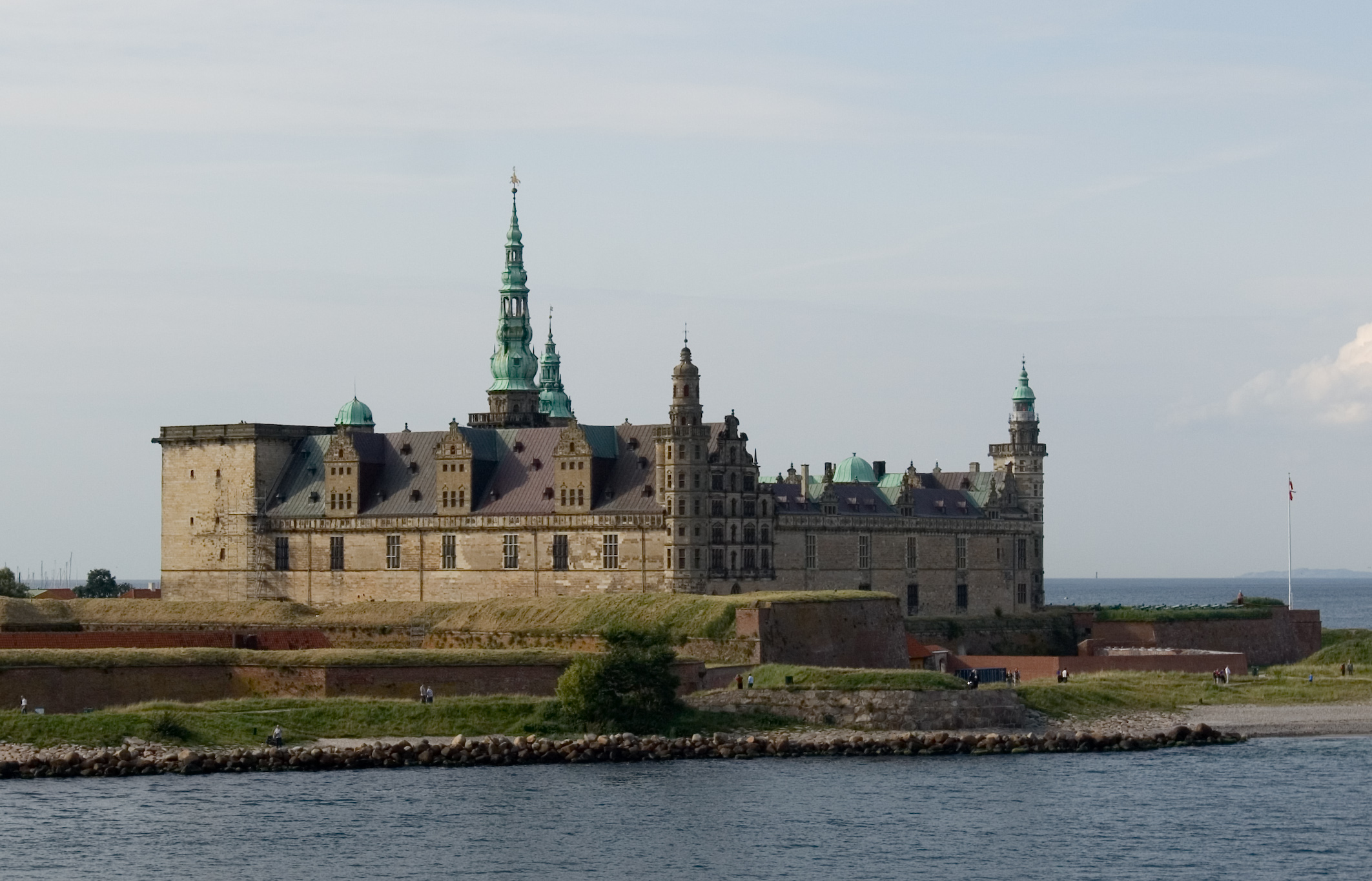
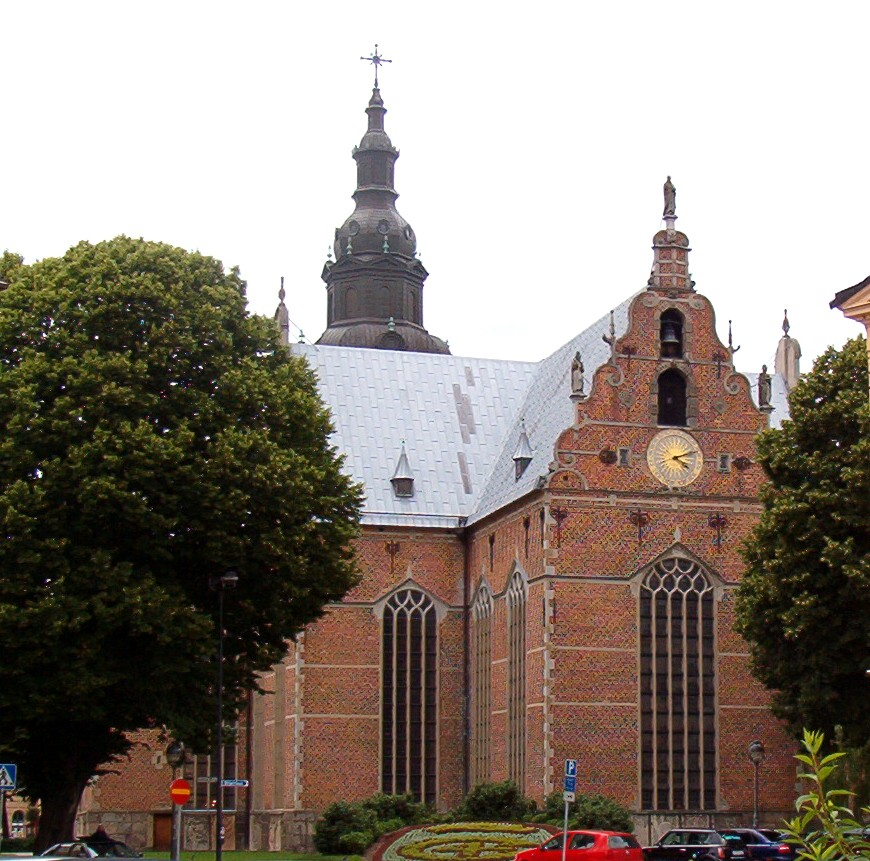
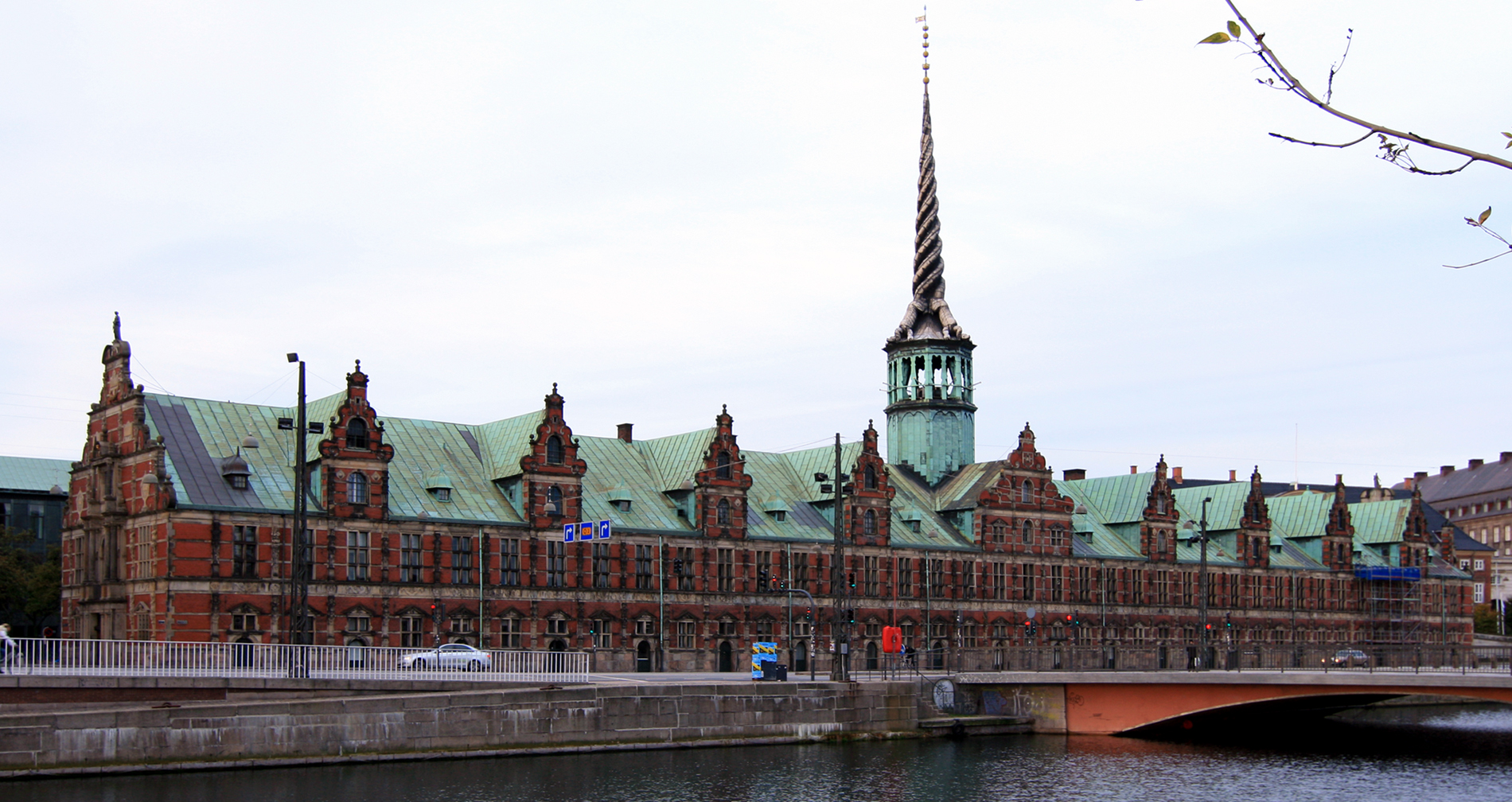
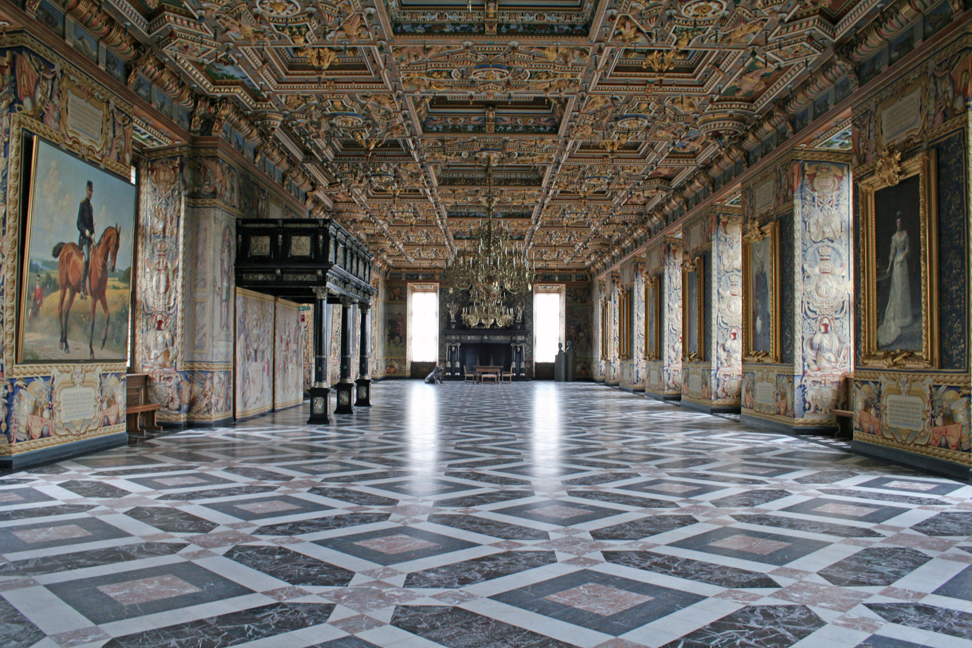

- Castillo de Kronborg, Helsingør, 1585.
- Iglesia de la Trinidad, Kristianstad, 1628.
- Børsen, Copenhague, 1640.
- «El Gran Salón», Palacio de Frederiksborg, 1620.

## Barroco

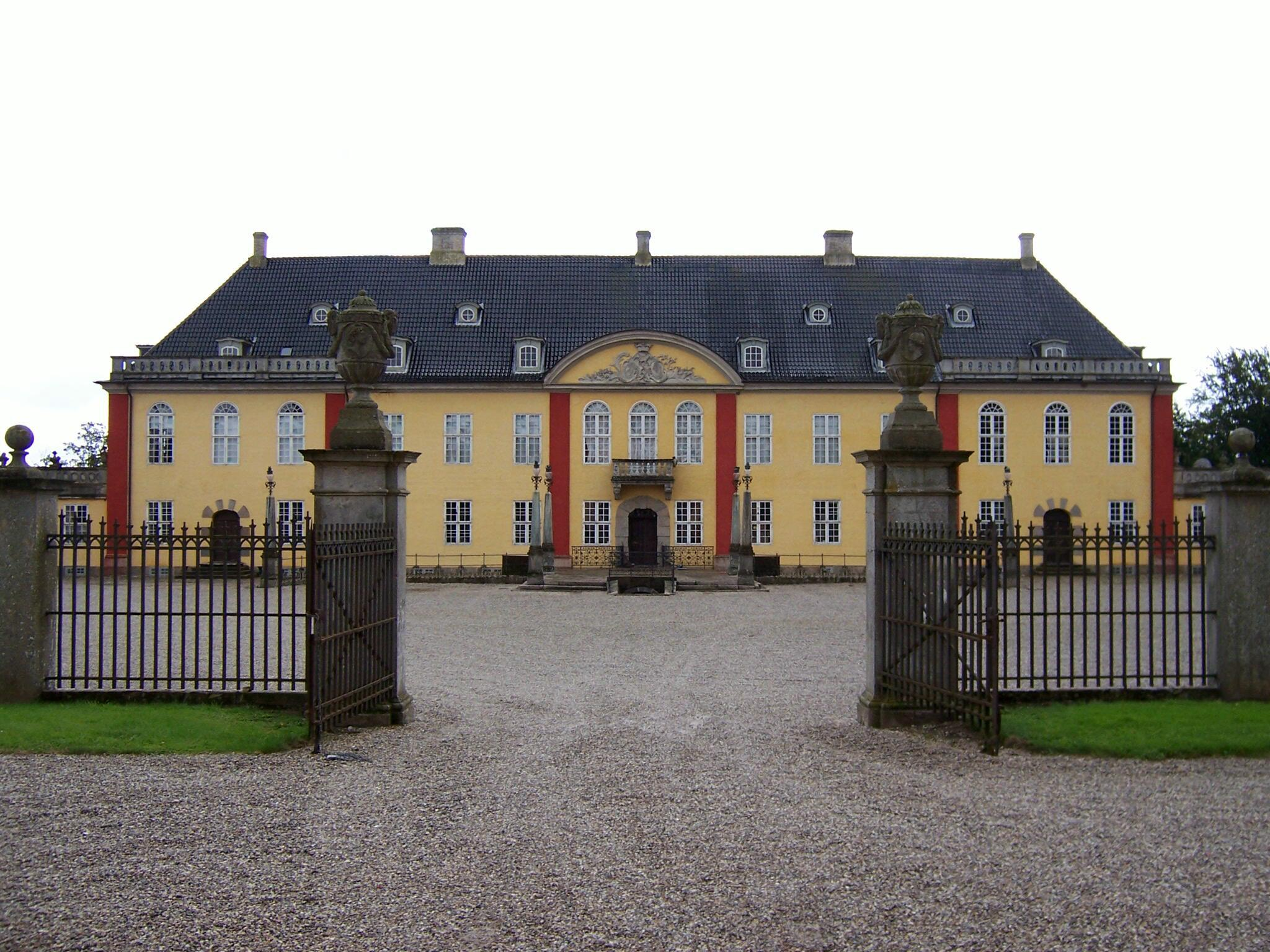
Palacio Ledreborg (1745), en Roskilde, obra de Lauritz de Thurah

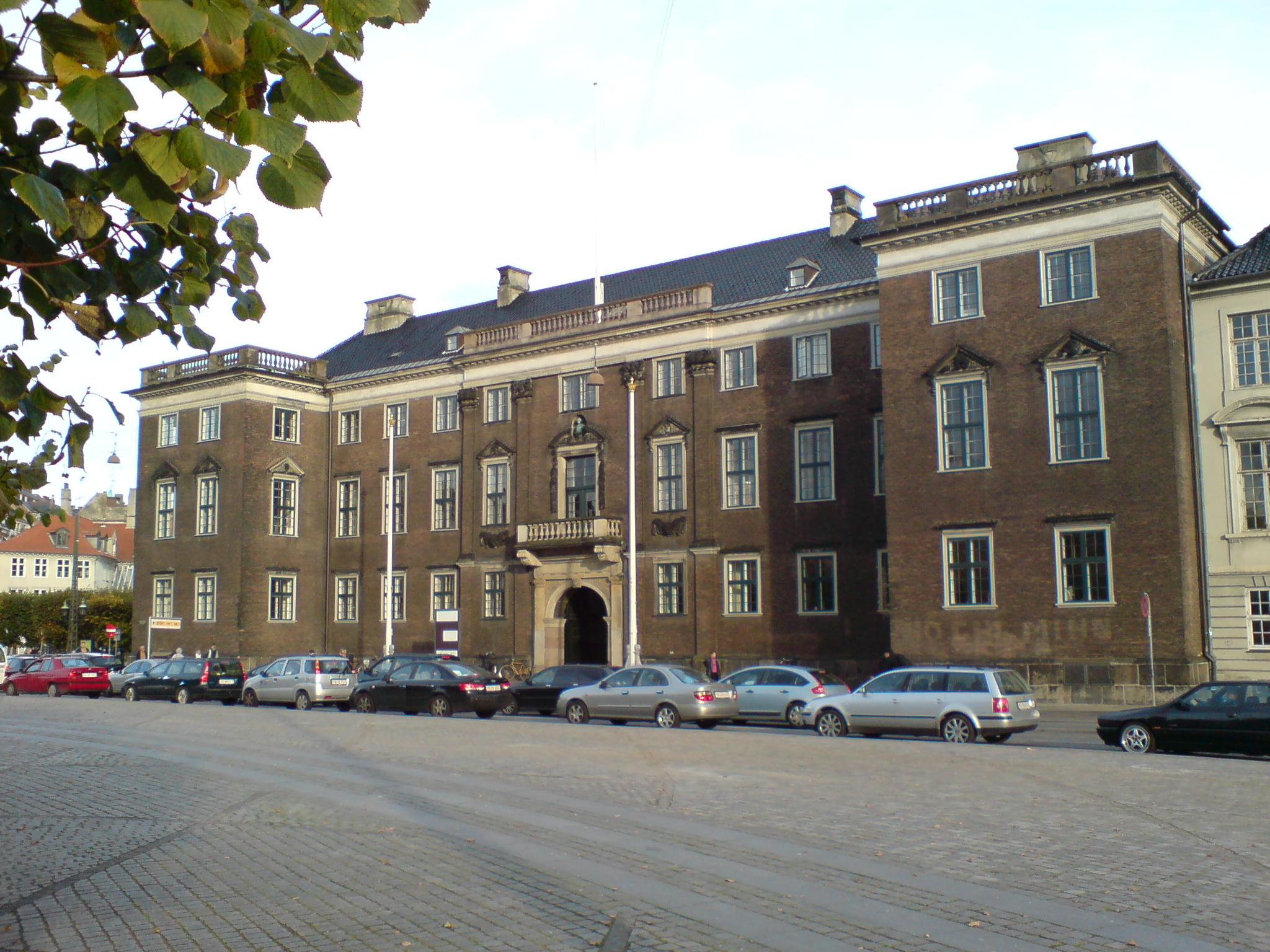
Palacio de Charlottenborg (1672-1683), en Copenhague, obra atribuida a Ewert Janssen.

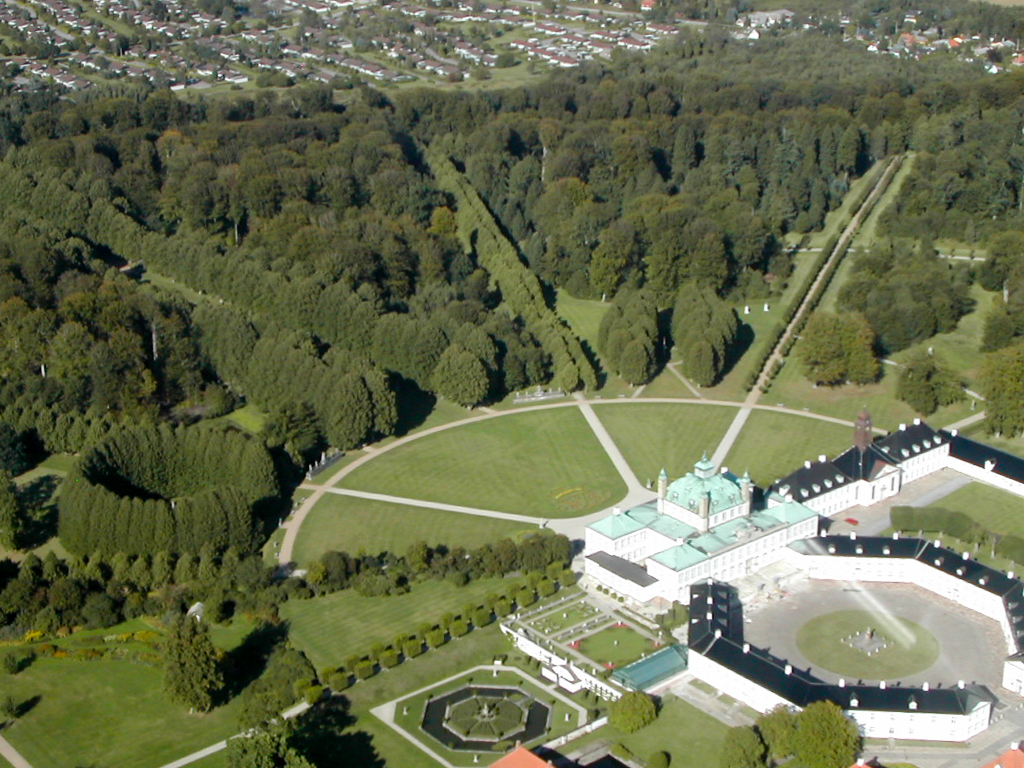
Vista aérea del palacio de Fredensborg (1720-1731) con su extenso parque, residencia real de verano.

Al igual que durante el período renacentista, fueron de nuevo principalmente danesas las influencias que predominaron en la arquitectura barroca, aunque muchas de las características se originaron en Italia y Francia. Simetría y regularidad fueron las primeras preocupaciones, a menudo mejoradas por una sección central saliente en la fachada principal.
La torre Round (1637-1642) en Copenhague fue también un proyecto del rey Cristián IV después de que proveyera fondos para construir un observatorio propuesto por el astrónomo Tycho Brahe. Bajo el liderazgo inicial de Hans van Steenwinckel quien sorprendentemente adaptó el diseño al barroco danés con una altura de casi 40 metros. Los ladrillos, encargados especialmente de Holanda, que tenían un cocido duro, eran de tipo esbelto, conocido como muffer o mopper. Una rampa en espiral de 210 metros de desarrollo conduce a la cima, proporcionando vistas panorámicas sobre Copenhague. La torre Round sigue siendo el observatorio en funcionamiento más antiguo de Europa. Hasta 1861 fue utilizado por la universidad de Copenhague, pero hoy en día, cualquiera puede observar el cielo de la noche a través del telescopio astronómico de la torre durante el invierno.
La mansión Nysø (1671-1673) cerca de Præstø, en Selandia, fue construida para Jens Lauridsen, un funcionario local. Fue la primera casa de campo barroca en Dinamarca, reemplazando al anterior estilo renacentista. La inspiración llegó de Holanda y el arquitecto fue probablemente Ewert Janssen.
Uno de los principales diseñadores de ese tiempo fue el arquitecto danés Lambert van Haven cuya pieza maestra fue la iglesia de San Salvador (1682-1696), con una planta de cruz griega. La fachada es segmentada por pilastras toscanas que se elevan toda la altura del edificio. Otras características como la distintiva torre en espiral que sin embargo no se realizaron hasta el reinado de Federico V. Fue Lauritz de Thurah quien finalmente completó el edificio en 1752.
El palacio de Charlottenborg (1672-1683), en Kongens Nyrtorv en el centro de Copenhague, se considera el edificio más importante que se conserva del barroco puro en Dinamarca. Van Haven tal vez estuvo involucrado en su diseño aunque es a Ewert Janssen a quien se le da el crédito. Fueron muchas las mansiones en Dinamarca que se han basado en su diseño.
Federico III encargó a Henrik Ruse, un ingeniero constructor danés, desarrollar el área alrededor de Kongens Nyrtorv, especialmente en conexión con el canal Nyhavn para convertirse en el nuevo puerto de Copenhague. Los trabajos no se completaron hasta que Cristian V se convirtió en rey en 1670 cuando Niels Rosenkratz completó el trabajo. En los años siguientes, se construyeron numerosas casas urbanas a lo largo del lado norte o soleado lado del canal. La más antigua, la número 9, fue completada en 1681, probablemente por Christen Christensen, el capitán del puerto.
El castillo de Clausholm (1693-1694) cerca de Randers fue diseñado por el arquitecto danés Ernst Brandenburger con la  asistencia del sueco Nicodemus Tessin el Joven quien fue invitado para decorar la fachada. Los apartamentos más sofisticados de una planta con sus altos techos fueron utilizados para el uso de la realeza.
El primer palacio de Christiansborg en Copenhague, diseñado por Elias David Häusser y completado en los años 1740, fue ciertamente uno de los edificios barrocos más impresionantes de su momento. Aunque el palacio fue destruido por un incendio en 1794, los extensos campos de feria y campos para cabalgar completados por Niels Eigtved sobrevivieron sin daño y pueden ser visitados hoy en día. El palacio de Fredensborg (1720-1731), la residencia real de verano en el lago Esrum de la costa de Selandia, con su exquisita casa de Cancillería, es una obra de Johan Cornelius Krieger que había sido jardinero de la corte en el castillo de Rosenborg. El parque en Fredensborg es uno de los mayores de Dinamarca y de los mejor preservados de los jardines barrocos.
Ya en el siglo XVIII, la arquitectura se desarrolló en el estilo barroco tardío. Entre los mayores proponentes se encontraba Johan Conrad Ernst quien construyó el edificio de cancillería o Kancellibygningen (1721) en Slotsholmen y Lauritz de Thurah quien diseño el palacio Ermitage (1734-1736) en Dyrehaven, justo al norte de Copenhague. Incluso más ambicioso fue el trabajo de Thurah en Ledreborg cerca de Roskilde, donde triunfó al realizar los interiores (1745-1746) en un bien equilibrado y cohesivo palacio barroco obra de J.C. Krieger.

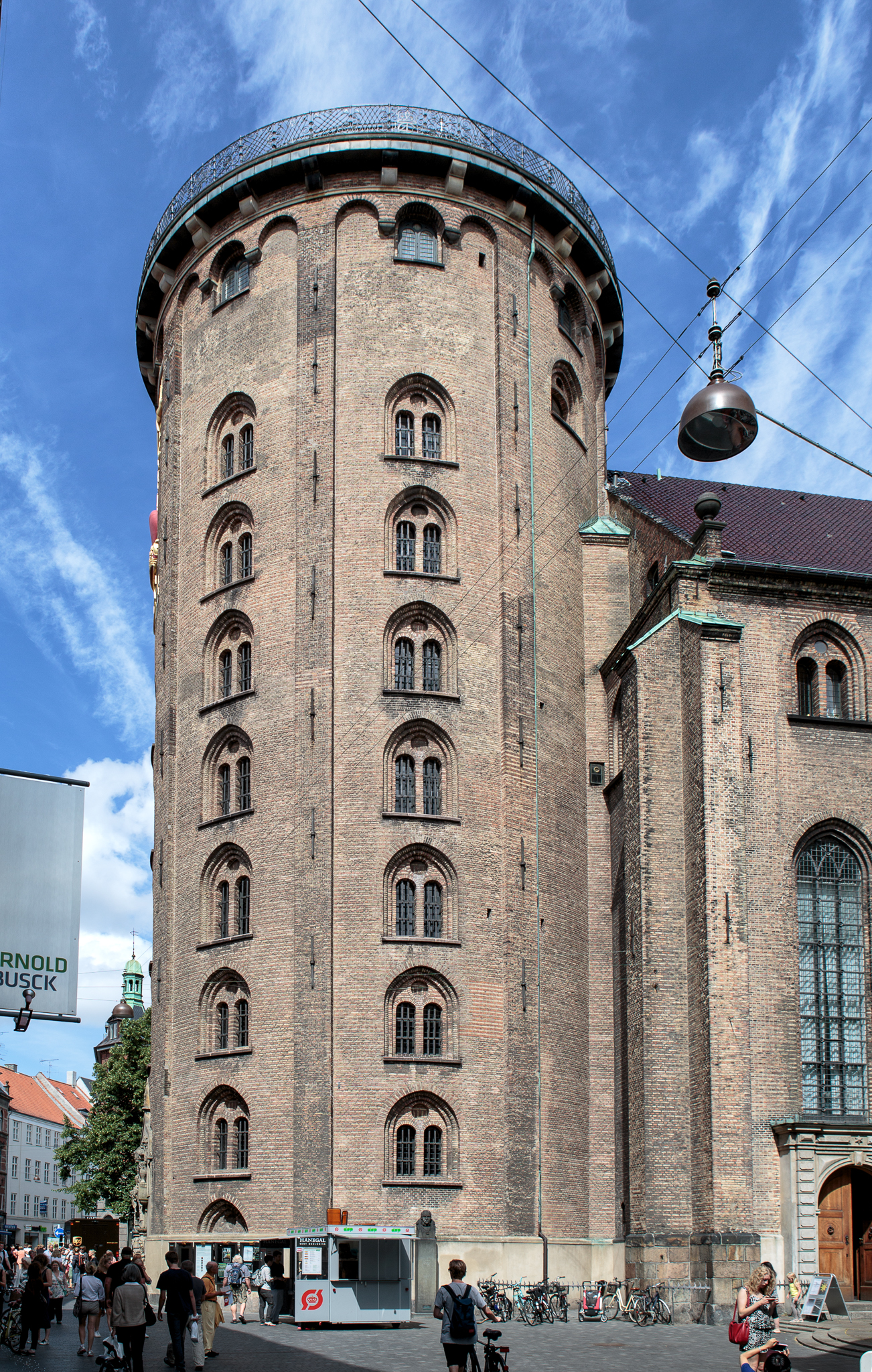
Torre Round (1637-1642) en Copenhague
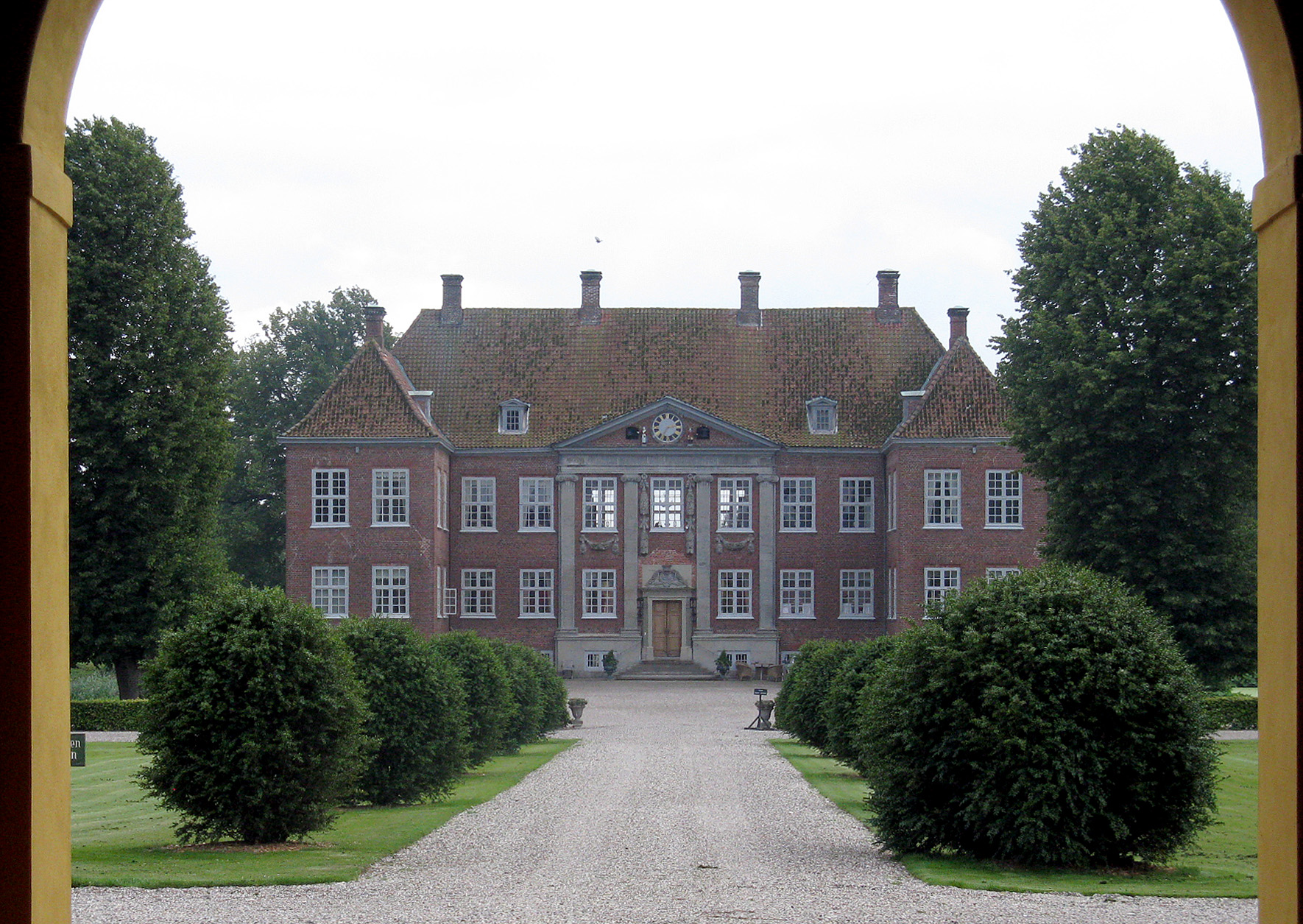
Mansión Nysø (1671-1673) cerca de Præstø, en Selandia
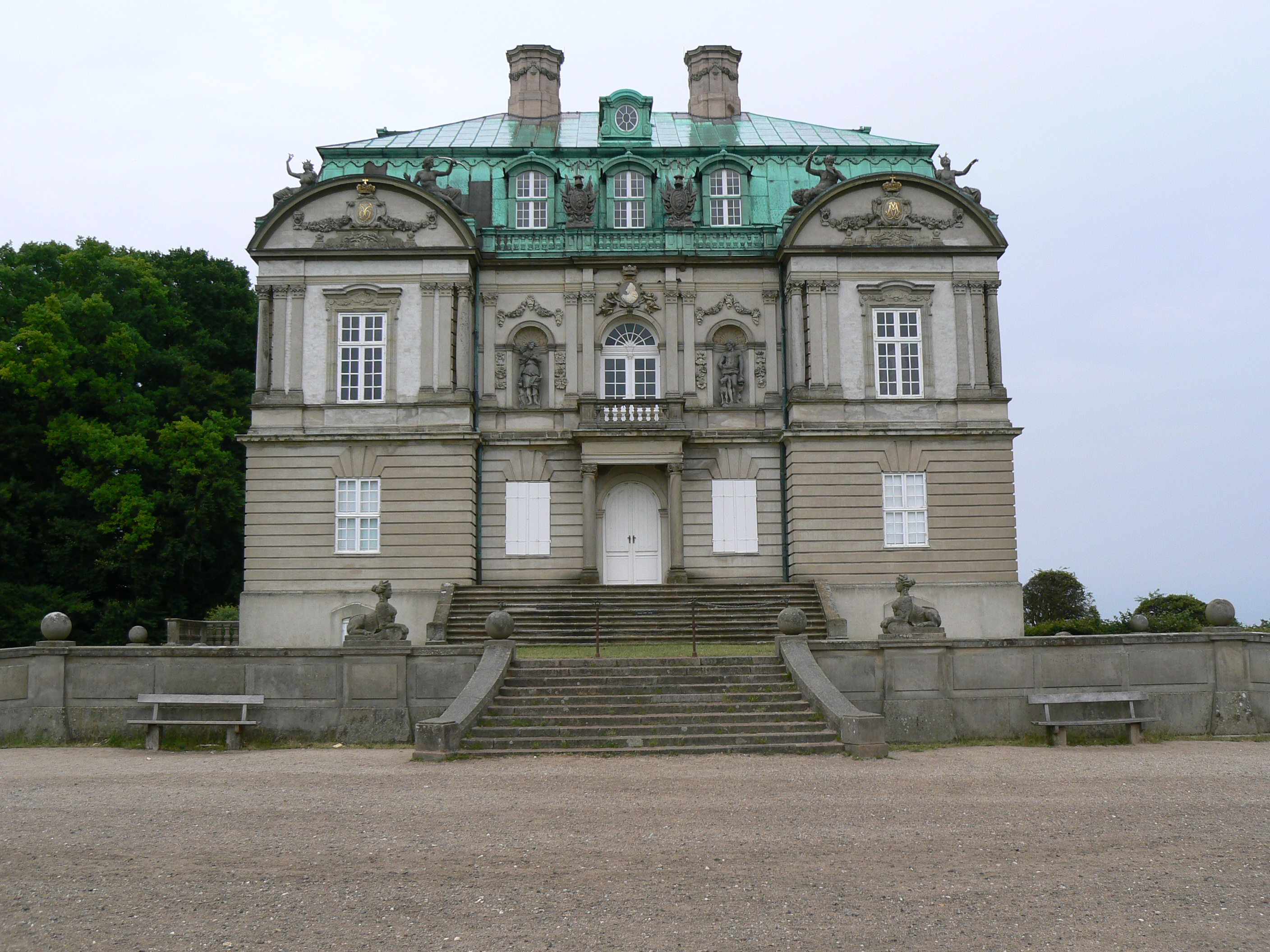
Palacio Ermitage (1734-1736), pabellón de caza palaciego
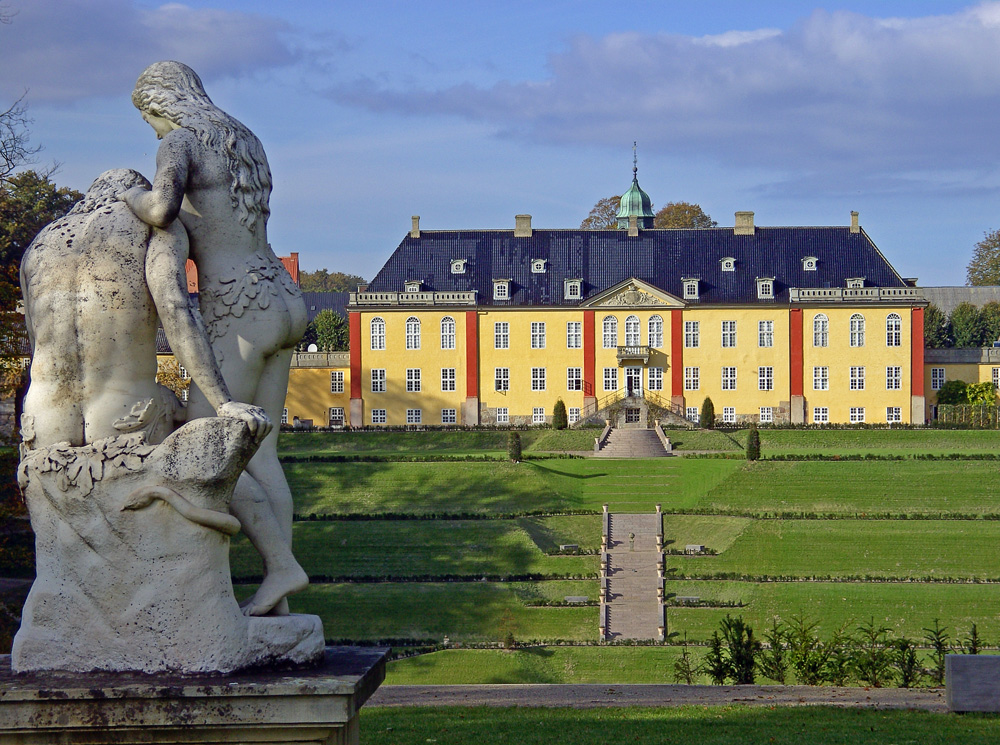
Ledreborg (1746) (Sjælland), obra de J.C. Krieger

### Rococó

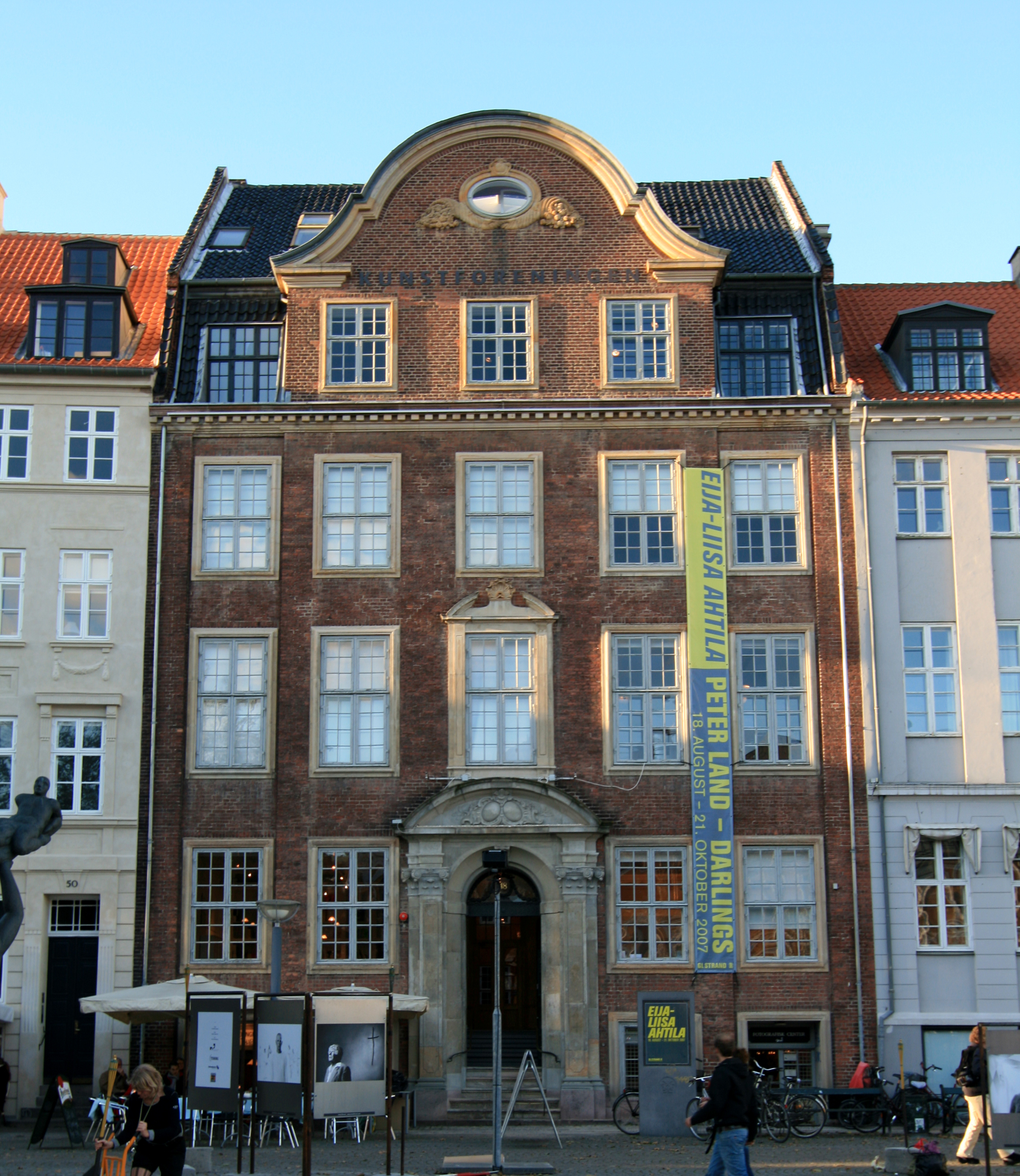
Gammel Strand 48, Copenhague, obra de Philip de Lange de 1750.

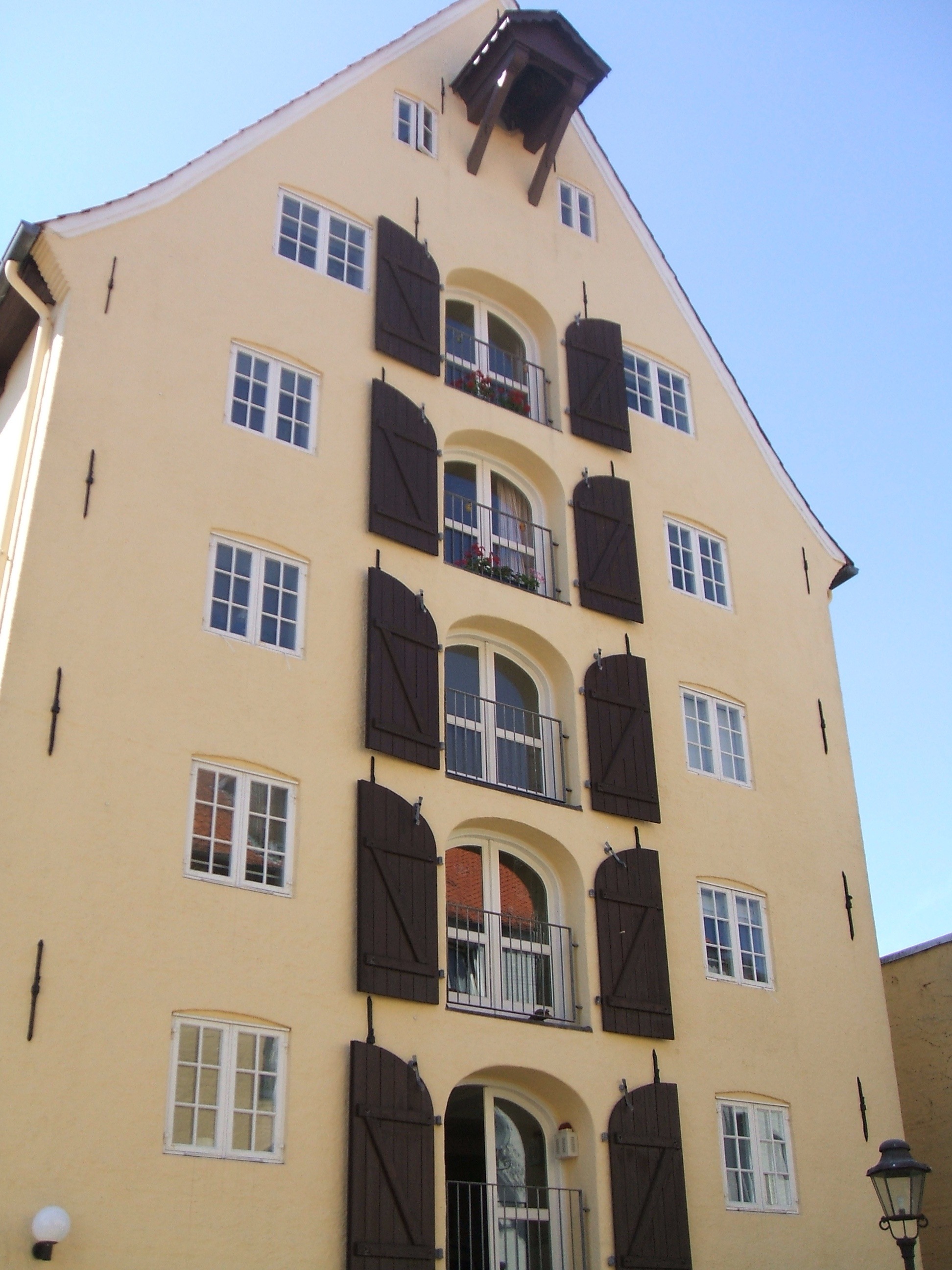
El almacén de las Indias Occidentales en Flensburg

Siguiendo de cerca el período barroco, el rococó entró a la moda en 1740 bajo el liderazgo de Nicolai Eigtved. Originalmente un jardinero, Eigtved pasó muchos años en el extranjero donde se incrementó su interés en la arquitectura, especialmente en el estilo rococó francés. A su regreso a Dinamarca, construyó el Prinsens Palæ (1743-44) en Copenhague como una residencia para el coronado príncipe Federico (más tarde Federico IV). Ahora es el Museo Nacional. 
Poco después, se le dieron asignaciones de prestigio incluyendo el diseño arquitectónico global para el distrito Fredericksstaden de Copenhague en 1749, planeado alrededor de la estricta plaza octagonal que contiene los cuatro palacios Amalienborg y considerado como uno de los más importantes complejos Rococó en Europa. Adam Gottlob Moltke quien, como chambelán de Federico V, estaba a cargo del proyecto dado por Eigtved al que se le dejó manos libres, no solo para diseñar los edificios principales pero también para proveer el área con anchas y rectas calles y las mansiones que se alineaban con ellas.  Federico V quería emular los grandes logros de edificios de los monarcas franceses. No es sorprendente, por lo tanto, la plaza del palacio está inspirada por el Palacio de la Concordia en París del mismo período. Aunque Eigtved falleció antes de que el trabajo fuera completado, otros arquitectos incluyendo Lauritz de Thurah fielmente continuaron ejecutando sus planes. Tal vez los resultados más destacados son el complejo del palacio Amalienborg, la iglesia Frederik en su inmediata proximidad al Hospital Frederiks.
Philip de Lange, aunque influenciado por Eigtved, desarrolló su propio estilo bastante estricto durante este período. Su fachada ornamental puede ser vista en el edificio Kunstforeningen (1750) en Gmmel Strand en Copenhague. El piso superior con frontón fue añadido más tarde. De Lange también diseñó la pequeña pero bien proporcionada Iglesia Damsholte en Møn, la única iglesia de villa rococó en Dinamarca.

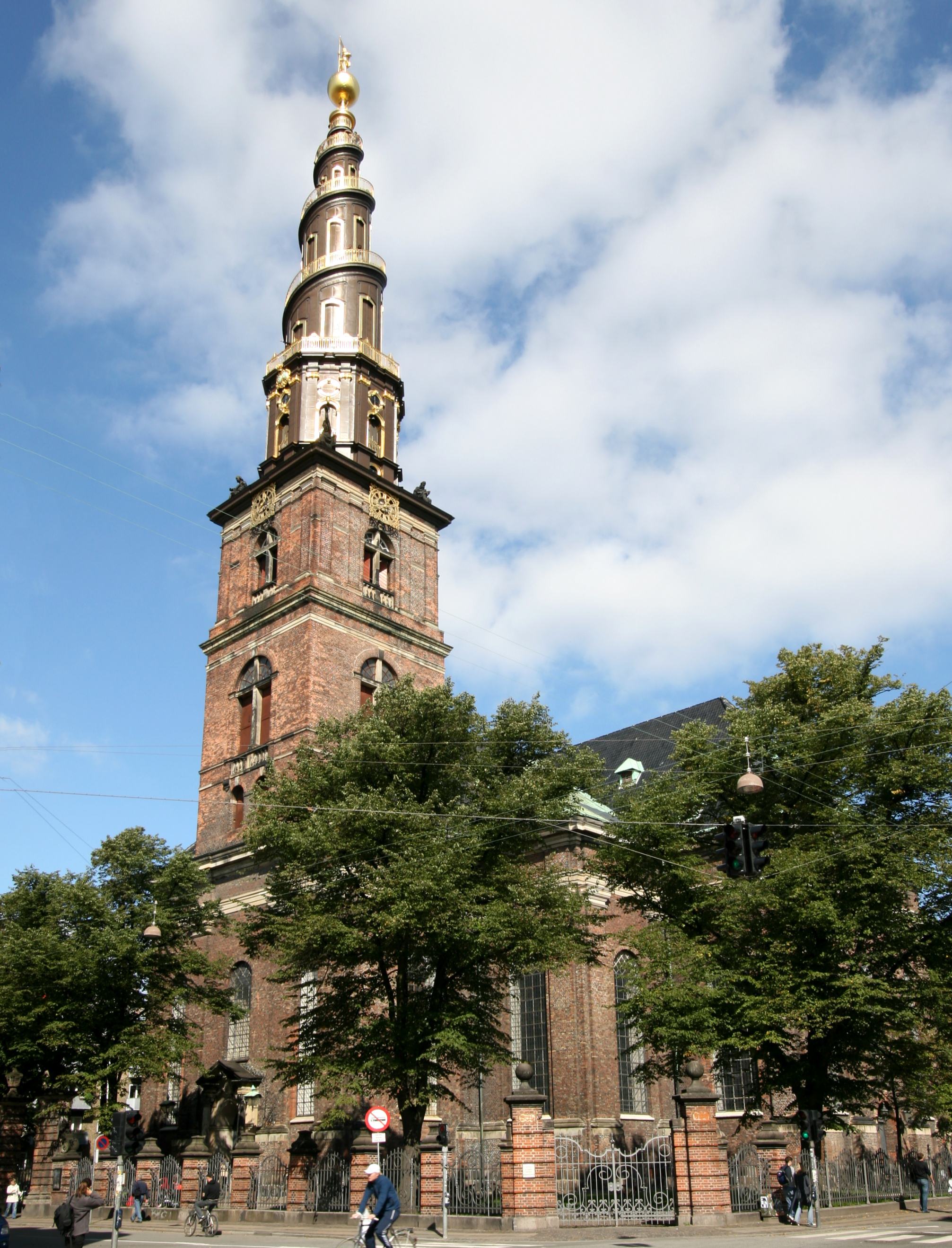
Iglesia de San Salvador (1696) en Copenhague, obra de Lambert van Haven
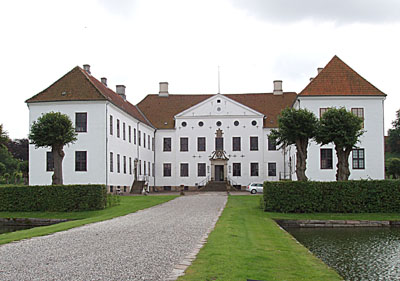
Castillo de Clausholm (1694) en Randers, obra de Ernst Brandenburger
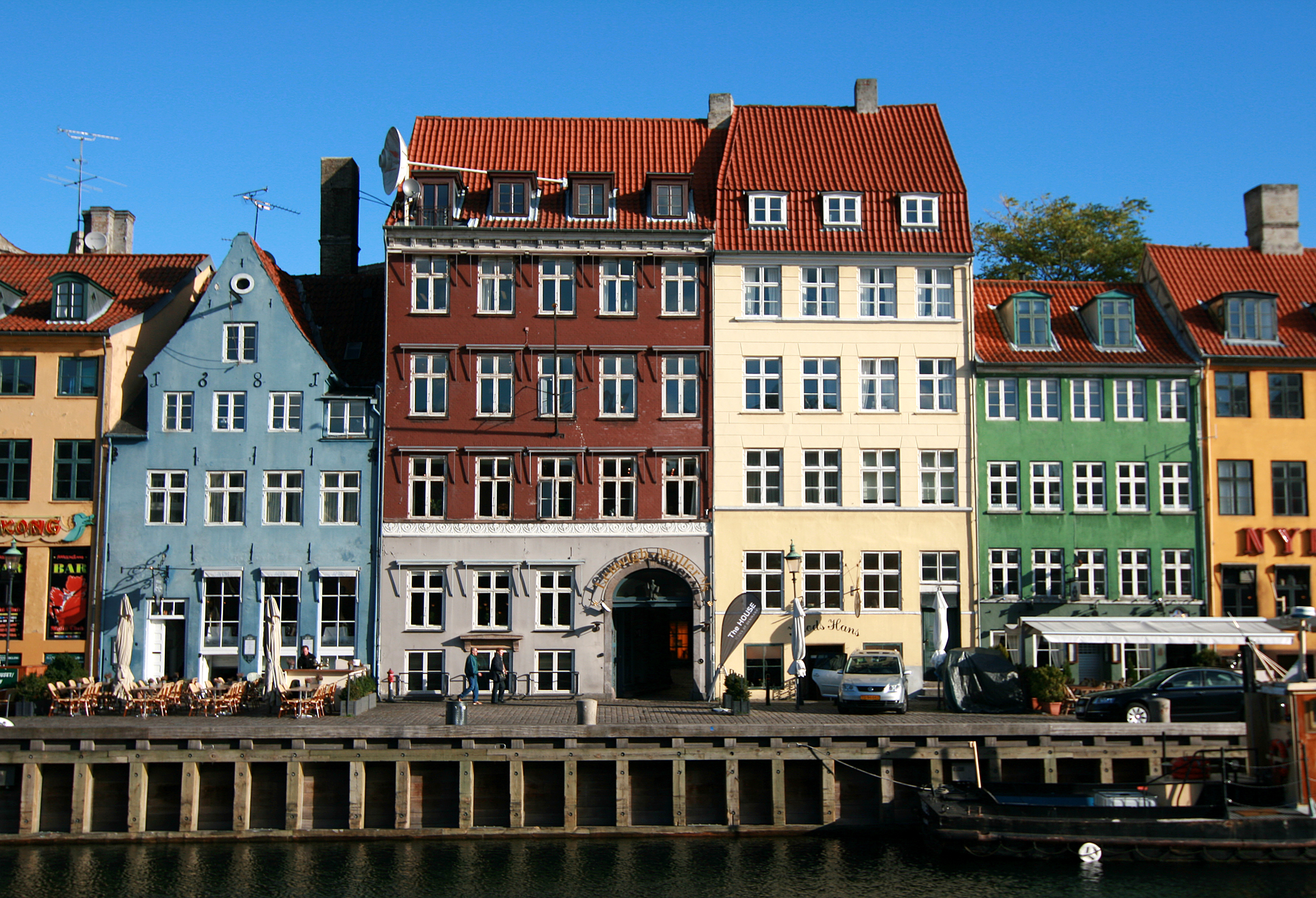
Nyhavn 9–15 - Copenhague (1681), obra de Christen Christensen
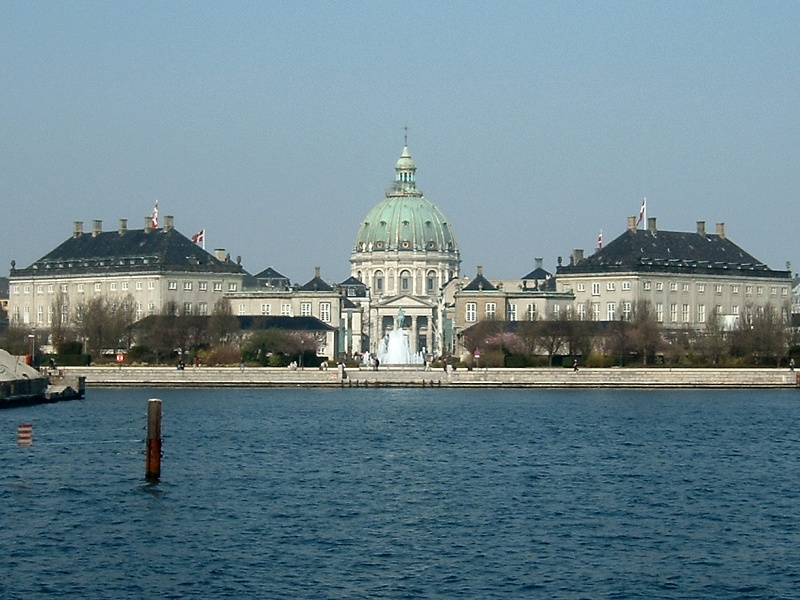
Palacio de Amalienborg (1760) de Copenhague, obra de Nicolai Eigtved

Este período fue también el de las grandes compañías comerciales. La más conocida fue probablemente la Asiatisk Kompagni, además de la Almindelig Handelskompagni Kanalkompagniet, Vestindisk-guineisk Kompagni, Østersøisk-guineisk Handelsselskab con varias empresas comerciales privadas. Estas empresas supervisaron la construcción de almacenes, especialmente en Copenhague, aunque también, por ejemplo, en Tønning, Rendsborg y Holtenau. Los almacenes eran edificios de varias plantas destinados al almacenamiento. Se construyeron en gran medida siguiendo el mismo modelo, con trampillas de elevación en el techo y salas de almacenamiento más o menos seccionados.

## Neoclásico

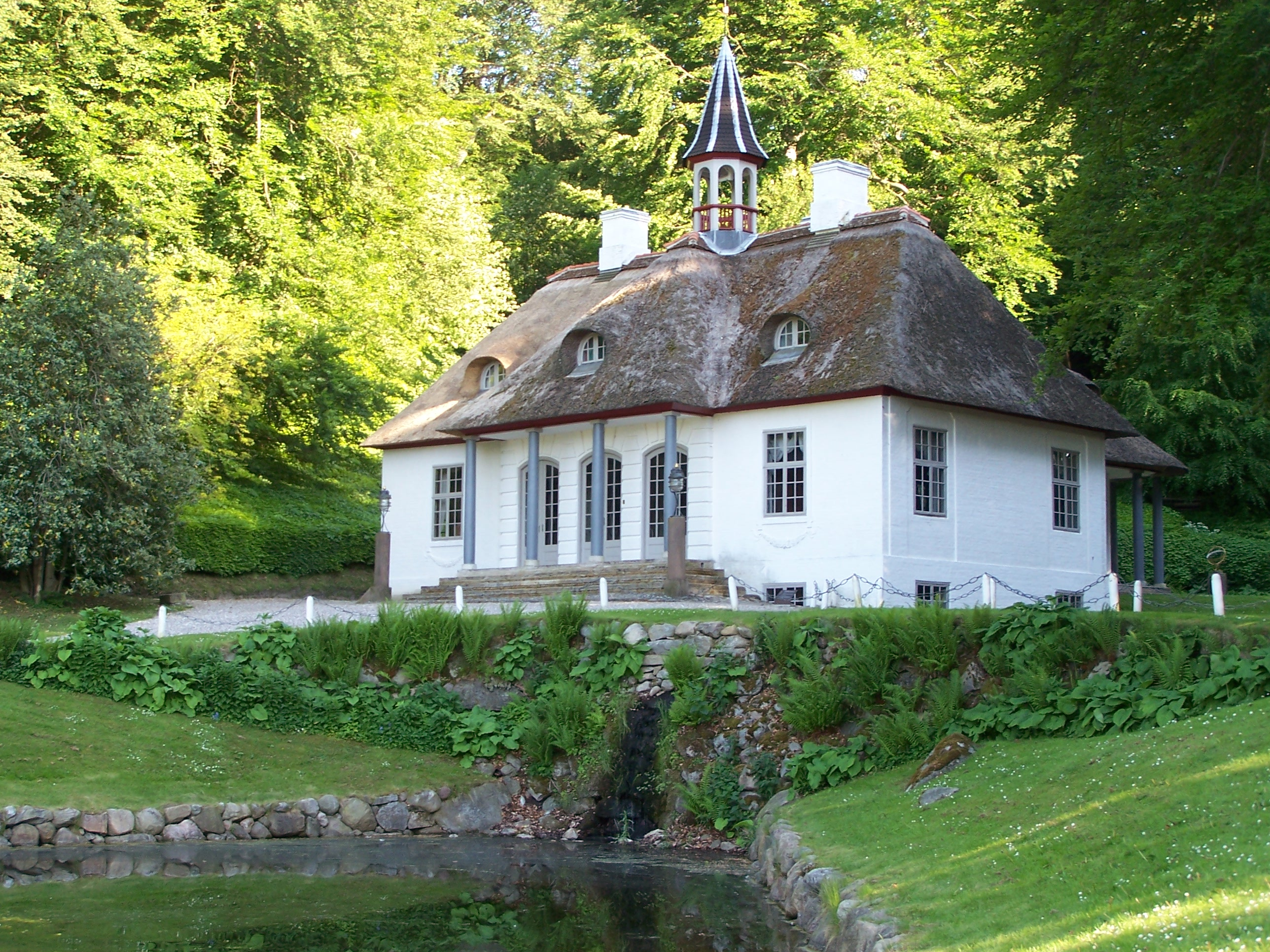
Liselund, en la isla de Møn, obra de Andreas Kirkerup (c. 1790).

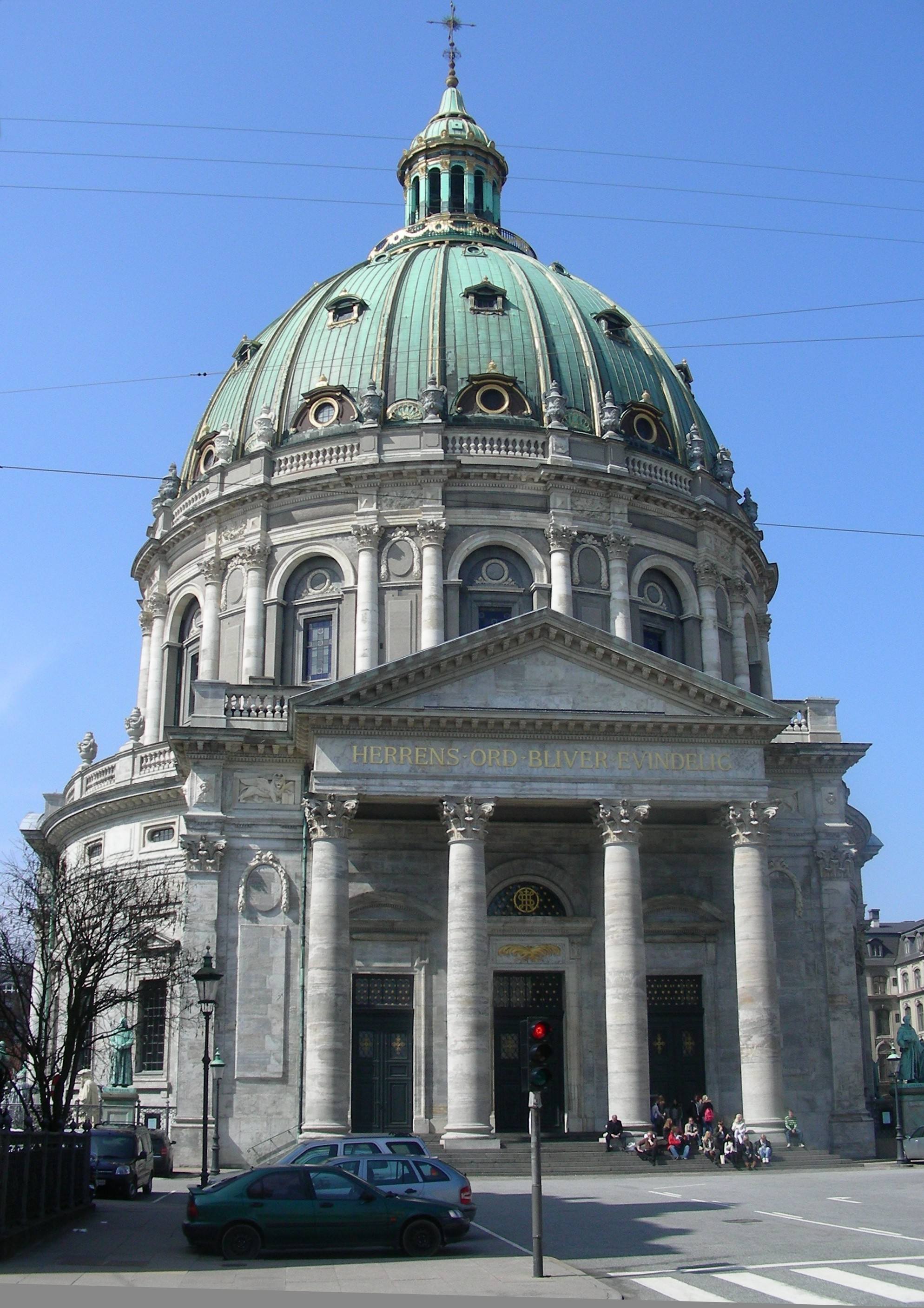
Iglesia de Federico, en Copenhague, completada en 1894.

El Neoclásico que dependió de la inspiración de la antigua Grecia y Roma, llegó a Dinamarca de la mano del arquitecto francés Nicolas-Henri Jardin. Su compatriota, el escultor Jacques Saly, quien estaba ya establecido en Dinamarca, persuadió a Federico V de que Jardin podría completar la iglesia Frederick después de la muerte de Eigtved. Aunque Jardin no tuvo éxito, fue exitoso en diseñar varios edificios neoclásicos de prestigio tales como el Palacio Bernstorff (1759-1765), en Gentofte, y el Palacio Marienlyst, cerca de Helsingør. 
Uno de los pupilos de Jardin, Caspar Frederik Harsdorff, resultó ser el arquitecto ms prominente del siglo XVIII y conocido como el padre del clasicismo danés. Tomó una considerable carga de rediseño, para interior y exterior, incluyendo el trabajo en el Teatro Royal (1774) donde introdujo un estilo templado clásico con anchas entradas y largos pasillos. También tuvo trabajo en el complejo Amalienborg incluyendo columnatas, con sus ocho columnas jónicas de madera, enlazando la residencia del príncipe coronado con (Schacks Palæ) con la del rey (Moltkes Palæ).
Otro ejemplo destacado del estilo neoclásico es Liselund en la isla de Møn, en el sureste de Dinamarca. Esta pequeña casa de campo construida en el estilo francés Neoclásico en el 1790 es excepcional en que tiene un techo de paja. Como el parque circundante románico, la casa tiene el trabajo de Andreas Kirkerup, uno de los principales arquitectos de paisaje del momento. Fue diseñada como un retiro de verano para Antoine de la Calmette, el gobernador de la isla, y su esposa, Lise. El edificio en forma de T con las habitaciones principales en la planta bad, el primer piso consistía en nueve habitaciones. El interior fue probablemente decorado por el destacado decorador del tiempo, Joseph Christian Lillie.

## 

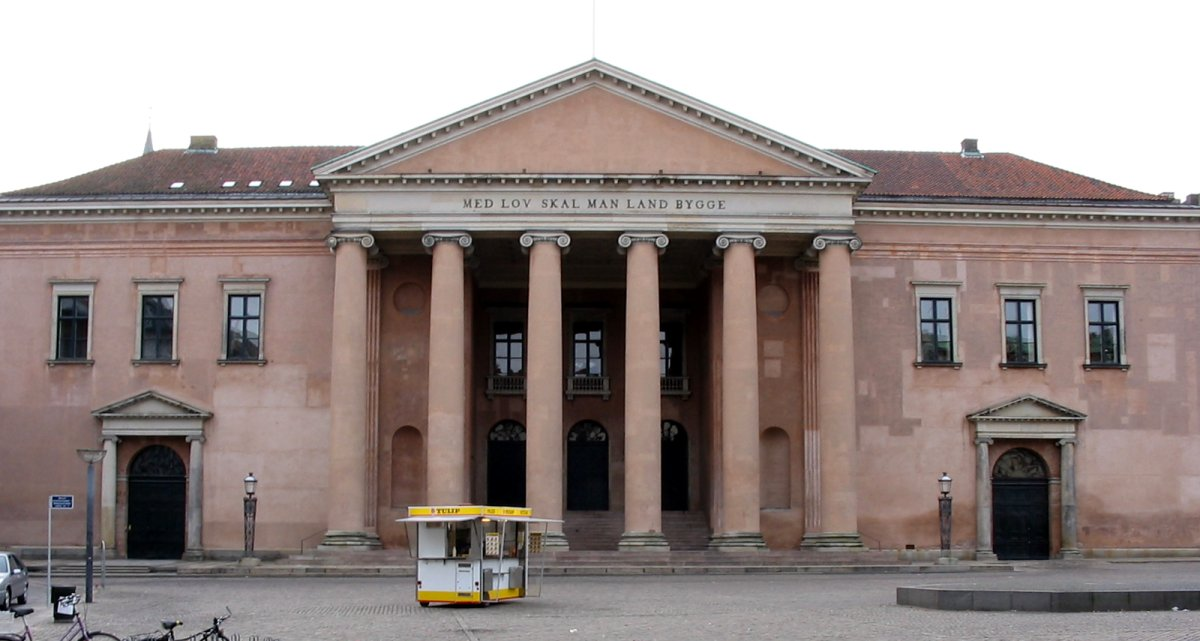
Corte de Copenhague (1815), diseñada por Christian Frederik Hansen

## sigloXIX

### Clasicismo
Después de la muerte de Hardoff, el mayor defensor del Clasicismo fue Christian Frederik Hansen quien desarrolló un estilo más severo con limpias, simples y largas formas, con ininterrumpidas superficies. Desde 1800, estuvo a cargo de todos los mayores proyectos de edificios en Copenhague donde diseñó el Ayuntamiento y Juzgado de Copenhague (1805-15) en Nyrtorv. Fue también responsable de reconstruir la Iglesia de Nuestra Señora (Vor Frue Kirke) y diseñar la plaza de alrededor (1811-1829).
En 1800, Hansen fue también encargado para reconstruir el Palacio Christiansborg que se había incendiado en 1794. Desafortunadamente, se incendió de nuevo en 1884. Todo lo que queda es la magnífica capilla, que con sus columnas jónicas transmite un sentido de antigüedad.
Michael Gottlieb Bindesbøll es recordado más que nada por el diseño del Museo Thorvaldsen. En 1822, él había experimentado de joven el clasicismo de Friedrich Schinkel en Alemania y Francia y conoció al arquitecto y arqueólogo alemán Franz Gau, quien lo introdujo a la colorida arquitectura de la antigüedad. Su tío, Jonas Collin, quien era un oficial activo de arte y cultura bajo el mando de Federico VI, despertó el interés en un museo para Bertel Thorvaldsen, el escultor danés-islandés, y pidió a Bindesbøll que hiciera algunos bocetos para el edificio. Como los bocetos de Bindesbøll resaltaron sobre los de los demás arquitectos, se le otorgó la comisión para transformar el Depósito de Carruajes Reales y el edificio de construcción de escenarios teatrales en un museo. Emulando la construcción del Erecteón y el Partenón como edificios independientes liberados del plan urbano tradicional de calles cerradas, la obra se completó en 1848. También incorporó aspectos de la arquitectura antigua egipcia en su diseño, aunque “el plan completo como uno solo… no es ni egipcio ni griego, sino propio de Bindesbøll”

### Historicismo

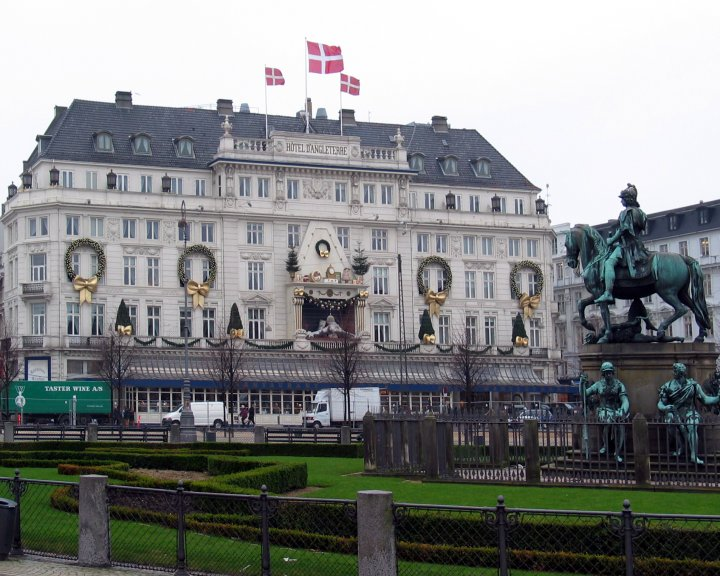
Hotel D’Angleterre (1875), Copenhague, obra de Vilhelm Dahlerup

Con la llegada del historicismo en la segunda mitad del siglo, se le dio una importancia especial a los altos estándares de artesanía y al uso adecuado de los materiales. Esto es notable en University Library en Copenhague (1861) diseñada por Johan Daniel Herholdt e inspirada por la iglesia de San Fermo en Verona. 
Vilhelm Daherup fue una de los arquitectos más productivos en el siglo XIX. Probablemente más que los demás, contribuyó a la forma en la que hoy en día se ve Cophenhage. Sus obras más importantes incluyen el Hotel D’Angleterre (1875) and the Danish National Gallery (1891) en Copenhague. Con ayuda de la compañía Carlsberg, diseñó Ny Carlsberg Glyptoteque (1897) y una gran cantidad de edificios generosamente decorados en Carlsberg Brewery site, ahora en remodelación como un nuevo distrito en Copenhague.
Ferdinand Meldahl, también un partidario del historicismo, completó la reconstrucción del Palacio de Frederiksborg después del incendio de 1859 y diseñó el Parlamento en Reykjavík, Islandia, en ese momento una colonia danesa. Su mayor logro fue, a pesar de eso, la realización de Iglesia de Federico en Copenhague. El sitio se convirtió en una ruina después de que los trabajos fueron detenidos en el diseño original de Jardin en 1770. Los planes de Meldahl diferían bastante de los de Jardin, de modo que las torres laterales fueron eliminadas, el domo era más bajo, y las columnas fueron reducidas de 6 a 4 en la entrada principal. Sin embargo, la altura general se asemejaba a la del diseño de Jardin, gracias al farol. El edificio, conocido comúnmente como la iglesia de Mármol, fue completado en 1894, más de 150 años después de que Eigtved hubiera dibujado los planos originales.

### Romanticismo nacional
El estilo puede verse como una continuación del historicismo y una reacción contraria a él, ya que sus practicantes continuaron con el enfoque ecléctico, combinando elementos románticos de la era vikinga nórdica con elementos del Renacimiento italiano, al tiempo que defendían la autenticidad y la funcionalidad del material. Los materiales debían tener un carácter regional, siendo los preferidos en Dinamarca los cerámicos para ladrillos y tejas (especialmente rojos), granito (de Bornholm) para zócalos, escaleras y decoración escultórica y madera para construcciones de techos.
Los representantes más importantes del estilo fueron los arquitectos Martin Borch, P.V. Jensen Klint, Hack Kampmann, Martin Nyrop, Einar Packness y Heinrich Wenck. Nyrop fue uno de los principales impulsores del estilo, cuyo objetivo principal era usar motivos nórdicos distintivos del pasado lejano, como demuestra claramente en el Ayuntamiento de Copenhague —inspirada en el Palacio Comunal de Siena—, que fue completado en 1905. El Ayuntamiento es con certeza uno de los edificios más monumentales y originales del último cuarto del siglo XIX de Copenhague, con sus impresionantes fachadas, la estatua dorada de Absalon justo encima del balcón y su torre de reloj, alta y delgada. Destacó también el Teatro Aarhus (1897-1900) de Hack Kampmann, en el estilo Art Nouveau
El estilo se superpuso con el estilo Skønvirke [trabajo maravilloso], en el que los elementos orgánicos del estilo Art Nouveau se mezclaban con el romanticismo nacional. Los exponentes de esta dirección fueron Thorvald Bindesbøll, Anton Rosen y Aage Langeland-Mathiesen. Otros arquitectos, como Michael Gottlieb Bindesbøll, Henning Wolff, Johan Daniel Herholdt y Hans J. Holm pueden ser vistos como precursores del romanticismo nacional, a pesar de que pertenecen al historicismo. Sus obras representan una transición incipiente del historicismo al romanticismo nacional.
Coexistieron con este estilo otros estilos, siendo el  palæstil —estilo palacio, término para un corto período de aprox. 1890-1910, donde elementos del rococó y del clasicismo se compusieron especialmente en decoraciones de fachadas que generalmente tenían un ligero relieve— y el neobarroco los más importantes. Los sucesores del romanticismo nacional fueron primero el neobarroco, en el que todavía se incluyeron muchos rasgos estilísticos (como el ladrillo rojo, las ventanas con barrotes blancos y el cultivo del bloque de construcción), y luego cada vez más el estilo de la Bedre Byggeskik —Asociación nacional para las mejores prácticas de construcción, una influyente asociación danesa a nivel nacional, establecida en 1915 por un grupo de arquitectos, incluidos Thorkild Henningsen y Carl Brummer— y el neoclasicismo.
- Edificios en Dinamarca
- Aarhus Custom House
- Estación Central de Copenhague (1904-1911)
- Biblioteca Real de Dinamarca (1920)
- Iglesia de San Andrés
- Landsarkivet for Nørrejylland

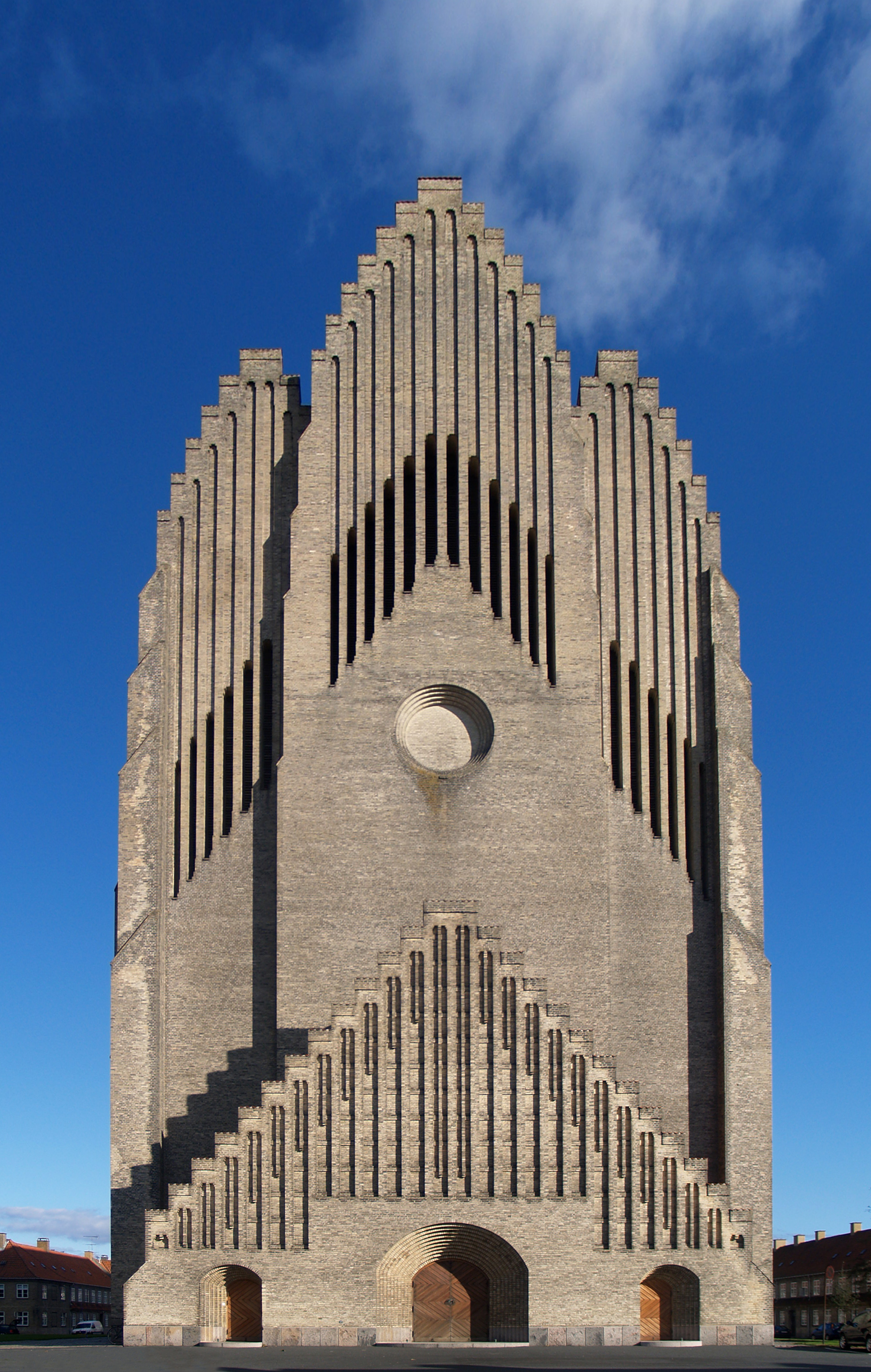

### Desarrollo urbano
El muelle en la ciudad de Svendborg en el sureste de Funen data antes del siglo XIII. Hubo gran prosperidad cuando en el siglo XIX la construcción naval y el comercio se hicieron impulsores importantes. La ciudad subsecuentemente pasó por un periodo de renovación con las nuevas construcciones de ladrillo y piedra alineadas en calles estrechas. El antiguo poblado se convirtió en una atracción para turistas importante.
El fino estilo arquitectónico de Skagen en la punta norte de Jutlandia es bastante distintivo. Desde el siglo XIX para adelante, las casas fueron pintadas de blanco y tenían techos de teja roja. Los tonos amarillos y rojos dominaban, respaldados por chimeneas blancas y decoraciones en los tejados. Muchas de las construcciones más imponentes del inicio del siglo XX fueron diseñados por Ulrik Plesner, y otros fueron diseñados por arquitectos bien conocidos como Thorvald Bindesbøll.

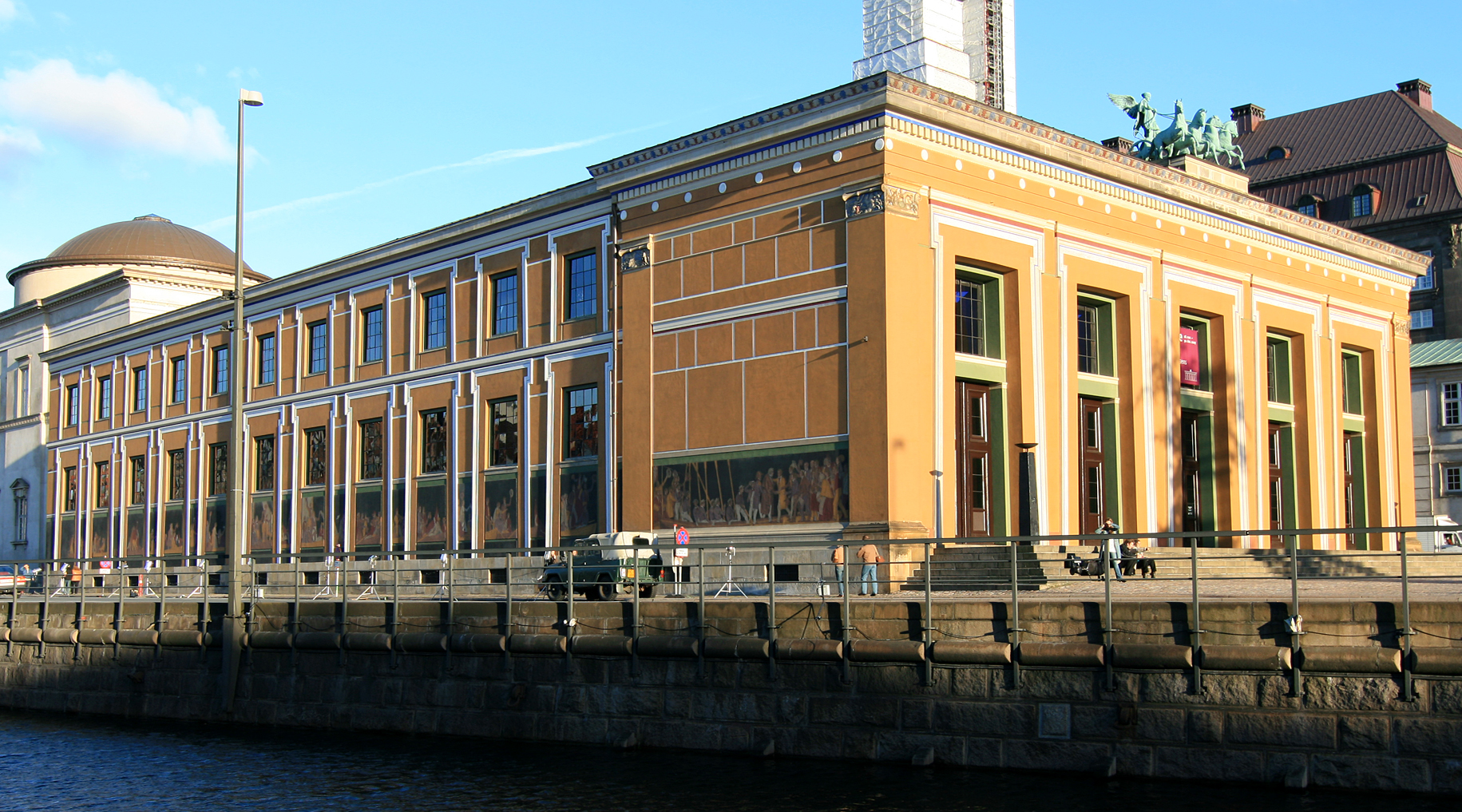
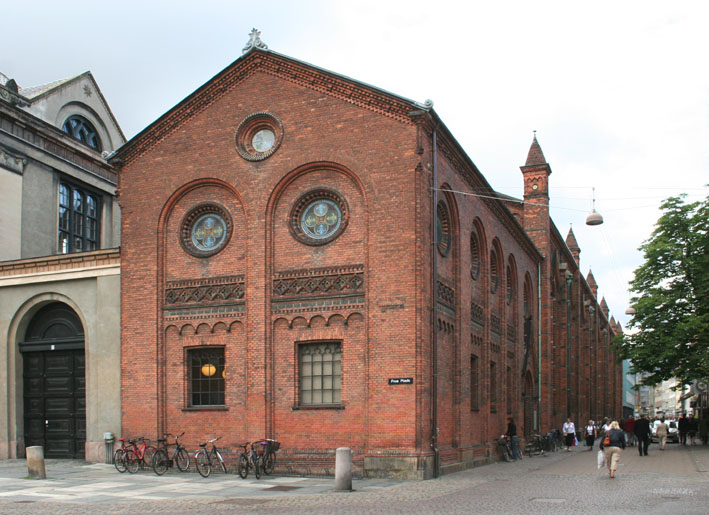
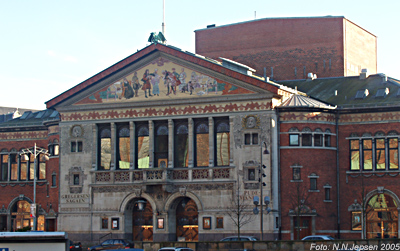
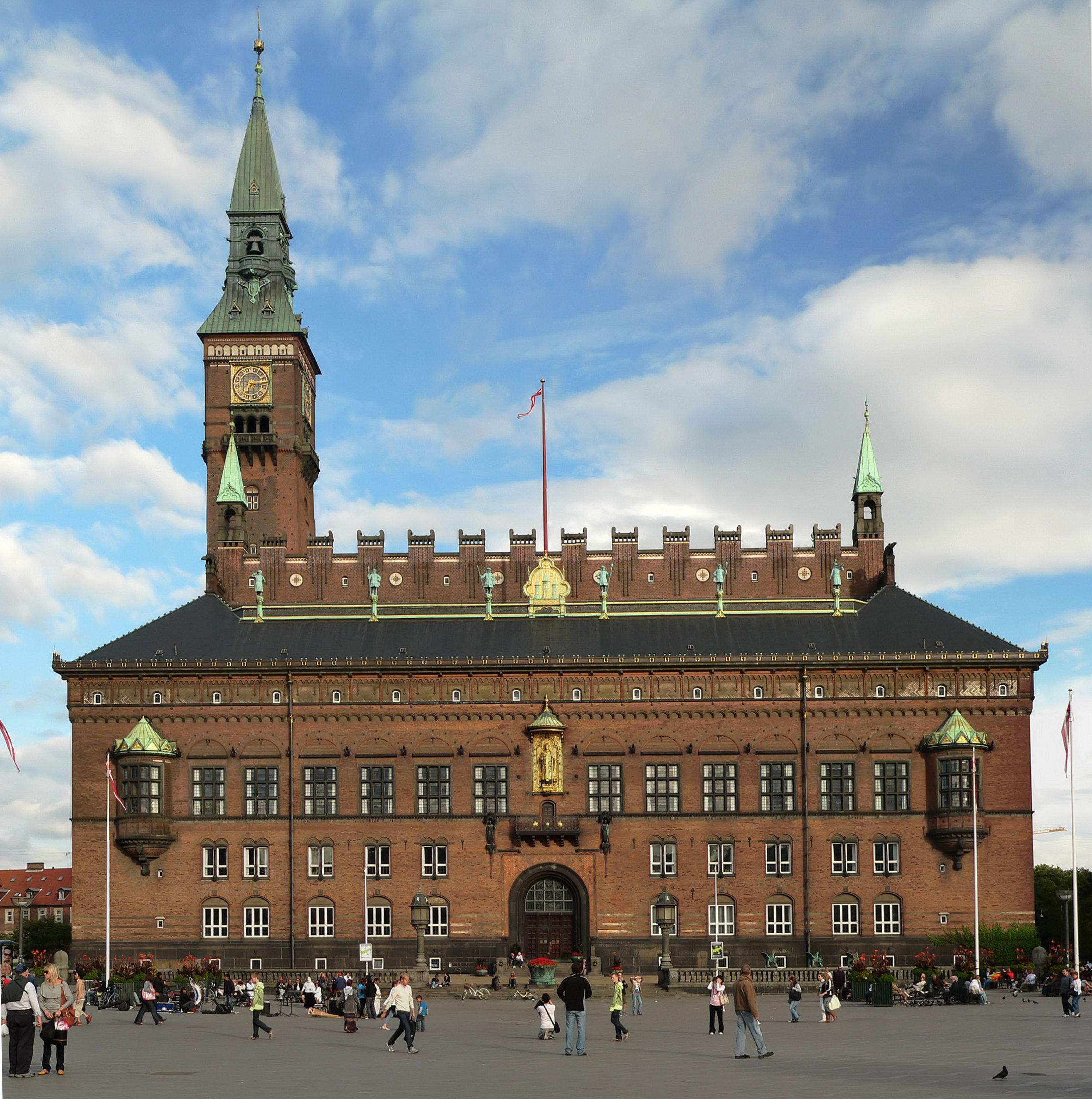

- Gottlieb Bindesbøll, Michael (1838-48), Museo Thorvaldsens.
- Herholdt, Johan Daniel (1857-61), Biblioteca Universitaria de Copenhague.
- Kampmann, Hack (1898-1900), Teatro de Aarhus.
- Nyrop, Martin (1905), Ayuntamiento de Copenhague.

## sigloXX

### Clasicismo nórdico
El neoclasicismo o el incremental clasicismo nórdico continuó su prosperidad al inicio del siglo hasta aproximadamente 1930 como se puede ver en el edificio de apartamentos Hornbækhus (1923) de Kay Frisker  y la Sede de la policía (1924) de Hack Kampmann. Su desarrollo no fue un fenómeno aislado, basado en tradiciones clásicas de los países nórdicos, y en nuevas ideas siendo perseguidas en las culturas germanoparlantes. Puede entonces ser caracterizado como una combinación de influencias tanto directas como indirectas de arquitectura vernacular (nórdica, italiana y alemana) y el neoclasicismo.
Mientras el movimiento alcanzaba su mayor nivel de éxito en Suecia, había una gran cantidad de proponentes daneses importantes incluyendo Ivar Bentsen, Kaare Klint, Arne Jacobsen, Carl Petersen y Steen Eiler Rasmussen. Bentsen, con la ayuda de Thorklid Henningsen, diseñó las primeras casas adosadas en el distrito de Bellahøj en Copenhague. Klint muy apropiadamente trabajando con Bentsen, adaptó el edificio del Frederiks Hospital para funcionar como el Museo Danés de Arte y Diseño. El logro más importante de Carl Petersen fue el Museo Faaborg construido para albergar las colecciones de arte de Funen. Steen Rasmussen es recordado por encima de todo por todas sus actividades de planeamiento urbano y sus contribuciones al Dansk Byplanlaboratorium ('laboratorio de planeamiento urbano danés').

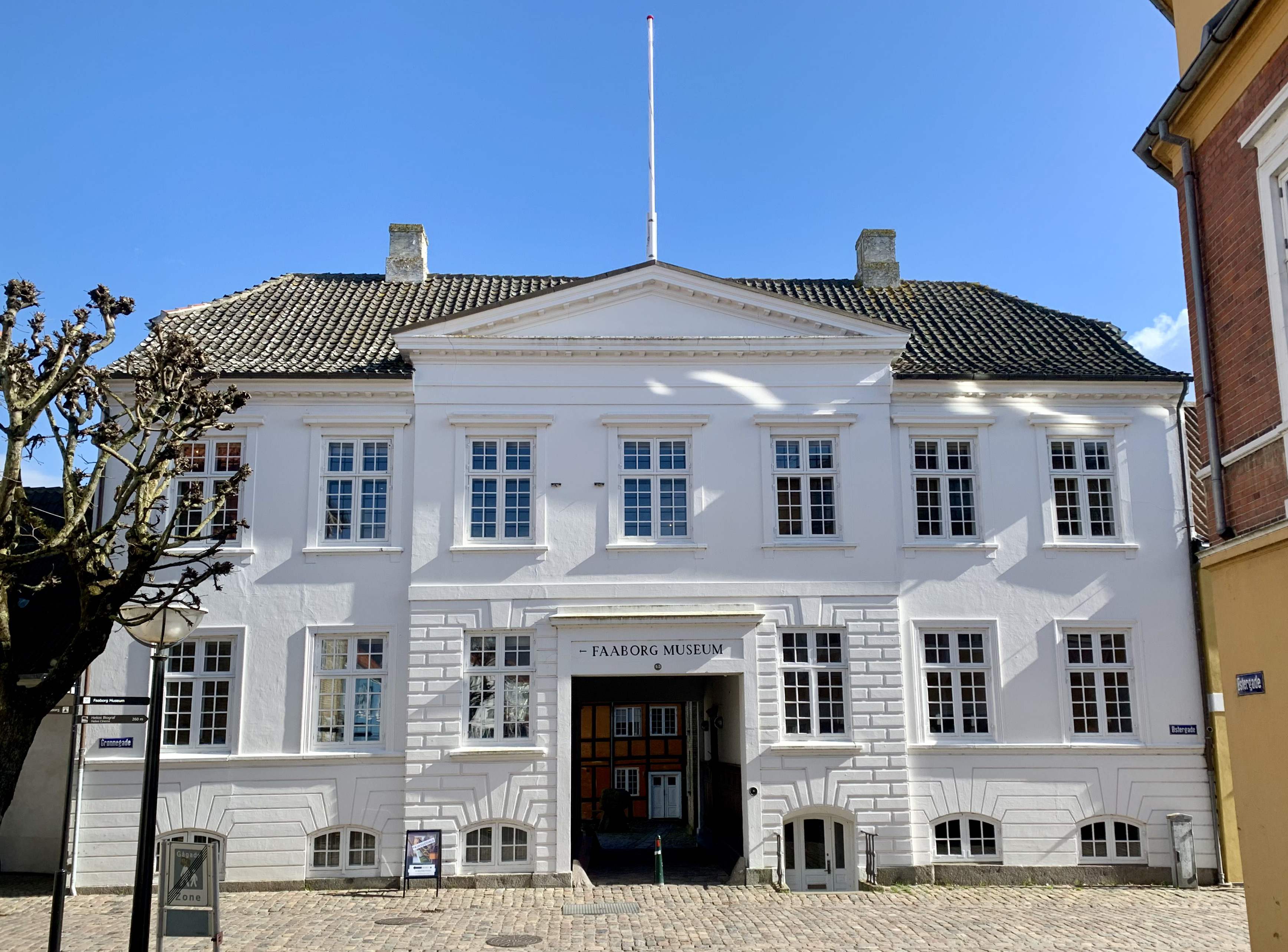
Museo Faaborg, inaugurado en 1915, diseñado por Carl Petersen
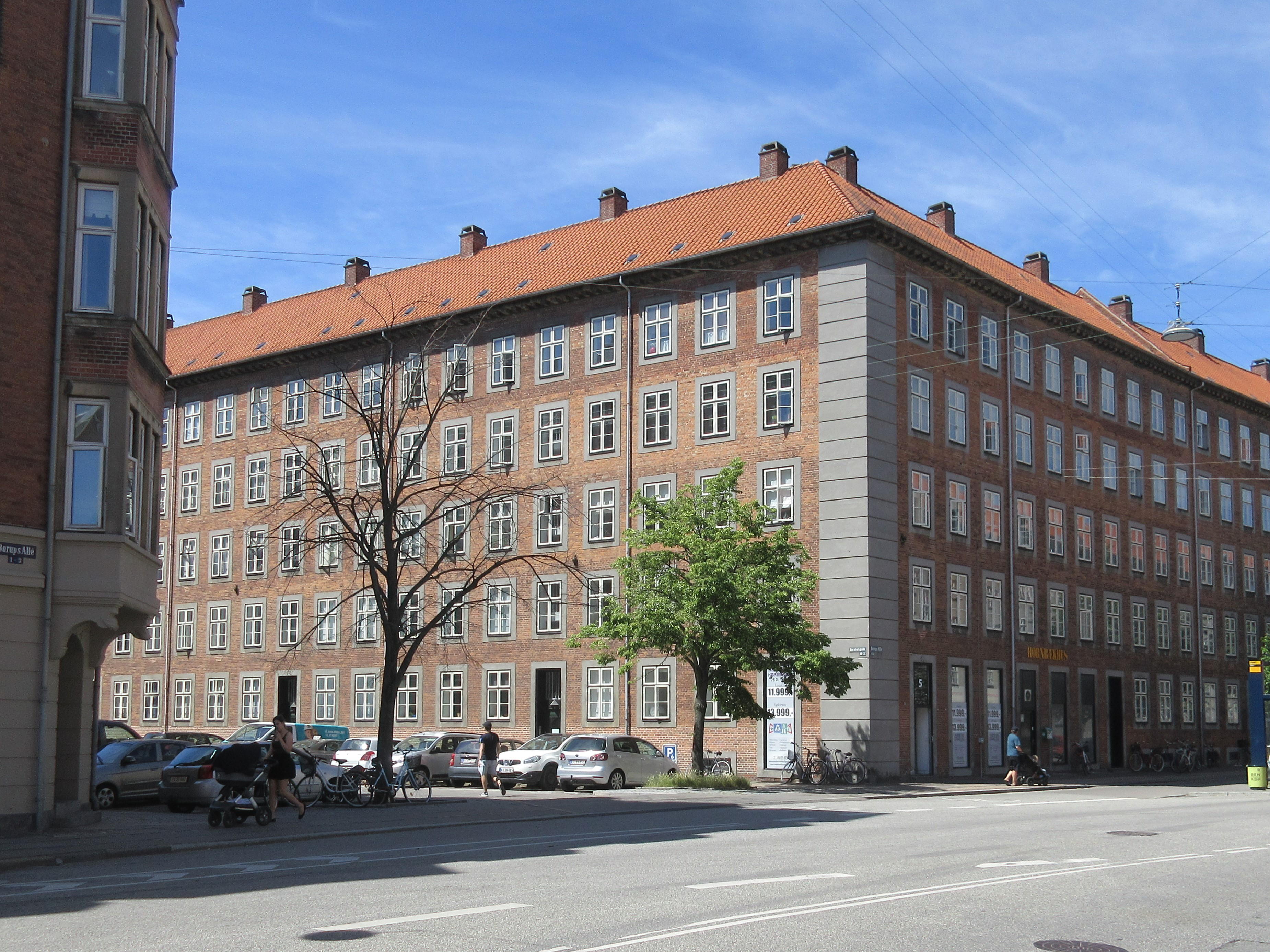
Edificio de apartamentos Hornbækhus (1923) de Kay Frisker
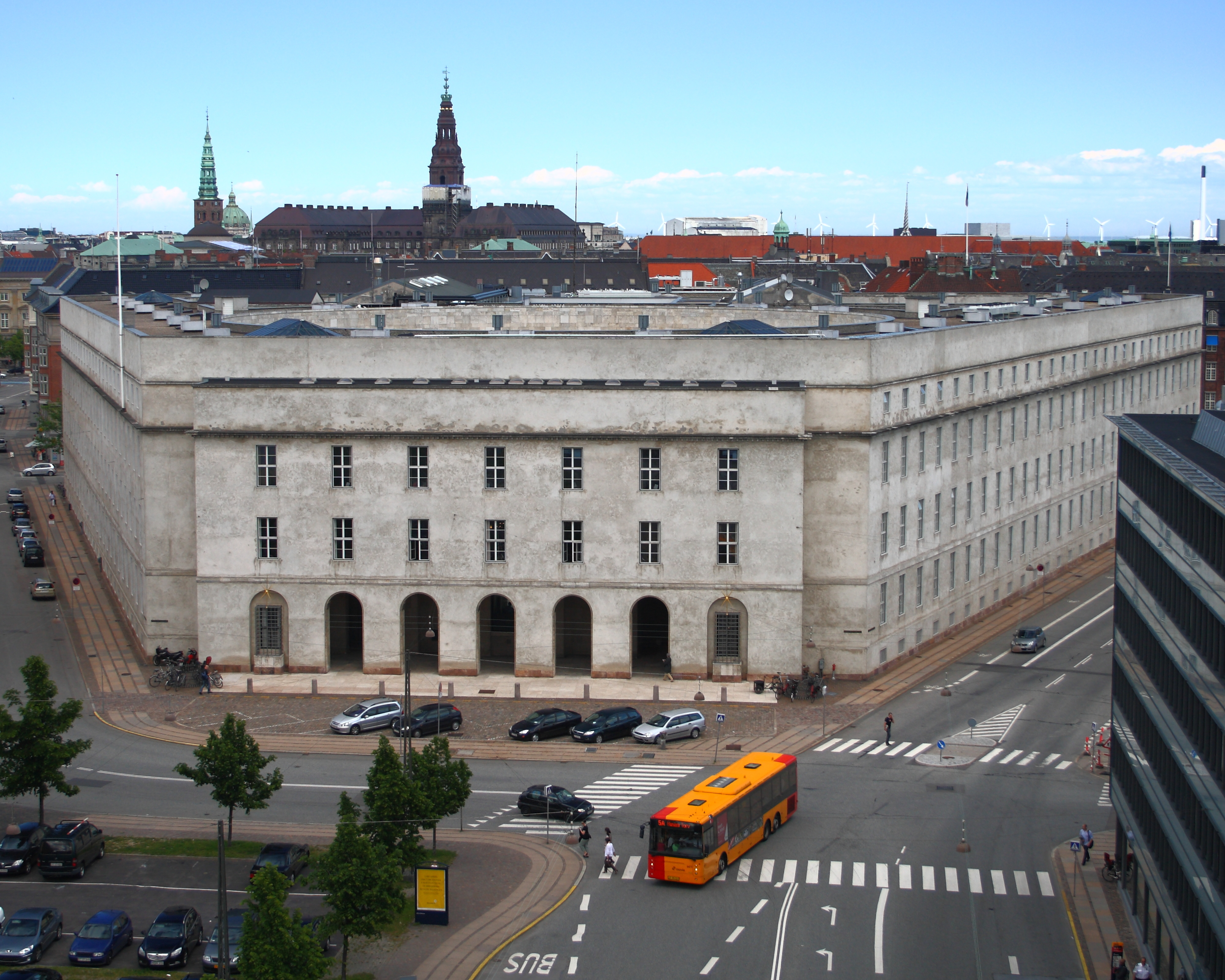
Sede de la policía (1924) de Copenhagen, obra de Hack Kampmann

### Expresionismo
La iglesia de Grundtvig en Bispebjerg, Copenhague, lleva el nombre del pastor y filósofo danés Nikolai Grundtvig, recordado por los daneses por sus resonantes himnos, ahora una parte integral de la cultura nacional. Como un resultado de su apariencia inusual, es la iglesia expresionista más famosa. Diseñada por Peder Vilhelm Jensen-Klint, se basaba mucho en las tradiciones escandinavas góticas de tabique, especialmente en las iglesias de pueblo con frontones escalonados. Jenses-Klint combinó las formas geométricas modernas del expresionismo de ladrillo con la verticalidad clásica de la arquitectura gótica. Su construcción comenzó en 1921, pero fue completado por su hijo Kaare Klint en 1940 después de la muerte de Jensen-Klint. La característica más importante de este edificio es su fachada oeste, evocador de un Westwerk o el exterior del órgano de una iglesia.

### Funcionalismo

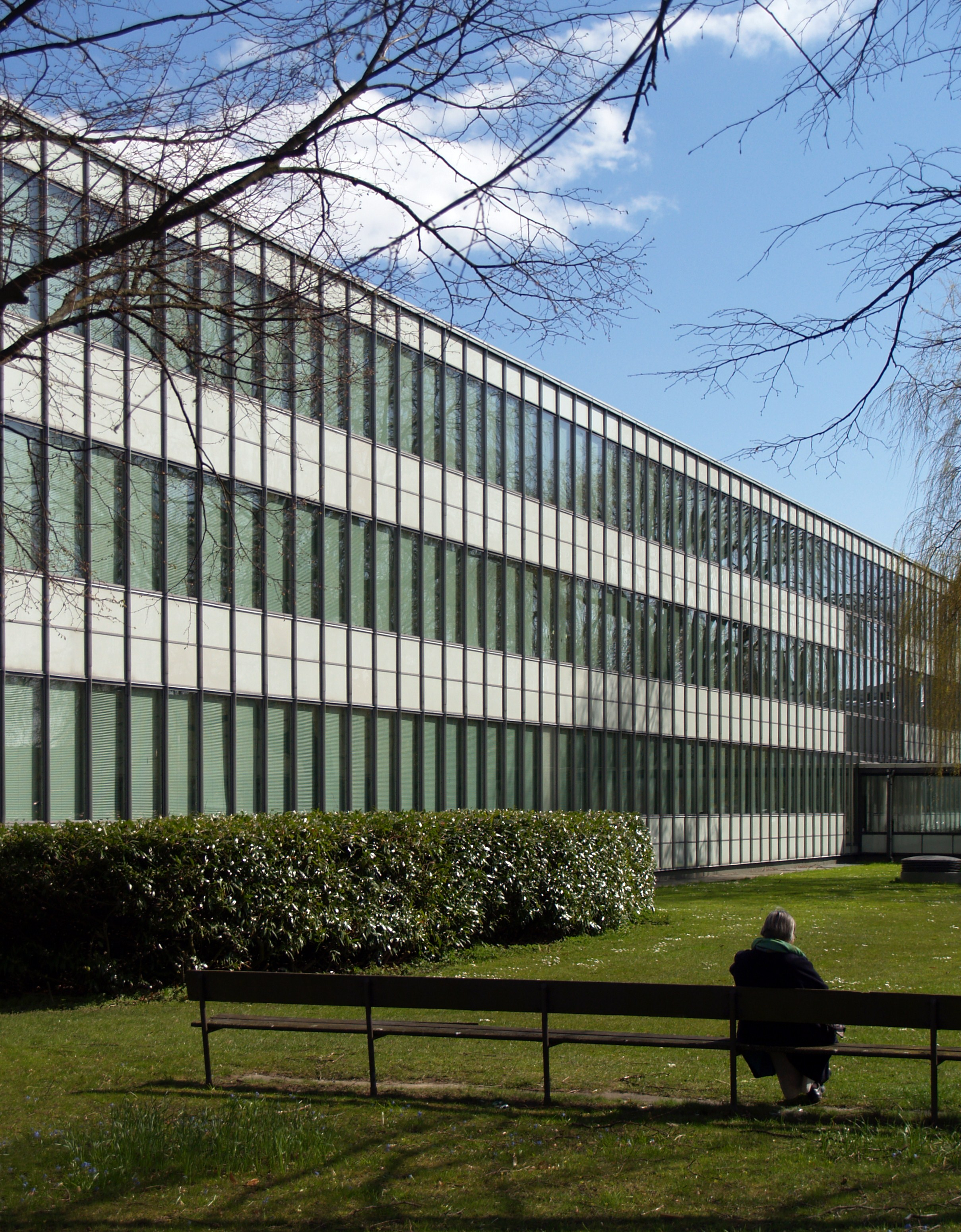
Ayuntamiento de Rødovre (1954-1956), obra de Arne Jacobsen

El funcionalismo, que comenzó en los años 1930, se basaba mucho en la arquitectura racional usando concreto, acero y cristal, preferentemente para cumplir con las necesidades sociales. Sus proponentes principales en Dinamarca fueron Frits Schlegel, Mogens Lassen, Vilhelm Lauritzen y, sobre todo Arne Jacobsen con sus proyecto Bellavista al norte de Copenhague. Otra de las obras maestras de Jacobsen fue el Ayuntamiento de Aarhus que diseñó junto con Erik Møller en 1937 y concluyó en 1948. La torre tiene 60 metros de altura y el reloj de esta tiene un diámetro de 7 metros. El edificio está hecho de concreto recubierto de mármol de Porsgrunn en Noruega.
Un acercamiento más tradicional de Kay Fisker quien, en conjunto con C. F. Møller, diseñó los edificios para la universidad de Aarhus en 1931.

### Modernismo

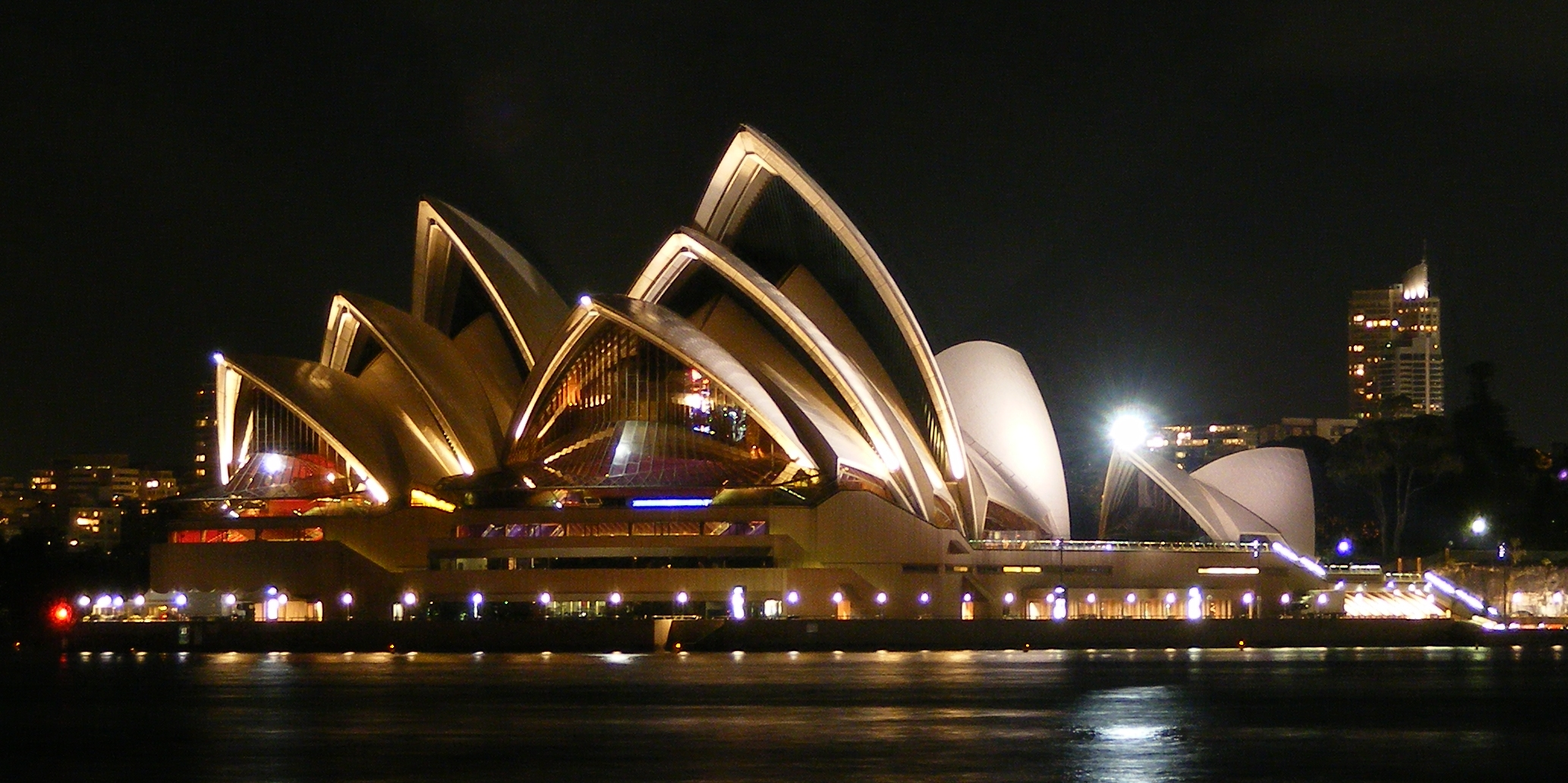
Jørn Utzon: Sydney Opera House (1973)

Después de la Segunda Guerra Mundial, el funcionalismo tomó como base las tendencias del Modernismo Americano con sus plantas irregulares, techos planos, interiores de planta libre y fachadas de cristal. Ejemplos notables son la propia casa de Jørn Utzon (1952) a las afueras de Hellebæk cerca de Helsingør donde se hace buen uso de materiales razonablemente baratos para vivienda de postguerra; y Kingo Houses (1956-58) en Helsingør que consisten en 63 casas con forma de "L" basadas en el diseño de las casas granjeras tradicionales danesas.  Otro proyecto, notable por la síntesis que curvea entre la arquitectura y el paisaje, el Museo Louisiana de Arte Moderno (1958) en Humlebæk, diseñado por Jørgen Bo y Vilhelm Wohlert.
Durante este periodo, Arne Jacobsen se convirtió en el modernista líder con el diseño de Radisson SAS Royal Hotel, en Copenhague (1960). La sede del ayuntamiento de Rødovre, completada en 1956, demuestra como Jacobsen combinaba el uso de diferentes materiales: piedra arenisca, dos tipos de cristal, herrería pintada y acero inoxidable.
Siguiendo los pasos de Jacobsen, Dinamarca tuvo un éxito remarcable en la arqutiectura del siglo XX. Más notablemente,  la icónica Ópera de Sídney Jdeørn Utzonea le ganó la distinción de convertirse en la segunda persona con una obra reconocida como patrimonio de la humanidad siguiendo viva. Su Bagsværd Church (1968-76) en Copenhague ha sido considerado un ejemplo destacado del regionalismo crítico, por la síntesis creada entre una civilización universal y una cultura regional.
Ganando una competición internacional por el Arco de la Défense basado en formas geométricas simples, Johann Otto von Spreckelsen llegó a la fama internacional. El prolífico Henning Larsen diseñó el edificio del Ministerio de Asuntos Exteriores en Riad, así como una variedad de edificios prestigiosos en Escandinavia, incluida la Ópera de Copenhague.
Dado el éxito de la transformación de Strøget en un área de peatones en Copenhague en 19060 y su influyente libro Life Between Buildings, Jan Gehl ganó una reputación internacional en diseño urbano. Él ha asesorado muchos desarrollos de urbanismo incluyendo en Melbourne, Londres, y Nueva York. Su obra ha llevado a Copenhague y su cultura ciclista, para mejorar la calidad de los espacios públicos en los centros de las ciudades.

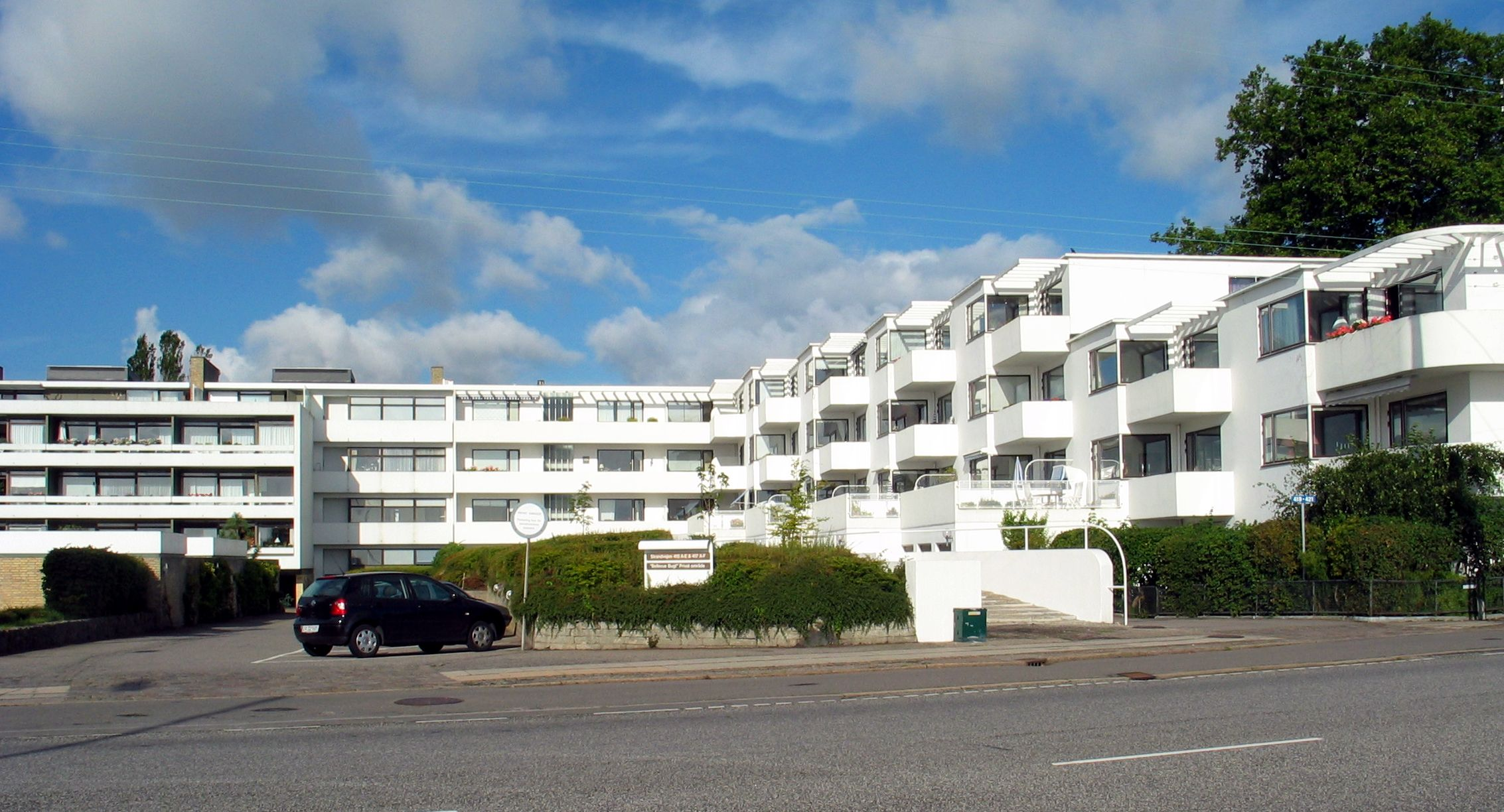
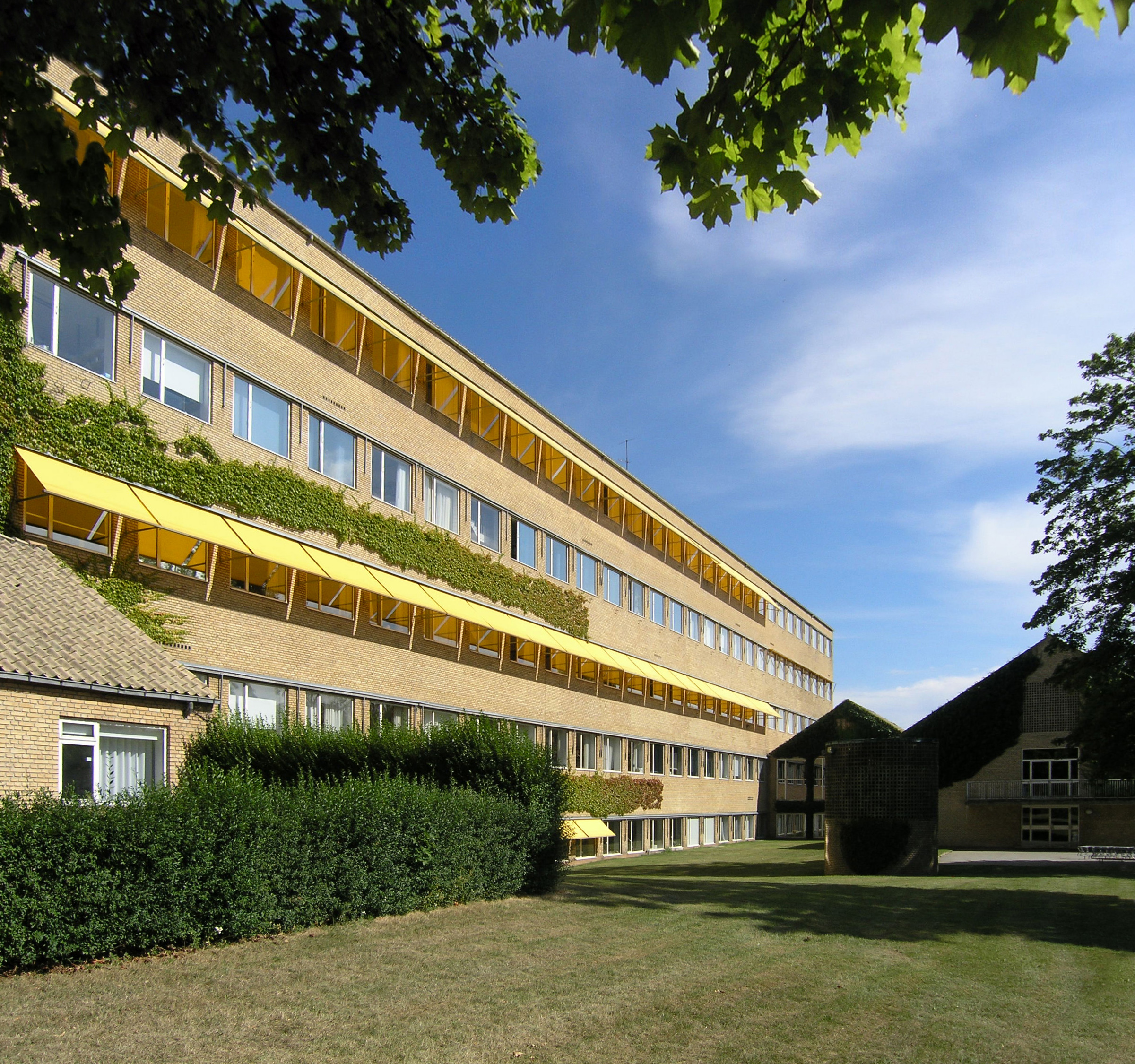
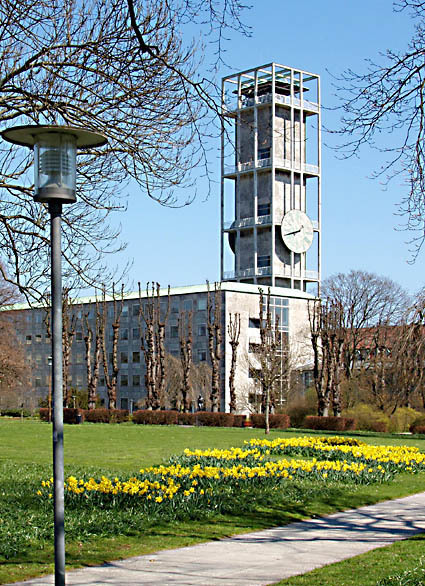

- Jacobsen, Arne (1933-1934), Bellavista (departamentos).
- Fisker, Kay (1931), Universidad de Århus.
- Jacobsen, Arne; Møller, Erik (1939-1942), Århus Rådhus [Ayuntamiento de Aarhus].

## Periodo contemporáneo
Desde el inicio del nuevo milenio, la arquitectura danesa ha florecido tanto en casa como fuera de ésta. Dos áreas importantes del Área Metropolitana de Copenhague han provisto importantes oportunidades para el desarrollo arquitectónico en el frente doméstico mientras que una cantidad de despachos han ganado reconocimiento internacional, ganando comisiones importantes en el extranjero. Para muchos, las misiones en el extranjero se han hecho tan importantes como aquellas en Dinamarca misma. 
En años recientes también se ha notado la aparición de muchos despachos de arquitectura que operan tanto en Dinamarca como internacionalmente. 

### Desarrollos urbanos recientes

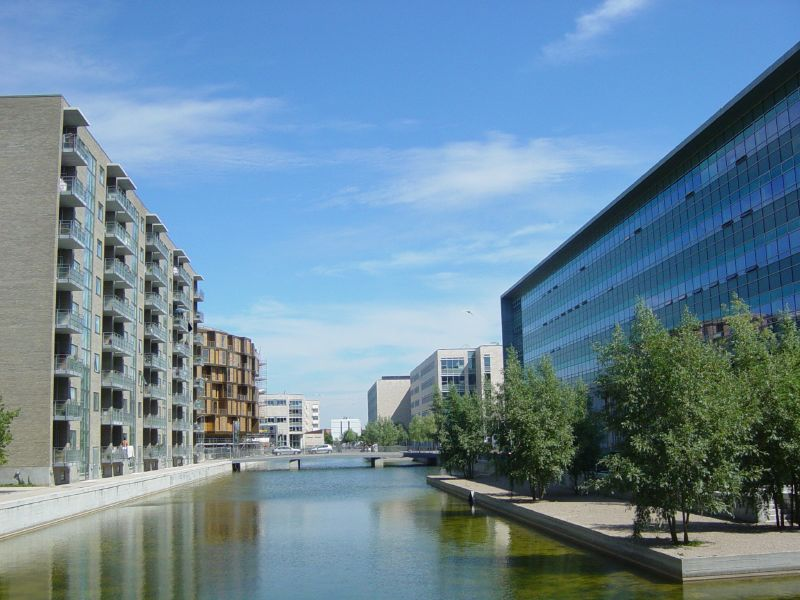
Ørestad cerca del Aeropuerto de Copenhague

Ørestad es un desarrollo urbano al sureste del centro de la ciudad de Copenhague. Su comienzo está conectado a la construcción del puente de Øresund, uniendo Copenhague con Malmö en Suecia, completado en el año 2000. Después de las etapas de planeación inicial en 1990, el primer edificio de oficina fue llevado a cabo en 2001. Hoy por hoy el área en constante expansión tiene más de 3,000 departamentos y un área de oficinas de 192,100 metros cuadrados.
Copenhague misma también ha pasado por varias transformaciones importantes en los años recientes con el estímulo de varios proyectos a lo largo de la ribera. Basados en las obras de planeación en la última parte de 1980, el área ya ha presenciado la aparición de varios edificios de prestigio incluyendo la extensión de la biblioteca nacional Black Diamond (1999), la Casa de Ópera (2000) y el Royal Danish Playhouse (2004).

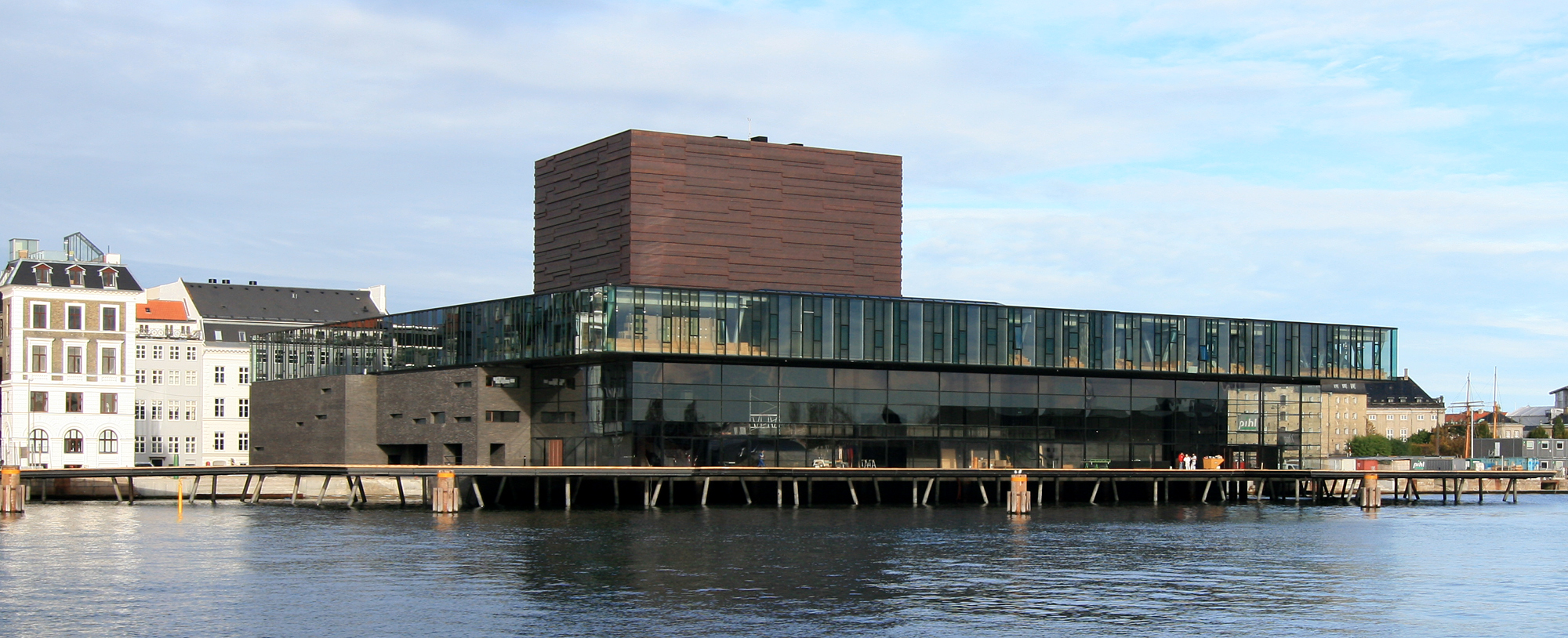
The Royal Danish Playhouse por Lundgaard & Tranberg

### Presencia internacional
Henning Larsen Architects, bien establecidos en los países nórdicos, ahora se encuentran activos fuera de Dinamarca, particularmente en el Medio Oriente. Tienen varios proyectos en Arabia Saudita y Siria, incluyendo el Massa Discovery Centre en Damasco. Otro proyecto interesante es el nuevo edificio para Der Spiegel en la costa en Hamburgo.
3XN diseñaron el galardonado Auditorio Muziekgebouw en Ámsterdam y el nuevo museo de Liverpool. En 2007 ganaron el concurso para la nueva sede de Deutsche Bahn en Berlín por encima de despachos como Foster + Partners del Reino Unido y Dominique Perrault de Francia.
Schmidt Hammer Lassen ha abierto oficinas en Londres y Oslo. Además de varios proyectos en países nórdicos, su trabajo internacional incluye Westminster College en Londres y una nueva biblioteca en la Universidad de Aberdeen

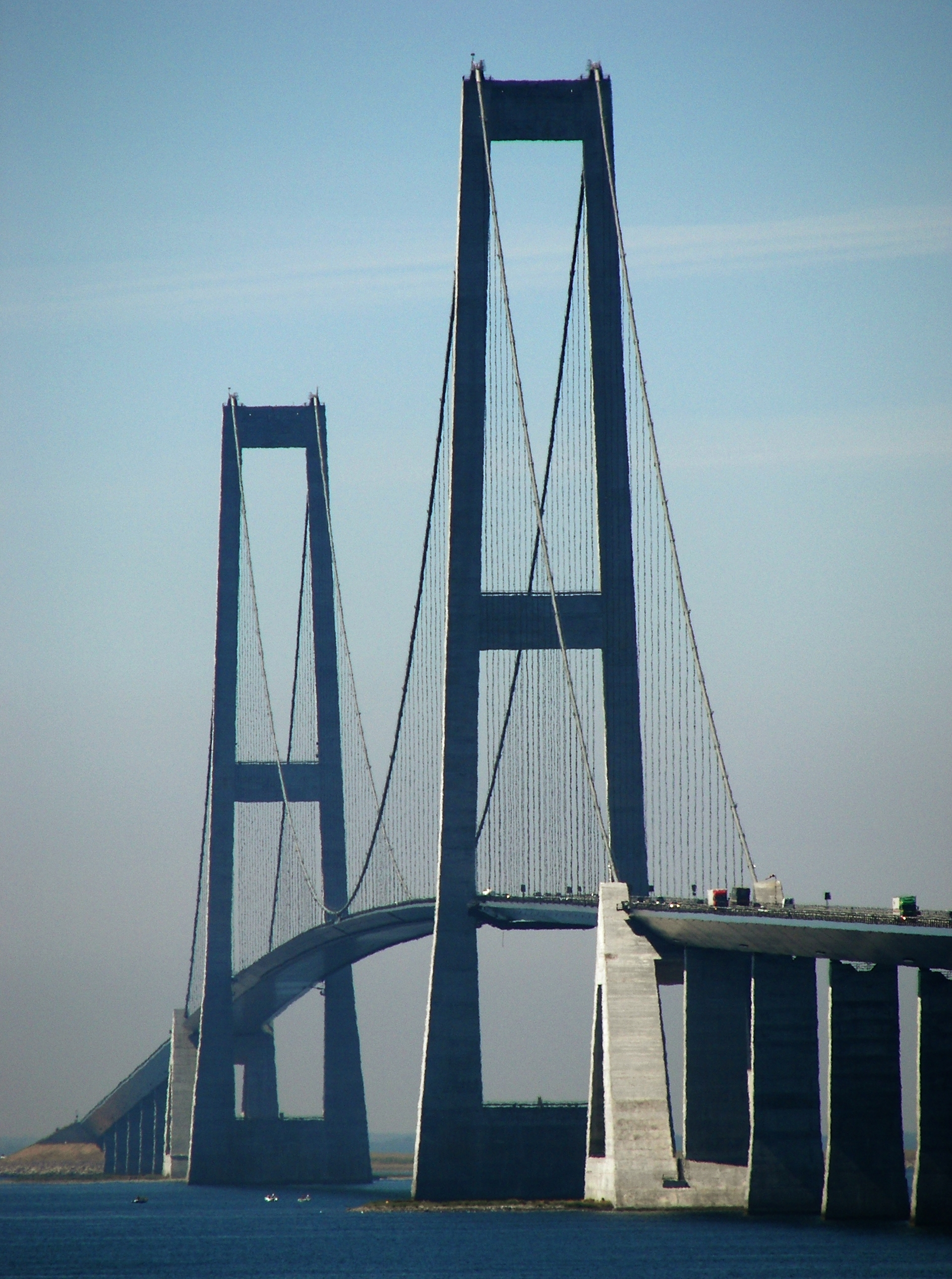
Puente del Gran Belt

Entre los proyectos más notables internacionalmente de C. F. Møller Architects se encuentran extensiones a los museos en Londres de Historia Natura  y Nacional Marítimo (2009-11) También han sido exitosos en ser comisionados para construir el Hospital de la Universidad de Akershus en Oslo.
Dissing+Weitling son vastamente conocidos como arquitectos de puentes después de llevar a cabo 220 proyectos del tipo en todo el mundo. Entre estos se encuentran puente del Gran Belt entre Sealandia y Funen, Queensferry Crossing en Escocia, el Puente Nelson Mandela en Sudáfrica el Puente Stonecutters en Hong Kong. El puente del Gran Belt, acabado en 1998, era en ese momento el segundo puente colgante más largo del mundo (en enero de 2024, aún es el 6.º). Con un largo de 6790 metros y una luz de 1624 metros, con una altura vertical libre para paso de barcos de 65 metros.
Lundgaard & Tranberg son los diseñadores de Royal Danish Playhouse y del complejo de residencia de estudiantes de Tietgenkollegiet, ambos considerados entre los edificios más exitosos en Copenhague en los últimos años.

### Prácticas emergentes
Otra tendencia en la arquitectura contemporánea danesa es la aparición de una nueva generación de exitosos bufetes jóvenes, inspiradas más por las tendencias internacionales que por la tradición modernista en Escandinavia. Esta generación es encabezada por Bjarke Ingels cuya firma BIG (Bjarke Ingels Group) fundada en 2006 ha logrado una inusual y rápida transición a ser una firma bien establecida.
Desde sus inicios BIG obtuvo el reconocimiento internacional por muchos proyectos, incluyendo Viviendas de la Montaña en Ørestad.  Ideológicamente y conceptualmente, esta práctica está más relacionada con formas danesas como OMA —donde Ingels trabajó desde 1998 hasta 2001— y MVRDV que a las obras de arquitectos daneses.  El parteaguas de BIG fue en 2009 cuando el despacho ganó 6 competencias internacionales y muchas comisiones grandes. Estas incluyendo un museo de arte en un acantilado viendo hacia la Ciudad de México, un vecindario a las orillas de un canal en Hamburgo, un nuevo ayuntamiento para Tallinn, Estonia, una nueva biblioteca nacional para Kazajistán, un proyecto de un rascacielos de poca energía en Shenzhen, China, y una Aldea Global para deportes de mujeres en Malmö.
Cuatro jóvenes bufetes, CEBRA, COBE, Transform y Effekt, contribuyeron al proyecto CO-EVOLUTION: Danish/Chinese Collaboration on Sustainable Urban Development in China, que fue galardonado con el León Dorado en la 2006 Venice Biennale of Architecture. El proyecto fue comisionado por el centro de arquitectura danés y curado por el arquitecto urbanista danés Henrik Valeur y UiD. Las cuatro firmas después ganaron competencias de alto perfil tanto en Dinamarca como internacionalmente. Effekt ganó la competencia por el nuevo edificio de la Academia de Arte Estonia en Tallin, Transform tiene un proyecto en la plaza del ayuntamiento en Copenhague y COBE ganó el primer premio en un concurso por el distrito sostenible más grande de Escandinavia en Nordhavnen, Copenhague.
Otras firmas emergentes danesas incluyen Aart, Dorthe Mandrup Architects y NORD Architects.

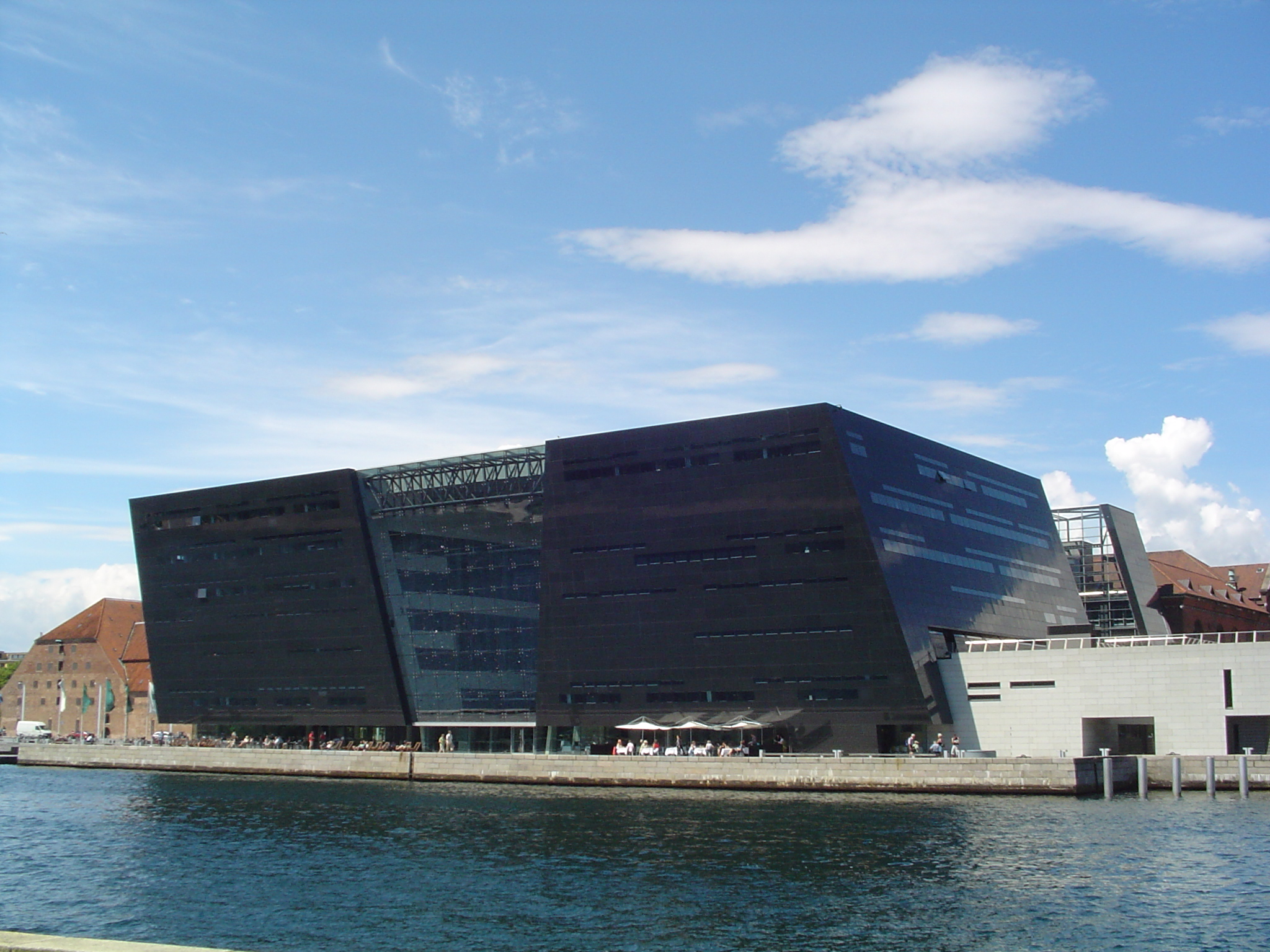
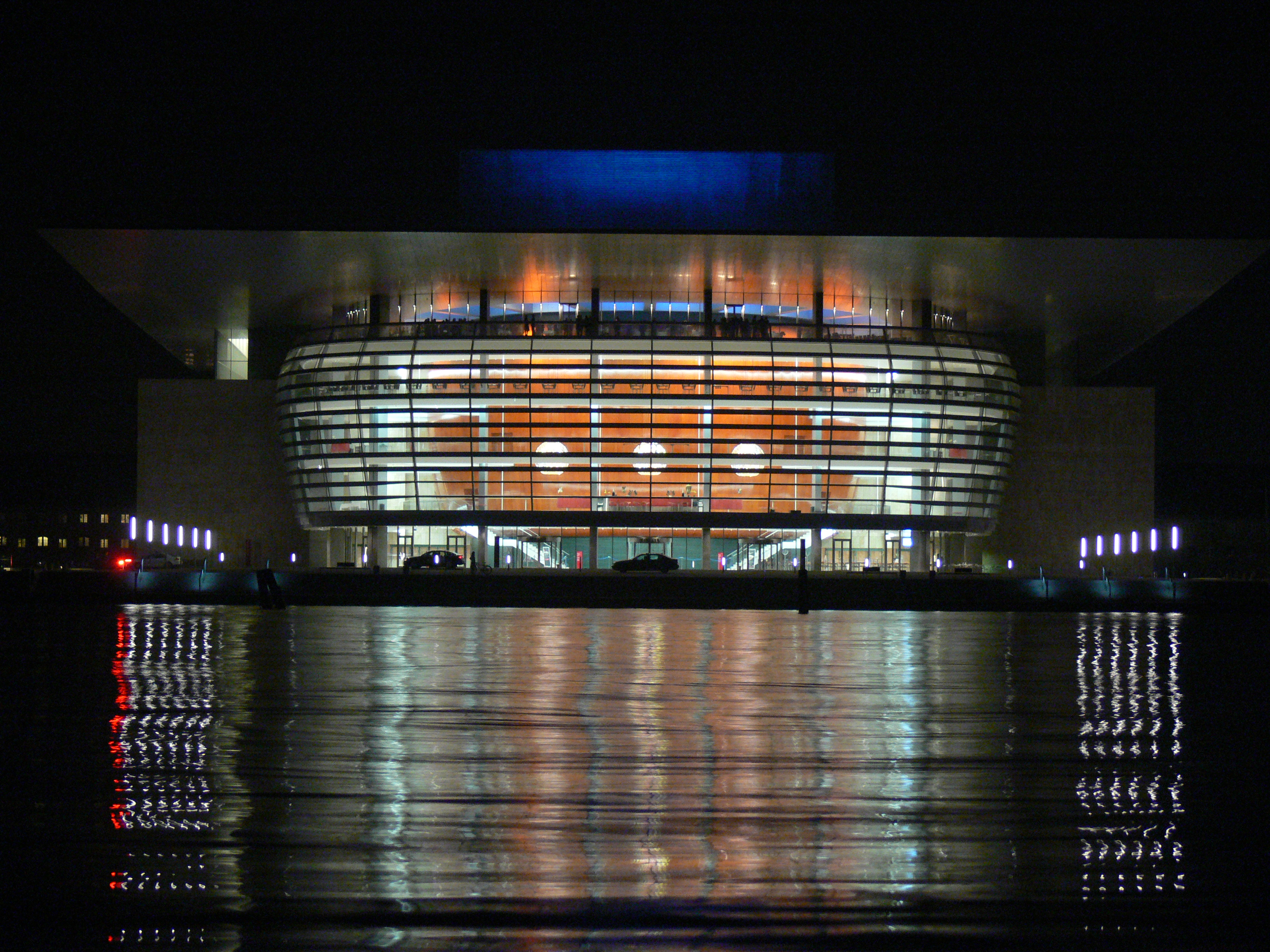
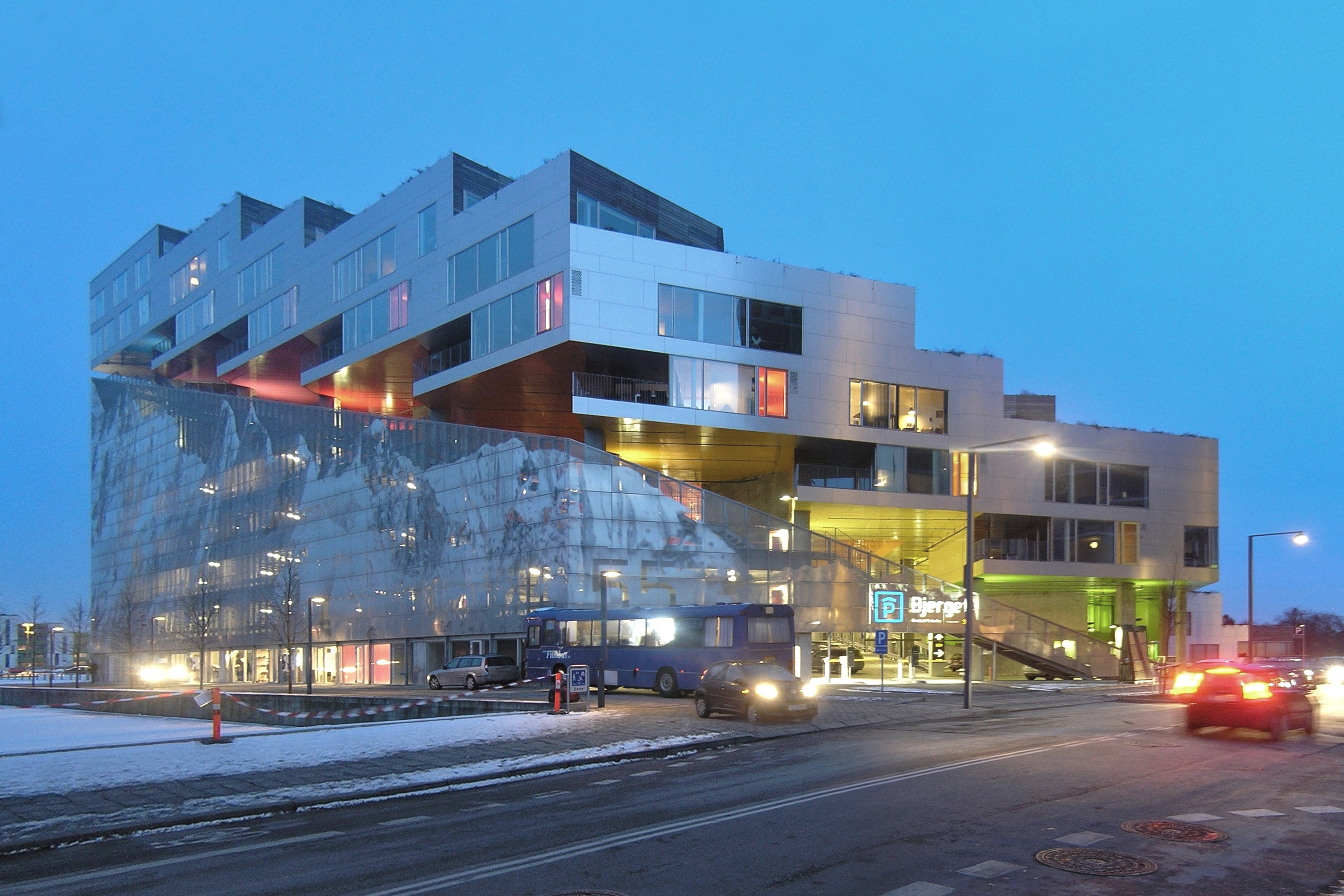
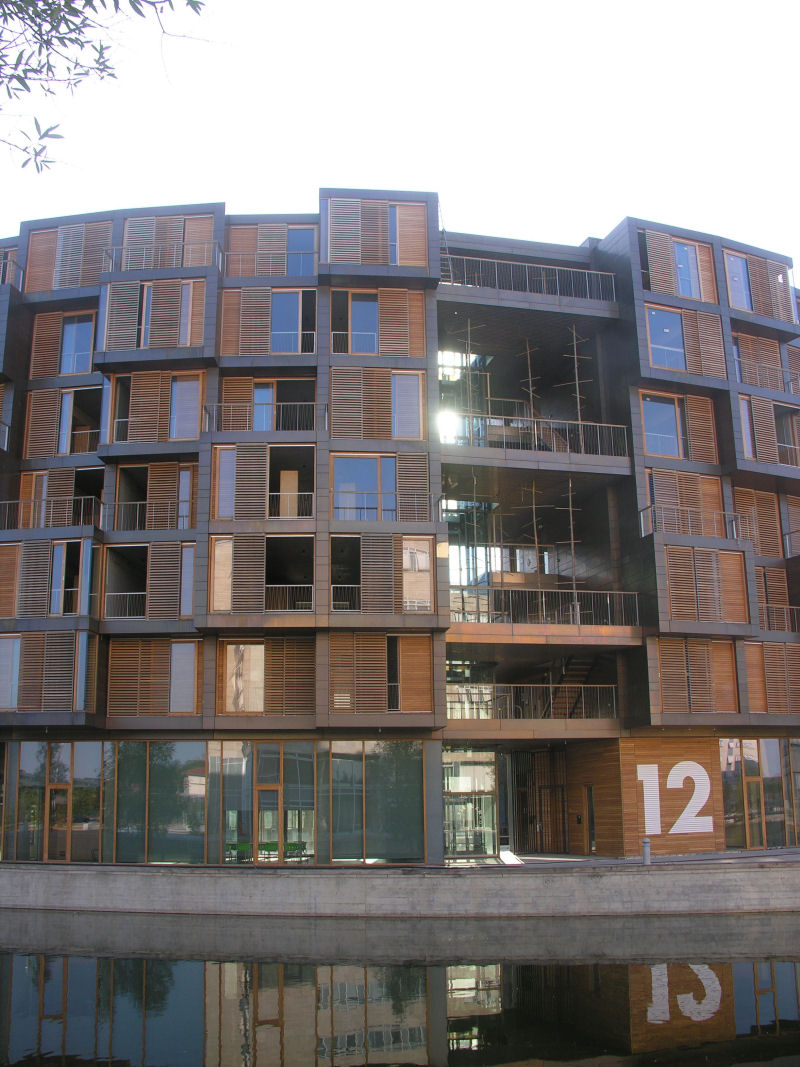

- Lassen, Schmidt Hammer (1999), Black Diamond (nueva biblioteca nacional).
- Larsen, Henning (2000-04), Copenhagen Opera House.
- Ingels, Bjarke (2008), Mountain Dwellings, Ørestad.
- Tietgenkollegiet (residencia de estudiantes), Ørestad: Lundgaard & Tranberg, 2005-06.